# Jankovich-barlang
A Jankovich-barlang Magyarország fokozottan védett barlangjai közül az egyik. A Duna–Ipoly Nemzeti Parkban lévő Gerecsei Tájvédelmi Körzetben található. A Dunántúl ősrégészetileg fontos egyik lelőhelye és a jankovichi kultúra névadója. A Gerecse hegység fokozottan védett hat barlangja közül az egyik. Közkedvelt kirándulóhelyen helyezkedik el. Bejáratához turistaösvény vezet.

## Leírás
Az Országos Kéktúra által érintett Öreg-kő alatti pihenőhelyről kék Ω, azaz kék barlang jellel jelzett turistaúton lehet eljutni a barlanghoz. Az Öreg-kő sziklás és meredek, sziklafalakkal tagolt K-i oldalában van a látványos főbejárata, amely a nagy sziklaszirt közelében helyezkedik el. Ez az É-ra néző, 9,5 m széles és 8 m magas, szabálytalanul ívelt bejárata magyarországi viszonylatban nagy méretűnek számít. A bejárat közvetlenül egy 25 m hosszú, első részén 10–12 m széles és befelé fokozatosan 5 m-ig keskenyedő csarnokba nyílik.
A főbejárattól 4 m-rel lejjebb nyíló alsó bejárata laposan ívelt mennyezetű, 4 m széles és 1,5 m magas. Ez 12 m hosszú, 6–10 m széles és 1–2 m magas, kezdetben meredeken lejtő, beljebb kissé emelkedő aljzatú terembe vezet. Ez az alsó járat a bejárati csarnok alatt helyezkedik el. A terem végénél kis kürtő látható, amely teljesen ki van töltve összeékelődött kőtömbökkel. Az eltömedékelés előtt ezen a kürtőn keresztül volt átjárható az alsó és felső barlangrész.
A 8–15 m magas bejárati csarnok mennyezetéből középen 7,5 m átmérőjű felszínre vezető kürtő, hátsó részéből közel egymáshoz két 2–3 m átmérőjű és 12–14 m magas vakkürtő nyílik. Az ásatások sorozatával bővített csarnok végén az eddigi majdnem vízszintes aljzatot rövid és meredek agyaglejtő váltja fel. Ehhez a csarnokhoz belül egy 6–8 m átmérőjű és majdnem 10 m magas terem csatlakozik, amelyhez a meredek agyaglejtőn lesétálva lehet eljutni. Ez a belső terem a barlang felső járatának végpontja.
A barlang felső triász, vastagpados dachsteini mészkő ÉÉK–DDNy irányú törésvonala mentén jött létre, (jellege és formakincse alapján) karsztvízszint alatti oldódás következtében, termálkarsztos hatásra. A barlang hidrológiailag inaktív jelenleg. Képződménymentes falain a felszakadás felső harmadában és a belső teremben szép gömbüstös-gömbfülkés oldásformák figyelhetők meg. A lezáratlan barlang megtekintéséhez nem szükséges engedély, de világítóeszköz használata javasolt.
Az 1900-as évek elején, hosszú időn át itt folytatott ásatás eredményeként az idősebb üledékrétegekből több őskőkori kultúra leletei, a felső, humuszos rétegekből újkőkorszaki és bronzkori leletek kerültek elő. Régészeti és őslénytani jelentősége, illetve morfológiai és tájképi értéke miatt fokozottan védett a barlang.
A Gerecse Barlangkutató és Természetvédő Egyesület végzett a Jankovich-barlangban denevér-megfigyeléseket, amelyek során 6 denevérfaj; kis patkósdenevér, horgasszőrű denevér, nagyfülű denevér, közönséges denevér, szürke hosszúfülű-denevér és nyugati piszedenevér jelenlétét állapították meg a csoporttagok. A barlangbejárat előterében a Budapesti Denevérvédelmi Csoport hálózással horgasszőrű denevért, nagyfülű denevért, barna hosszúfülű-denevért, szürke hosszúfülű-denevért, közönséges denevért, közönséges késeidenevért, vízi denevért és hegyesorrú denevért fogott. A barlang, az észlelési adatok és a néha fellelhető friss ürülék alapján, helyi viszonylatban közepes fajszámú, kis egyedszámú, alkalmi téli és nyári denevérszálláshelynek tekinthető.

### A barlang neve

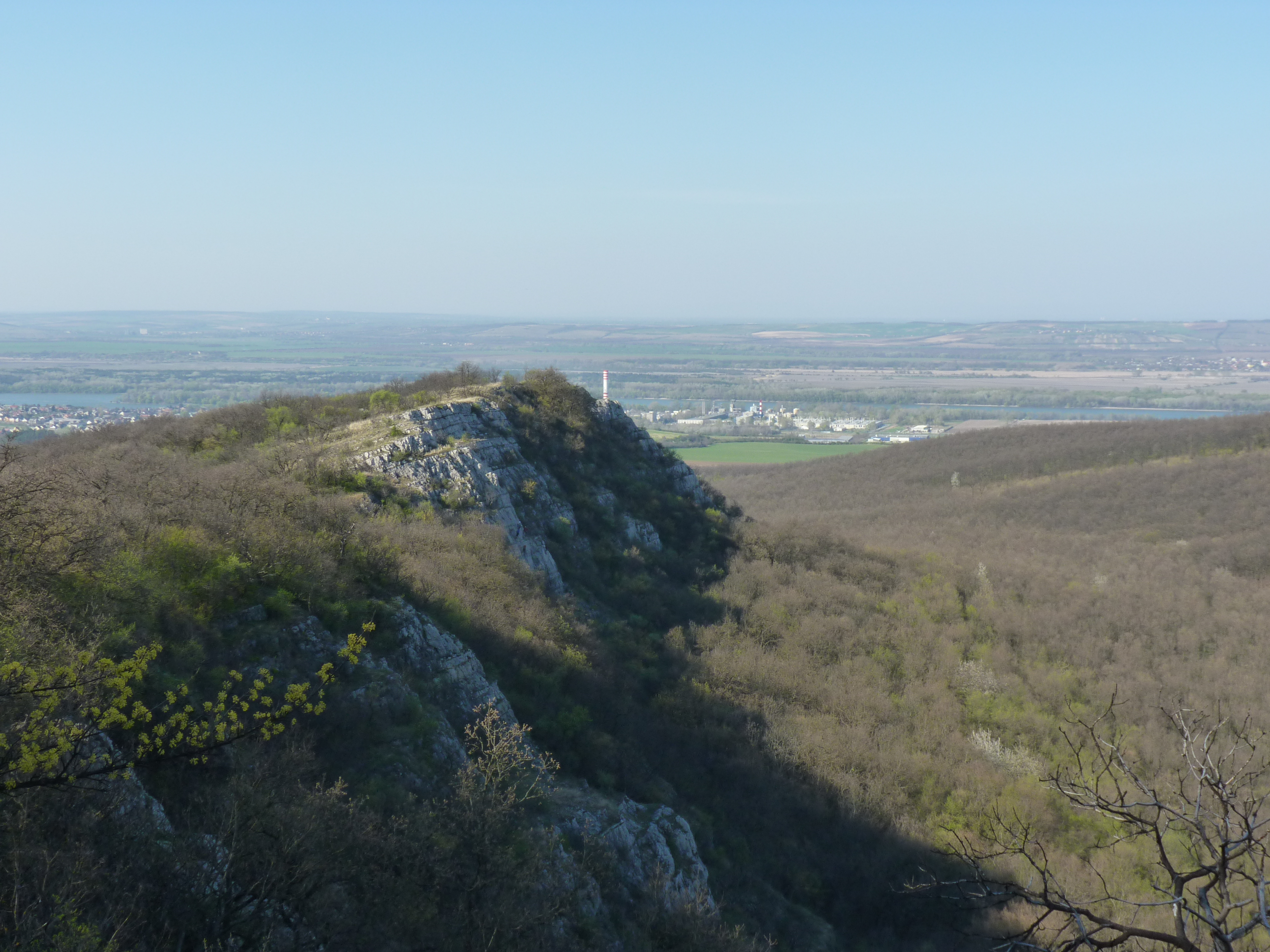
Kilátás az Öreg-kőről, a Jankovich-barlang környékéről É felé

A barlang Jankovich Béla tiszteletére lett elnevezve Jankovich-barlangnak (Hillebrand 1914). Jankovich Bélának a Lóczy Lajossal közösen tett barlanglátogatása alkalmából kapta a barlang ezt a nevet. Előfordul a barlang az irodalmában Baits-barlang (Bertalan 1976), Baits György barlang (Vigh 1937), Bajót-barlang (Tompa 1935), Bajóti 1. sz. barlang (Kordos 1984), Bajóti I. sz. barlang (Juhász 2003), Bajóti I.sz.barlang (Bertalan 1976), Bajóti 1.sz. barlang (Székely 1994), Bajóti Öregkő-barlang (Bertalan 1976), Bajóti-Öreg-kő-barlang (Bertalan, Schőnviszky 1976), Bajóti Öregkő-barlangja (Székely 1994), Jankovich barlang (Bittera 1916), Jankovich Cave (Jánossy 1977), Jankovics-barlang (Gábori 1977), Jankovics barlang (Jaskó 1957), Jankovits-barlang (Sásdi 2003), Öregkő-barlang (Lambrecht 1913), Öregkő barlangja (Bekey 1913), Öregkő-barlangja (Bekey 1913) és Szalai-barlang neveken is.

## Kutatástörténet

### 1877–1913
A Vasárnapi Ujság 1877. július 29-i számában az van írva, hogy az Esztergom megyei Bajót határában van egy barlang.

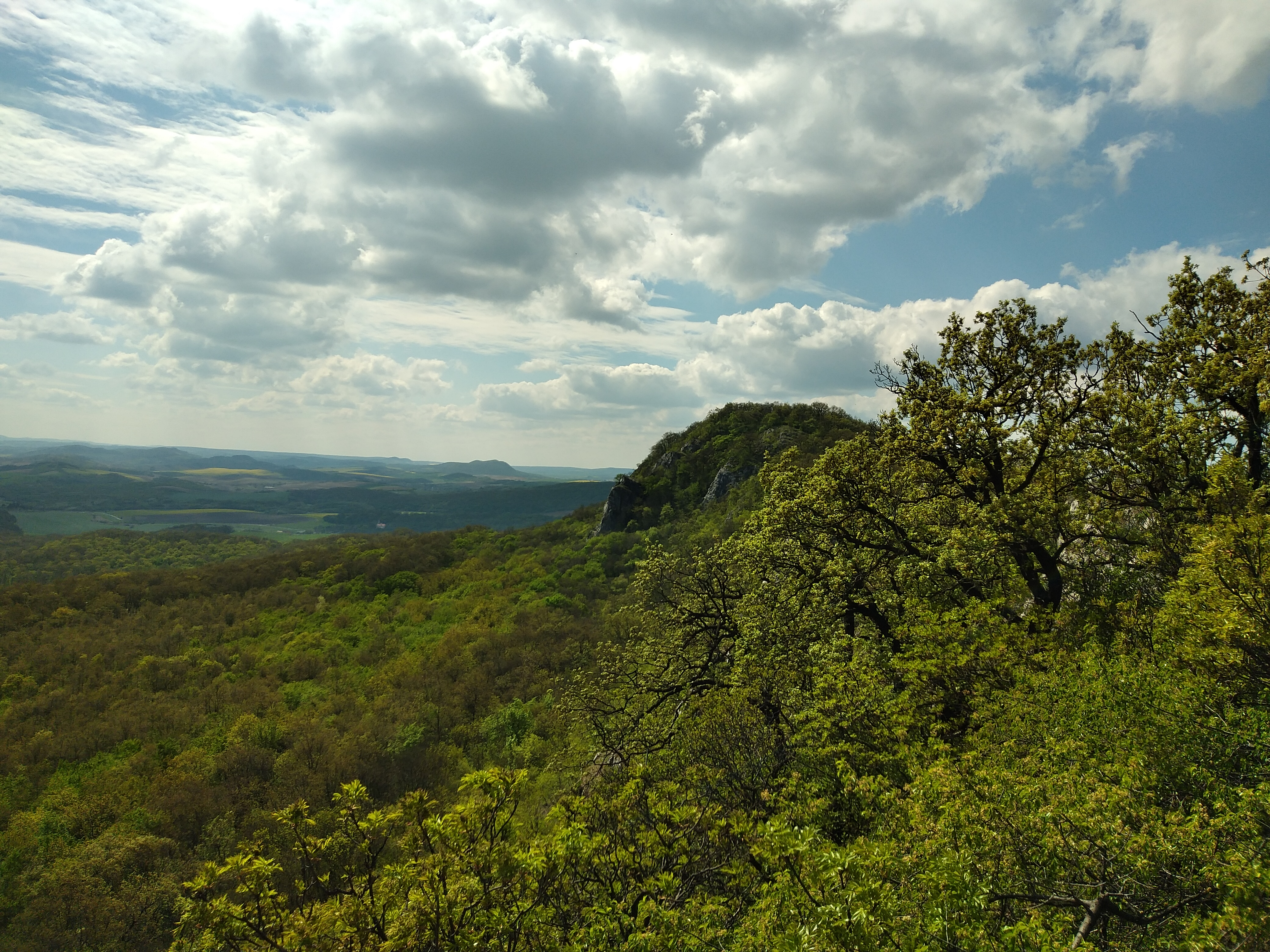
Öreg-kő, a Jankovich-barlang sziklája távolról

Az 1908-ban kiadott, Esztergom vármegyét ismertető könyv szerint Esztergom vármegyében barlanglakók nyomait nem találták meg, mert nincsenek olyan barlangok, melyekben arra utaló nyomok lennének, hogy bennük régen ősemberek laktak. Erre a vidékre már fejlettebb igényekkel jöttek az első letelepedők, akik állatcsontokból, szarvasagancsból készített szerszámaik mellett már kőszerszámokat is használtak. Ezért nem voltak rászorulva arra, hogy barlangokban, vagy földbe vájt üregekben lakjanak, hanem készíthettek sátrakat, valamint kunyhókat. Azokat a barlangokat, vagy földbe vájt üregeket, amelyekből erdőkben, vagy félreeső, nehezen hozzáférhető vidékeken most is sok van és emberi kultúra nyomai vannak bennük, nem lehettek ősemberek lakhelyei. Azok főleg a tatárjárás és törökpusztítás idejéből való búvólyukak voltak, mert nem vezethetők vissza az ősidőkre az azokban talált tárgyak.
Az 1913. évi Barlangkutatásban megjelent, Bekey Imre Gábor által írt publikációban az olvasható, hogy Budapest környékének több mint 40 barlangja közül a bajóti Öregkő barlangja az egyik legérdekesebb. Az Öreg-kő K-i meredek oldalán, a hegytető alatt 20 m-re, az Öregkőalja völgytől sokkal, 100 m-rel magasabban, az esztergomi káptalan területén van a barlang hatalmas, ÉK-re néző, háromszög alakú bejárata, amely messziről is látható. Az Öreg-kő K-i sziklás oldalán van még egy barlang és két zsomboly a Jankovich-barlang mellett. (A névtelen barlang az vagy a Baits-barlang, vagy a Szalay-barlang. A két zsomboly az Öreg-kői 1. sz. zsomboly és az Öreg-kői 2. sz. zsomboly.)
A Jankovich-barlang bejárata kb. 10 m magas és kb. 10 m széles. A barlang 30 m hosszú, végig jól járható, tág, csarnokszerű és a talpszint vízszintes, de a bejárat után is kővel borított, mert a barlang kőbányának volt használva. A barlang külső nyílásának a nagy része el van pusztítva és ha a barlangkutató szakosztály nem avatkozott volna be, akkor már megsemmisült volna a barlang. A részben elpusztított barlang utolsó harmadában hatalmas, 6 m átmérőjű kerek kürtő nyílik a hegytetőre. A nyíláson át behatol a napfény a barlangba és teljesen szárazon tartja a barlangot.

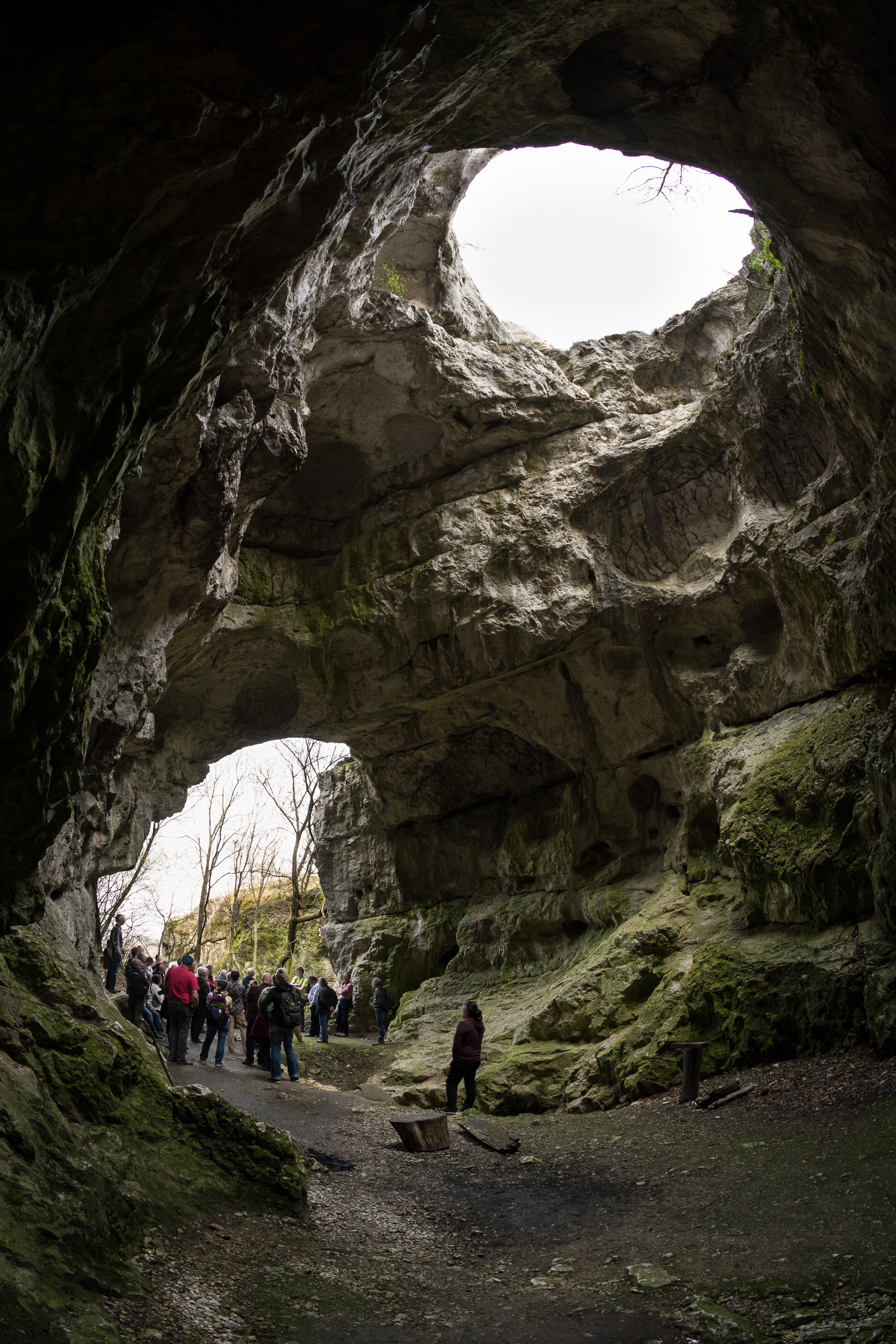
A Jankovich-barlang belseje 2016-ban

A talpszintet borító kövekből csak a barlang hátsó részén van kevés és itt kerül a felszínre az a kitöltés, amely az alsóbb rétegeket fedi. A hátsó részen kellene ásatni, mert itt kis költséggel megoldható lenne annak a kérdésnek a megválaszolása, hogy őslénytani, vagy régészeti szempontból kellene-e ásatást végezni. Bekey Imre Gábor kérte a barlangkutató szakosztályt, hogy szavazzon meg a próbaásatásokra egyelőre 100 koronát, mert úgy gondolta, hogy nagy a valószínűsége annak, hogy a Budapest környéki barlangokhoz hasonlóan itt is értékes leletekre lehet majd bukkanni.
Baits György ígérte, hogy az ásatások megkezdésekor a kövek kihordatását vállalja. Ez a munka nagy anyagi támogatásnak számít. A köveket csak akkor kellene kihordani, ha a próbaásatás eredményes. Úgy lenne jó az esztergomi káptalantól engedélyt kérni az ásatásokhoz, hogy a nagyon fontos, kulturális célú ásatás költségeihez egy kis anyagi támogatással is hozzájáruljon. Hasonló kéréssel kellene megkeresni Esztergom vármegye főispánját és alispánját, valamint a járás főszolgabíróját, Pisut Kálmánt és a város tanácsát. A Jankovich-barlang mellett néhány lépésre É-ra, azonos magasságban, törmelékkövek között barlangbejáratot fedezett fel. A szűk nyílást annyira kibővítette a kövek egy részének eltávolításával, hogy a nyíláson be tudott bújni. A bejárat után az üreg tágul és 6 m hosszú teremmé bővül, amelynek ember magasságú a mennyezete. A barlang talpszintje vízszintes. A bejáratot olyan szélesre lehet tágítani a kövek elhordásával, hogy ebben a barlangban is lehetne egy próbaásatást végezni, mert valószínű, hogy ebben a védettebb barlangban az ősember tartózkodásának nyomai megtalálhatók. A két barlangtól kb. 50 m-re van az Öreg-kői 1. sz. zsomboly.
Az 1913. évi Barlangkutatás 3. füzetében napvilágot látott, Hillebrand Jenő által írt tanulmány szerint a Magyarországon élt, diluviális ősember lelőhelyeinek száma megint gyarapodott most a Jankovich-barlanggal. A bajóti barlangokra Baits György hívta fel a barlangkutató szakosztály figyelmét. Hillebrand Jenő 1912 őszén, a szakosztály megbízásából, Bekey Imre Gáborral ment Bajótra. Bekey Imre Gábor már korábban ismerte ezeket a barlangokat. A helyszínen megállapították, hogy az Öreg-kő legnagyobb barlangja ásatásra alkalmas. Ezért Hillebrand Jenő 1913. április 20-án, a szakosztály megbízásából Bajótra utazott, majd elkezdte a próbaásatást a barlangban.
A folyóiratban megköszönte Baits Györgynek a nagy segítséget, amelyet a barlang kutatásához nyújtott. A barlang Bajóttól K-re, a Kőalja-völgy felett kb. 80 m magasan, dachsteini mészkőben helyezkedik el és 45 perces gyaloglással elérhető. A bejárat nagyon meredek lejtőre nyílik és É-ra néz. A barlangból a Dunára szép a kilátás. Pósa József azt mondta Hillebrand Jenőnek, hogy a barlang 10–15 m-rel hosszabb volt a bejáratnál végzett kőrobbantások előtt. Egy nagy kürtő nyílik a tetőre a barlang közepénél. Nagyon hullámos a kitöltés felszíne. A barlang hátsó harmadában ásta Hillebrand Jenő a próbagödröt. A szálkőzetet nem érték el, de 3 m mélyen meddő, nagyon összeállt plasztikus sárga agyagot találtak, amely valószínűleg közvetlenül a szálkőzetre rakódott.

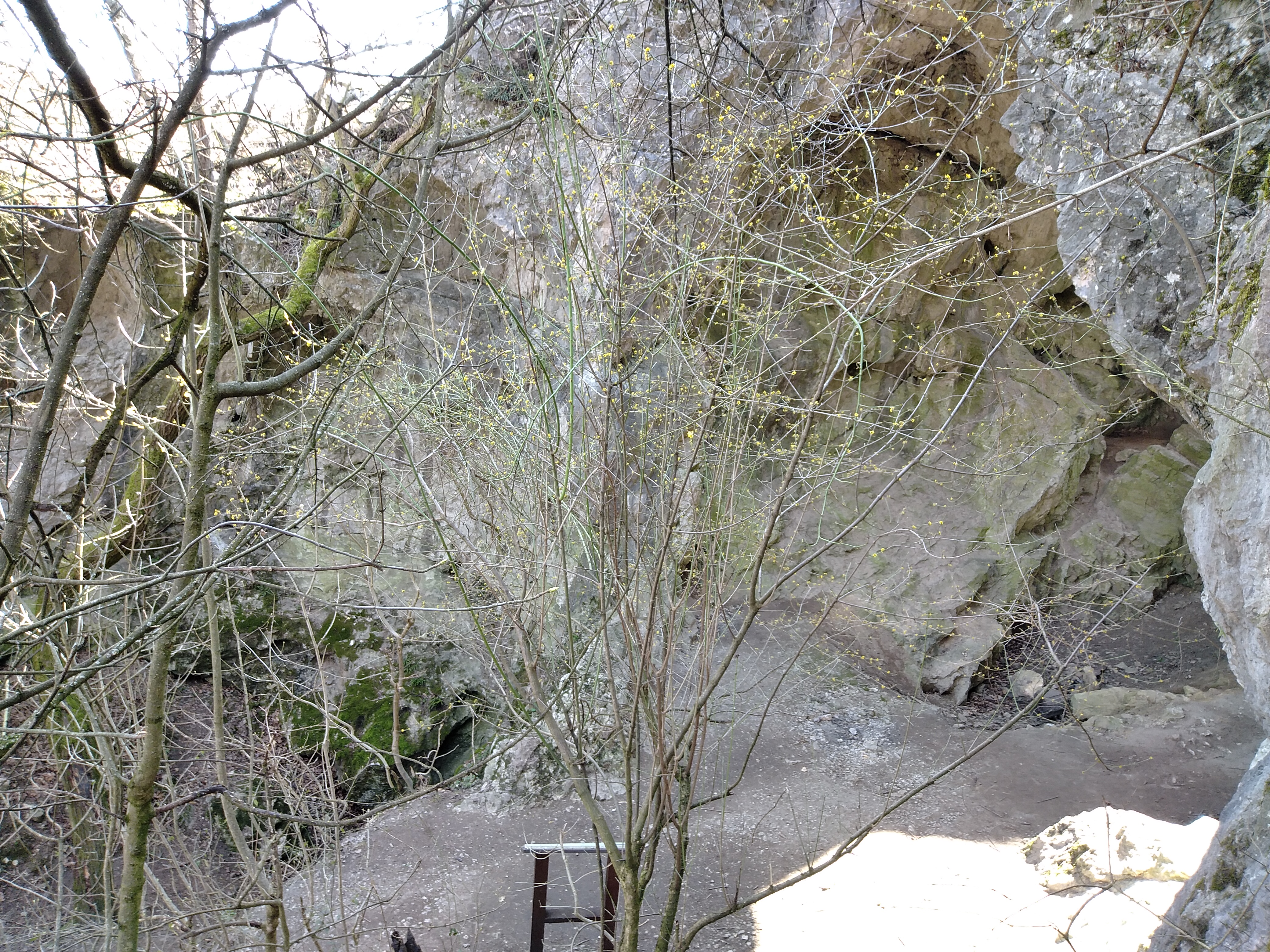
A Jankovich-barlang előtere 2021-ben

A kitöltő felső rétegek 2 m mélységig feketés, majd lejjebb szürkés és barnás agyagból tevődnek össze, valamint sok háziállatcsontot, recens rágcsálócsontot és madárcsontot tartalmaznak. Ezekből a jelenkori rétegekből kerültek elő a neolit ősember nyomai is, sok cseréptöredék, tűzhelyek és egy kicsi, tűzkőből készült penge. A jelenkori rétegek alatt található a sárgásszürke, helyben képződött agyagréteg és ez alatt a kissé törmelékes, sárgás agyagréteg. Ez a két réteg képviseli a diluviumot.
A felső rétegekben 0,5 m mélységig leginkább rénszarvas és rágcsálók maradványai fordulnak elő. Az alsóbb rétegekben előfordul a barlangi medve is. Napvilágot látott egy rénszarvasagancs töredék és egy orrszarvú felkarcsont, amelyet ember tört fel. A még mélyebben elhelyezkedő rétegekben sem a rágcsálók, sem a rénszarvas nem találhatók meg, csak barlangi medve csontok vannak bennük. Azonos a faunarétegződés a többi barlangban, Hillebrand Jenő által megfigyelt faunaváltozással. Érdekes, hogy lócsont nem került elő, pedig a Kis-kevélyi-barlangban rengeteg található. A viszonylag fiatal korú rétegek miatt hiányzik a hiéna.
Összefüggő tűzhely nem lett feltárva a diluviális kitöltésben, de a diluviális embernek a barlangi jelenlétét a sok feltört emlőscsont, a kőszerszámok és néhány faszéndarab bizonyítja. Különböző mélységekből került a napvilágra 7 őskőkorszaki eszköz. A felsőbb rétegekben talált retus nélküli pengék nem nagyon jellegzetesek és csak a széleken látható csorbák bizonyítják, hogy használták a pengéket. Az őskőkorszaki leleteken kívül egy csontszilánkból készült, hegyesre és simára csiszolt varrótű került elő, amelynek két oldalról át van lyukasztva a vastagabb része. Az átlyukasztott varrótűk szórványosan a solutréi kultúrában jelentek meg, de általánosan a magdaléni kultúrában terjedtek el. A rétegtani és a faunisztikai viszonyok támasztják alá, hogy az előkerült tű a magdaléni kultúrába tartozik, mert a rétegben nincs már barlangi medve és a faunában a rénszarvasé a főszerep.

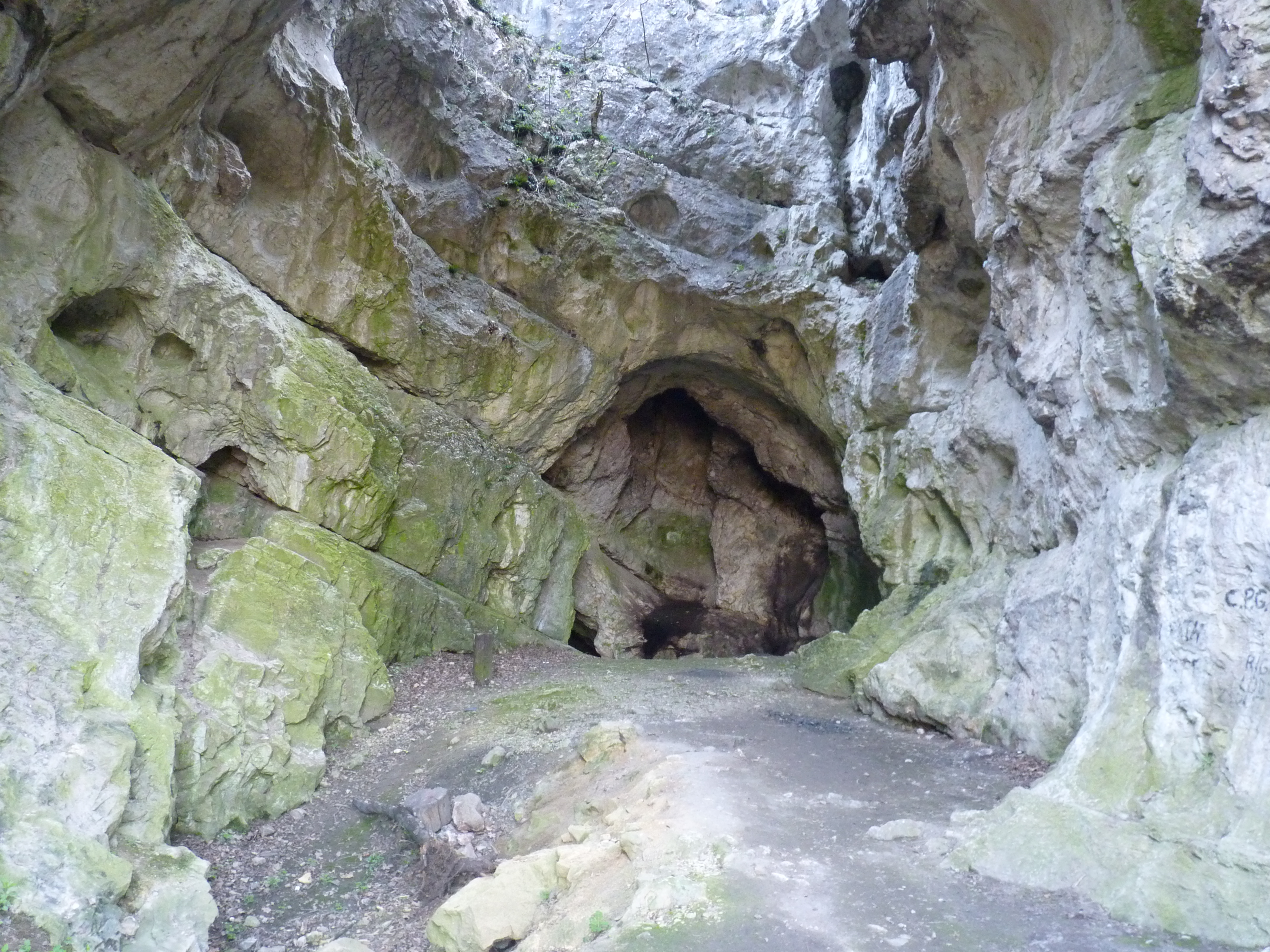
A Jankovich-barlang belseje 2017-ben

A tű a feldolgozásra Éhik Gyulának adott mikrofauna iszapolásakor lett találva és nagyon értékes, mert ez az első diluviális varrótű hazánkban. A plasztikus leletnélküli agyagra települt rétegekben talált kőszerszámok sokkal jellegzetesebbek az előbb említetteknél. Az egyik egy moustérienszerű hegy. A másik érdekes darab egy vastag, teljesen körülszilánkolt, pengeszerű vakaró. Ezekből a rétegekből bukkant elő egy gyönyörűen megmunkált, babérlevél formájú lándzsahegy. A barlang valószínűleg egyik olyan őskőkorszaki lelőhelye lesz hazánknak, amelyből a legtöbb lelet kerül elő. Hillebrand Jenő ajánlotta, hogy a barlang minél előbb teljesen át legyen vizsgálva ásatással.
Az 1913. évi Barlangkutatás 4. füzetében az van írva, hogy a Magyarhoni Földtani Társulat Barlangkutató Szakosztályának 1913. május 5-én tartott szakülésén, A diluviális ősember nyomai a bajóti Öregkő barlangjában című előadásában, Hillebrand Jenő ismertette az ebben a barlangban, a szakosztály megbízásából végzett ásatás eredményeit. A barlangot kitöltő üledék alsó és felső rétegből áll, melyeket alluviális humuszréteg borít. A középső diluviumnak megfelelő alsó réteg az Ursus spelaeus és Rhinoceros tichorhinus maradványait, a felső diluviumot képviselő felső réteg pedig Rangifer tarandus csontokat és arktikus mikrofaunát tartalmaz. Közismert, hogy Hillebrand Jenő ebben a barlangban is felfedezte az ősember nyomait. A felső rétegben a magdalénien ősember pengéit és egy csontból készített varrótűt, az alsó rétegben pedig a solutréen ősember babérlevélhegyeit találta meg.

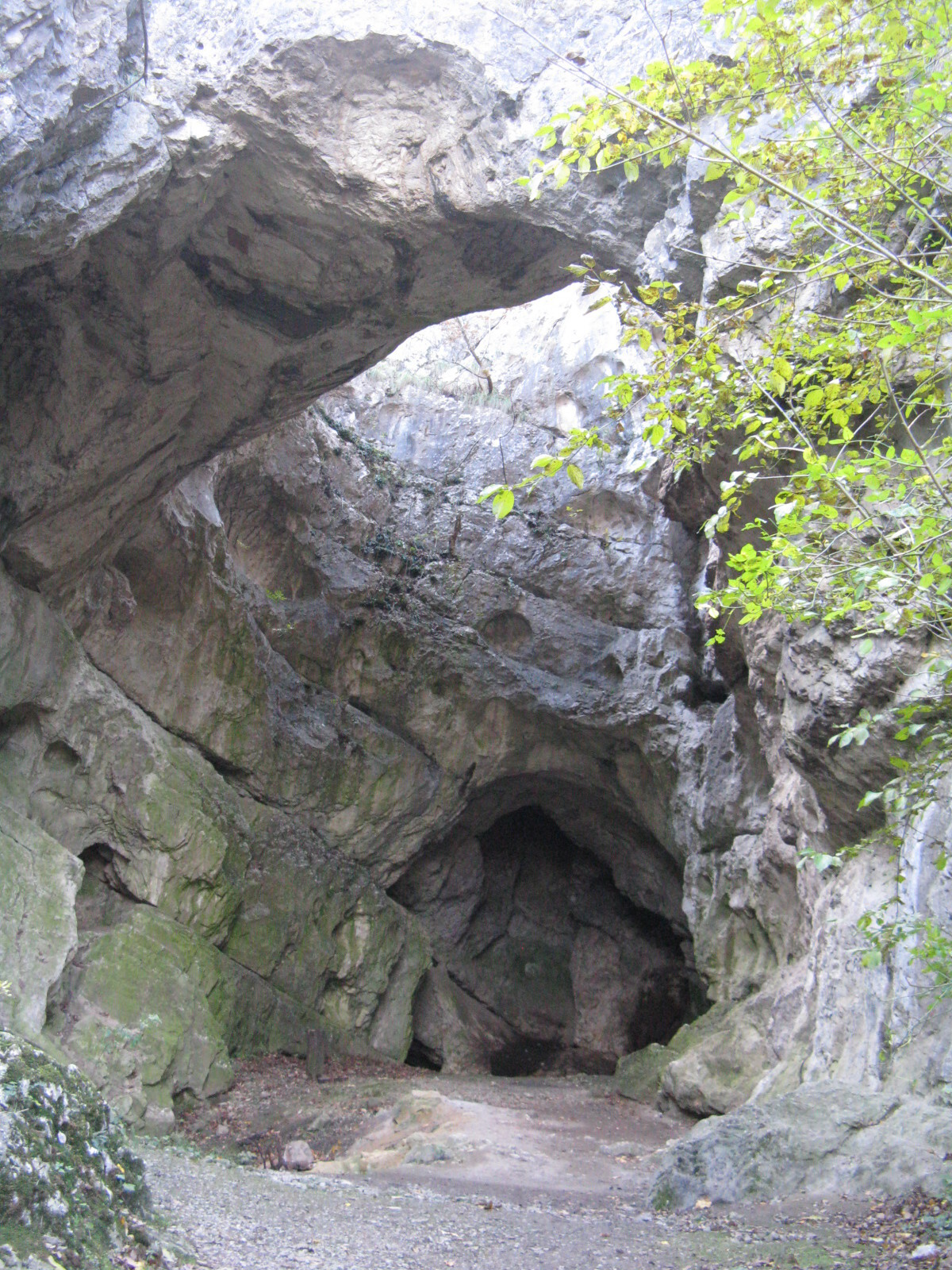
A Jankovich-barlang bejárati csarnoka 2016-ban

Hillebrand Jenő (előadásához kapcsolódóan) indítványozta, hogy a szakosztály ősrégészei dolgozzanak ki a paleolitok korbeosztására vonatkozó, magyar nyelvű terminológiát. Kadić Ottokár örömmel nyugtázta, hogy Magyarország diluviális ősember lelőhelyeinek száma ismét eggyel nőtt. Öröme kétszeres, mert az új lelőhely megint barlang. Baits György (bajóti jegyző) a bajóti barlangok kutatását már a múlt évben sürgette, majd az általa nyújtott előzékenységgel és hathatós támogatással könnyítette meg a munkát. Kadić Ottokár ezt az örvendetes esetet példaként emelte ki, arra utalva, hogy a magyarországi barlangkutatás ügyét nemcsak szakemberek, hanem lelkes laikusok is előbbre vihetik.
A szakosztály 1913. október 22-én tartott szakülésén, Az 1913. évben végzett barlangkutatásaim eredményei című előadásában, Hillebrand Jenő beszámolt azokról az eredményekről, melyeket pl. a Jankovich-barlang (Bajót) általa végzett kutatása során, 1913-ban ért el. A barlang diluviális rétegeiből előkerült néhány szép, solutréen babérlevélhegy és egy csiszolt csontár. A szakosztály 1913. december 20-án tartott szakülésén, Újabb adatok barlangjaink fosszilis madárfaunájához című előadásában, Lambrecht Kálmán ismertette Magyarország fosszilis madárfaunájának újabb gyarapodását. A Lambrecht Kálmán által vizsgált anyag a Magyar Királyi Földtani Intézet által, pl. az Öregkő-barlangban (Bajót) végzett ásatásokból származott.

### 1915
Az 1915. évi Barlangkutatásban lévő, A bajóti Jankovich-barlangban 1914. és 1915. években végzett kutatások eredményei című publikációban, melyet Hillebrand Jenő írt, az olvasható, hogy Hillebrand Jenő amióta utoljára beszámolt a Jankovich-barlang kutatásáról, azaz 1913. október 23. óta, azóta kétszer ásatott a barlangban. Ez a két ásatás a Magyarhoni Földtani Társulat Barlangkutató Szakosztály és a Magyar Nemzeti Múzeum megbízásából történt. Az 1914. május 26-tól június 25-ig folytatott ásatások költségeit a Jankovich Béla (vallás- és közoktatásügyi miniszter) által kiutalt (600 korona) segélyből és a Magyar Királyi Földtani Intézet által nyújtott (230 korona) segélyből fedezte Hillebrand Jenő. Az 1915. augusztus 2-től szeptember 7-ig végzett ásatások költségeit, 963 koronát, a Magyar Nemzeti Múzeum állta. Hillebrand Jenő a szakosztály és a maga nevében megint megköszönte a barlang felfedezőjének, Baits György bajóti jegyzőnek az előkészítő munkálatok során végzett, lelkes fáradozását, ami Hillebrand Jenőék számára nagy idő- és költség-megtakarítással járt.

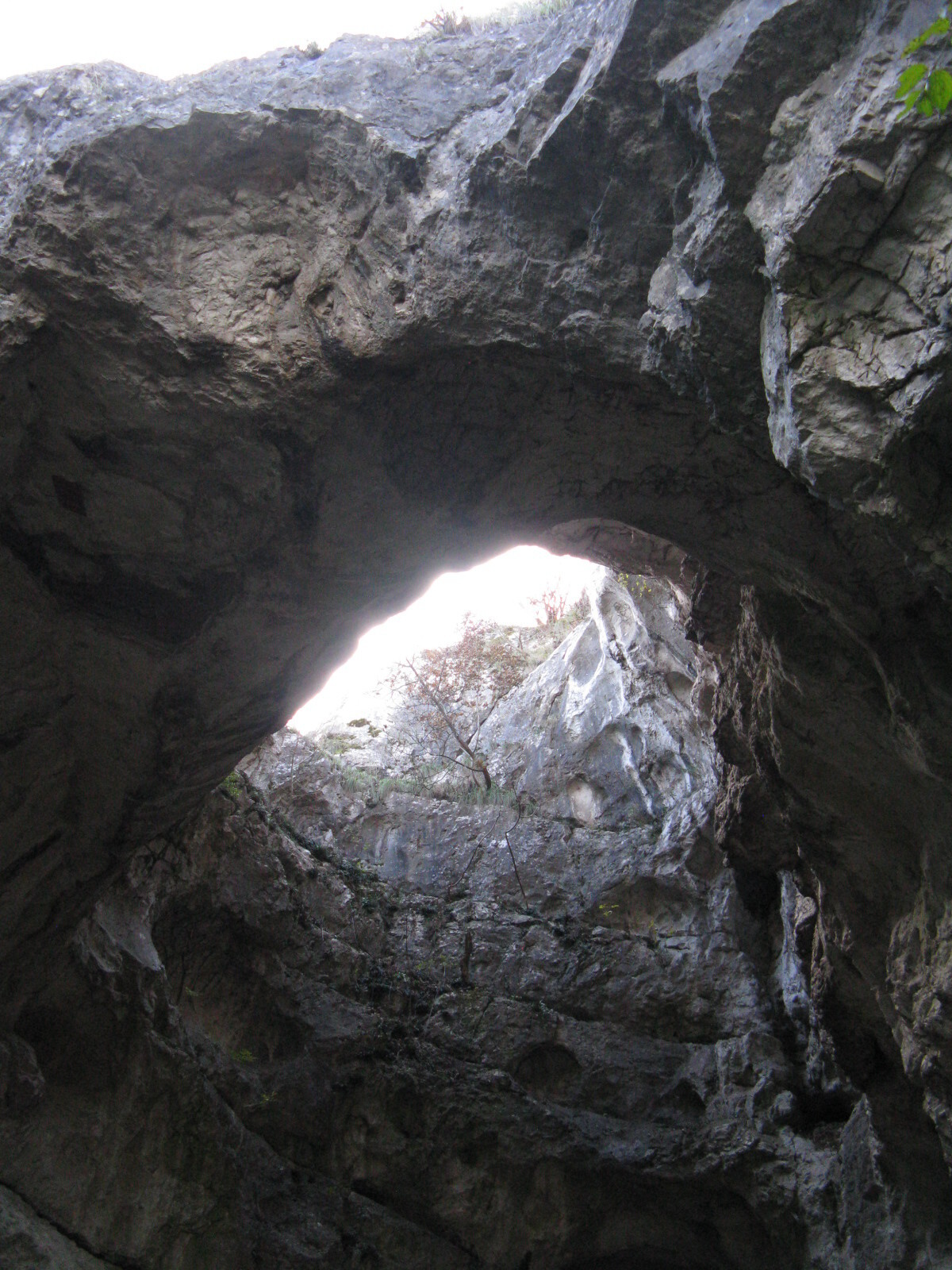
A Jankovich-barlang felszakadt kürtője 2016-ban

Az ásatásokat meglátogatták 1914-ben, Szontagh Tamás által vezetve a Magyar Királyi Földtani Intézet tagjai. Megint megtekintette a barlangot Schafarzik Ferenc, Bella Lajos, Kormos Tivadar és Kadić Ottokár. Az elért eredmények jobb áttekinthetősége miatt, Hillebrand Jenő a tanulmányban nem külön-külön ismertette az 1914. évi és az 1915. évi ásatásokat, hanem a két ásatást együtt. Az ásatások során feltártak egy új barlangrészt. A tanulmány elején ismerteti a régóta ismert elülső barlangrész ásatásával elért eredményeket. A tanulmányban csak nagyon röviden foglalkozik ennek a barlangrésznek a rétegtani és faunisztikai viszonyaival, mert még nincs összefüggő szelvény, és a gyűjtött fauna nincs még részletesen feldolgozva. Más a szelvény a barlangbejáratnál és más a barlang hátsó részében.
A barlang bejáratánál a következő sorrendben fekszenek a feltárt rétegek: legfelül van barnás humusz (többnyire bronzkori cserepekkel); ez alatt sárgás, szürke, majdnem meddőnek bizonyult agyag húzódik. Lentebb van sárga törmelékes agyag, melyben sok rénszarvascsont és tömeges mikrofauna van. Az utóbbiban nincs barlangi medve. Hillebrand Jenő ezért, a Magyarországon lévő lelőhelyekkel összehasonlítás alapján, a fiatalabb magdalénienbe, a magdalénien II.-be sorolta ezt a réteget. Meddő, plasztikus sárga agyag található ez alatt. Ez az agyag a barlangban mindenhol a barlangfenékre települt. A barlang hátsó részében bonyolulttá válik a szelvény, mert a sziklafenékre rakódott, plasztikus sárga agyag és a magdalénien II.-nek nevezett réteg között egy vöröses törmelékes agyagréteg van, melyből sok feltört csontja került elő a barlangi medvének, mikrofauna pedig alig. Ez a réteg a solutréen korba lett sorolva, mert ebben a rétegben találtak kőlándzsahegyeket. Régészeti szempontból legérdekesebb a barlang bejáratánál lévő, magdalénien II. rétegből előkerült, kúpalakú csontpálcika-töredék, amely 3,8 cm hosszú, hegyesre és fényesre van csiszolva, illetve körül van díszítve zegzugosan bevésett vonalakkal (7. ábra 3.).
A Nyugat-Európában lévő magdalénien lelőhelyekre jellemző kő- és csontipar-típusok már Magyarország több pontjáról előkerültek. Kormos Tivadar nemrég megtalálta (a Pilisszántói-kőfülkében) az addig hiányzó csontszigonytípust, és most előkerült az első díszített csonttárgy is. Az eddigi kutatások legérdekesebb eredménye, hogy Hillebrand Jenőék a barlang hátsó részében felfedeztek egy új barlangágat, amely a kutatások során, régészeti szempontból Magyarország egyik legfontosabb barlangi lelőhelyévé vált. Mikor az alluviális barnás-feketés kitöltésben leástak kb. 1,5 m-ig, akkor előbukkant egy kis nyílás váratlanul. A nyílásról a további ásatások során kiderült, hogy az egy (Hillebrand Jenőék által még nem ismert) barlangágba vezet. Azok a rétegek, melyek a nyílás felső szélét borították, Bella Lajos meghatározása szerint javabronzkorba tartoznak. Ez azt bizonyítja, hogy a barlangban nem járt ember legalább 3000 éve.

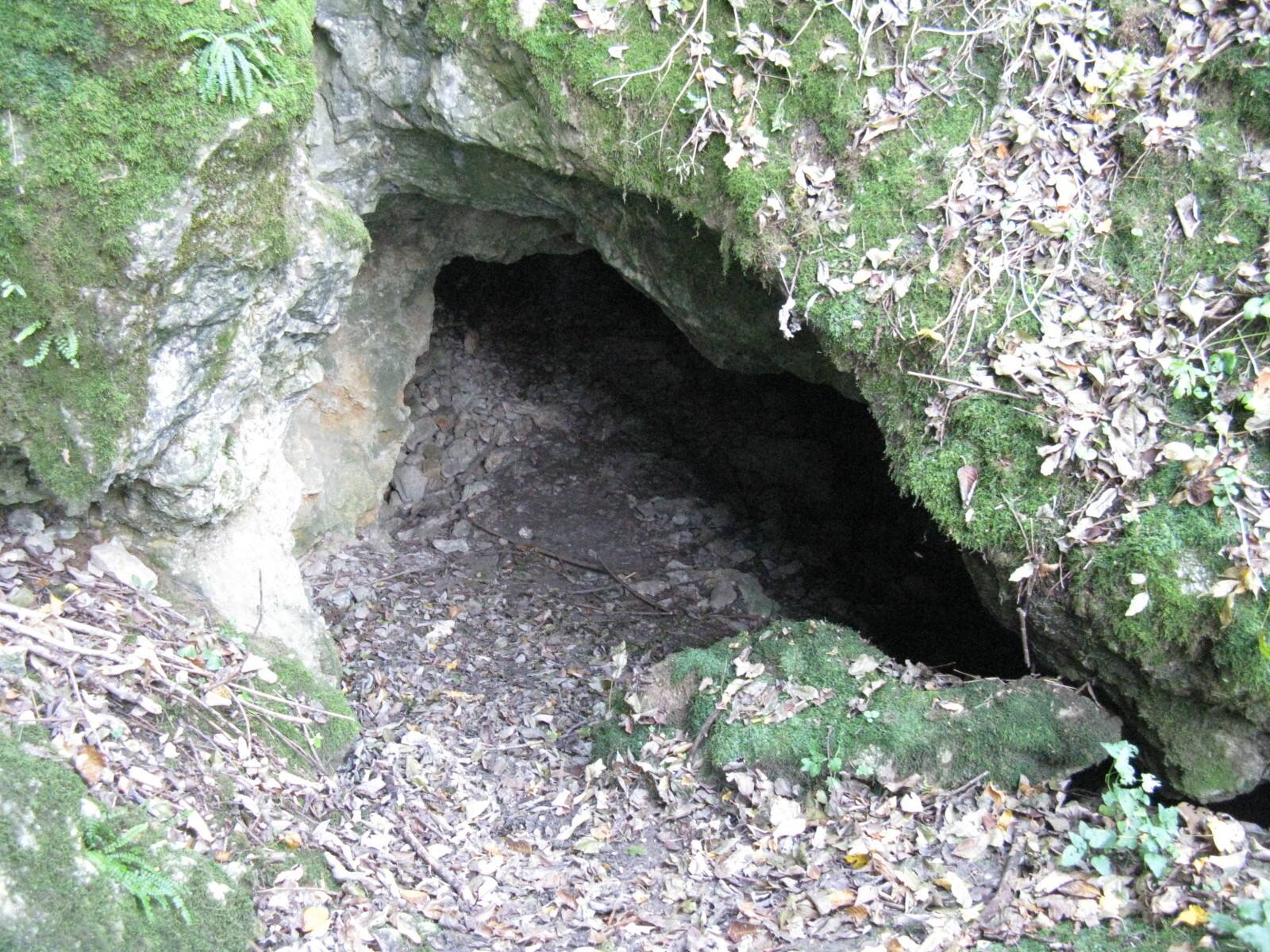
A Jankovich-barlang alsó bejárata 2016-ban

A nyíláson át egy keskeny folyosóba lehet jutni, amely annyira feltöltődött, hogy csak hason csúszva lehetett benne haladni. Beljebb a folyosó kibővül egy tág, majdnem köralakú kupolateremmé. Az új barlangrész 15,5 m hosszú. A folyosó 7,5 m, a kupolaterem pedig 8 m hosszú. A folyosó átlag 0,75 m magas, szélessége pedig 1,6 m-től 5 m szélességig változik. A kupolaterem legmagasabb részén 5 m magas, legszélesebb részén pedig 6 m széles. A folyosó humuszából előkerültek az újkőkorszaki és bronzkori ember nyomai, néhány cserépdarab és háziállatok feltört csontjai alakjában. A kupolateremben nem lehetett kimutatni a geológiai értelemben vett jelenkori ember nyomát. Itt teljesen hiányzik a barnás humusz. Sok barlangi medve csont feküdt a pleisztocén sárga agyag felszínén.
Úgy tűnik, hogy a pleisztocén ember lakott utoljára a kupolateremben. Után ember már alig kereste fel a nehezen hozzáférhető barlangrészt. A kutatások során meg lett állapítva, hogy a most felfedezett barlang, illetve barlangrész volt az ősember legkedvesebb tartózkodási helye. A talált kő- és csonteszközök, illetve fegyverek legnagyobb része innen került elő. Az ember valószínűleg nem az elülső barlangrész miatt kereste fel a barlangot, mert az annak tetején nyíló hatalmas kürtő (amely minden bizonnyal megvolt akkor is) miatt annyira nagy a légmozgás, hogy hűvös, szeles időben nagyon kellemetlen az ottartózkodás. Az akkori embert valószínűleg, a most felfedezett barlangrész vonzotta oda, amely abban az időben, főleg a régebbi solutréen korban, amikor a kitöltés még nem érte el a későbbi vastagságot, egységes és jól járható volt.

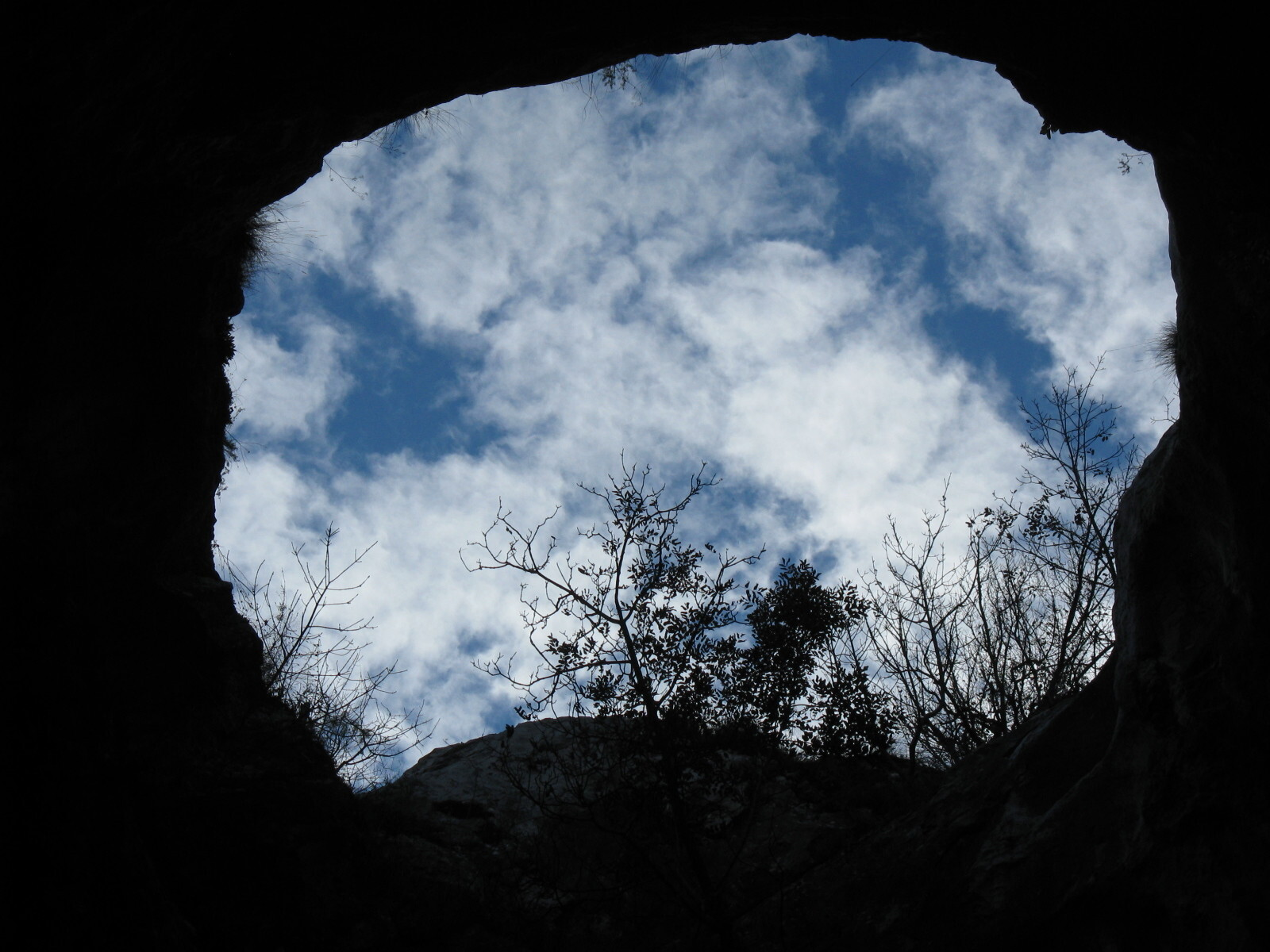
A Jankovich-barlang hatalmas ablaka

Ennek a barlangrésznek a rétegtani viszonyai nagyjából megegyeznek az előcsarnok (Hillebrand Jenő így nevezi a régóta ismert barlangrészt) hátulsó részében tett megfigyelésekkel, azzal a különbséggel, hogy itt megvan a barlangi medvét tartalmazó régebbi, magdalénien I.-nek nevezhető réteg is. Ide tartoznak a kicsi, vékony, csontból kifaragott árak (7. ábra 3. és 4.) és a kis mikrolit pengék (3. ábra). A magyarországi magdalénient eddig csak faunisztikai alapon sikerült két emeletre osztani; egy régebbi magdalénienre (magdalénien I.), mely barlangi medvét tartalmaz, és egy fiatalabb (magdalénien II.), a barlangi medve kihalása utáni emeletre.
A solutréen rétegek, melyek vöröses agyagból állnak, ebben a barlangrészben nagyok. A közvetlenül mellette lévő barlangrészben csak alig 0,5 m vastagok, az új barlangrészben pedig helyenként 2 m vastagságban lettek feltárva anélkül, hogy más kultúrafokozatra utaló iparra, vagy a barlangfenékre rábukkantak volna. A talaj néhány helyen annyira kong a csákányütések alatt, hogy azokon a helyeken vagy egy másik, mélyebben húzódó barlang, vagy több méter vastag kitöltés van. A legközelebbi ásatások fogják eldönteni, hogy melyik feltételezés helyes. Ezeknek a solutréen rétegeknek a faunája viszonylag egyhangú, bennük a barlangi medve uralkodik, melynek feltört csontjaiból több száz lett gyűjtve naponta. Csak elvétve került elő barlangi oroszlán, hiéna, farkas, ló vagy rénszarvas egy-egy csontja. Annál érdekesebb a régészeti anyag. A viszonylag kis, új barlangrészből újabban napvilágot látott száznál több solutréen paleolit, köztük húsz, leginkább jáspisból készített lándzsahegy (4. és 5. ábra).

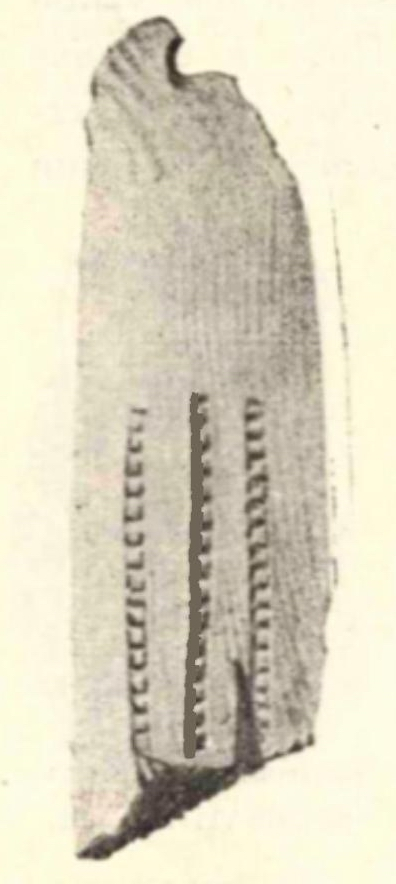
Jankovich-barlang, mammutagyarból készített, díszített csontamulett (Szombathy Kálmán, 1917)

Ezek a lándzsahegyek a jellegzetes magyarországi típust tüntetik fel. Nem végződnek alul is hegyben, szóval nem babérlevél alakúak, mint a nyugat-európai formák, hanem alul le vannak kerekítve. Mivel az első hasonló formákat Kadić Ottokár a Szeleta-barlangban találta, ezért Hillebrand Jenő ajánlja, hogy ezek (a jövőben) szeleta típusú solutréen lándzsahegynek legyenek nevezve. Különösen érdekesek azok a pengeszerű darabok, melyeken egyik vagy másik felület kisebb-nagyobb része már a solutréen ízlésnek megfelelően van kidolgozva. Nagyon valószínű ezért, hogy a solutréen lándzsahegyek (legalábbis részben) nem kőmagvakból, hanem pengeszerű szilánkokból készültek, és biztos, hogy a rendkívül sima, egy síkot képező felületet nem ütésekkel, hanem nyomással szilánkolták.
A lándzsahegyek közül nem mind egyforma finomsággal van kidolgozva. Egy részükön még látszik a régebbi, protosolutréen jelleg, mert durván kidolgozottak és tompa hegyben végződnek (4. ábra), másik részüket azonban már a legfinomabb technikával dolgozták ki hegyes lándzsaheggyé (5. ábra). Mivel ez a kétféle típus együtt fordul elő, ezért arra is lehet következtetni, hogy itt olyan kultúrával van dolgunk, amely a klasszikus, szeletai solutréen kultúránál kissé régebbi, de a szeletai protosolutréennél valamivel fiatalabb. Emellett szól az a körülmény is, hogy a pengék nagy részén még látszik a régebbi, aurignacien korszakban divatos körülszilánkolás. Nincs kizárva ezért, hogy idővel a magyarországi solutréent négy emeletre fogjuk osztani, mégpedig: 1. protosolutréen (a Szeleta-barlang mélyebben lévő rétegei); 2. régebbi solutréen (a Jankovich-barlang solutréen rétegei); javasolutréen (a Szeleta-barlang felső rétegei); késői solutréen (a Puskaporosi-kőfülke dekadens, nagyoltan kidolgozott lándzsahegyei).
A Jankovich-barlang most felfedezett barlangrészének kutatásához kapcsolódó megfigyelések közül ki kell emelni, hogy a barlangrészből eléggé nagy számban kerültek elő csontból készült, laposra és hegyesre csiszolt árak, valamint lándzsahegyek (7. ábra). Mivel ezek a tárgyak egyformán le vannak csiszolva hegyüktől tövükig, és általában eléggé vaskosak, ezért Hillebrand Jenő inkább lándzsahegyeknek (és nem bőrlyukasztó áraknak) tekinti azokat. Alakjuk rendszerint lapos, elliptikus keresztmetszetű, mely körülmény szintén inkább lándzsahegy voltuk mellett szól. Meg kell még említeni egy 21,8 cm hosszú és 1,16 cm vastag, hengeralakú, mammutagyarból kifaragott és fényesre csiszolt csontpálcát (7. ábra 1.). Ez a magyarországi pleisztocénből előkerült első, ilyen fajta dísztárgy. A solutréen rétegben volt néhány, barlangi medve fogból készített penge is. Ez a magyarországi különleges eszköztípus (Lenhossék Mihály ajánlatára) kiskevélyi pengetípusnak lett elnevezve, mert hasonló eszközök a Kis-kevélyi-barlangban lettek gyűjtve. Hillebrand Jenő ezekkel kapcsolatban megemlíti, hogy ezek mindig, öreg állattól származó, nagyon vásott hegyű szemfogakból készültek.
Az eddigi ásatások valószínűleg legérdekesebb és legértékesebb lelete egy csontból faragott és helyenként fényesre csiszolt tárgy, amely minden bizonnyal (valamilyen) állatfejet ábrázol (8. ábra). Ez a tárgy az 1914. évi ásatás során lett gyűjtve a most felfedezett barlangág bejáratánál, 1,8 m mélyről, a vörösessárga solutréen agyagrétegből. A fej kidolgozása ugyan meglehetősen elnagyolt, esetleg stilizált, de mégis annyira jellemző, hogy alig képzelhető el a tárgy természetes keletkezése. A véletlen nem formálhat ilyen alakot csontból, ezt csak emberi kéz készíthette. Ha ez így van, akkor ez az első, magyarországi pleisztocénből származó szobrászati emlék, és ezért nagyon figyelemre méltó. Növeli a lelet érdekességét az a körülmény, hogy hasonló leletek Nyugat-Európában is ritkák, és ott főleg az aurignacien korba sorolják azokat. Solutréenből származó, hasonló művészi tárgyak alig kerültek elő Nyugat-Európában.

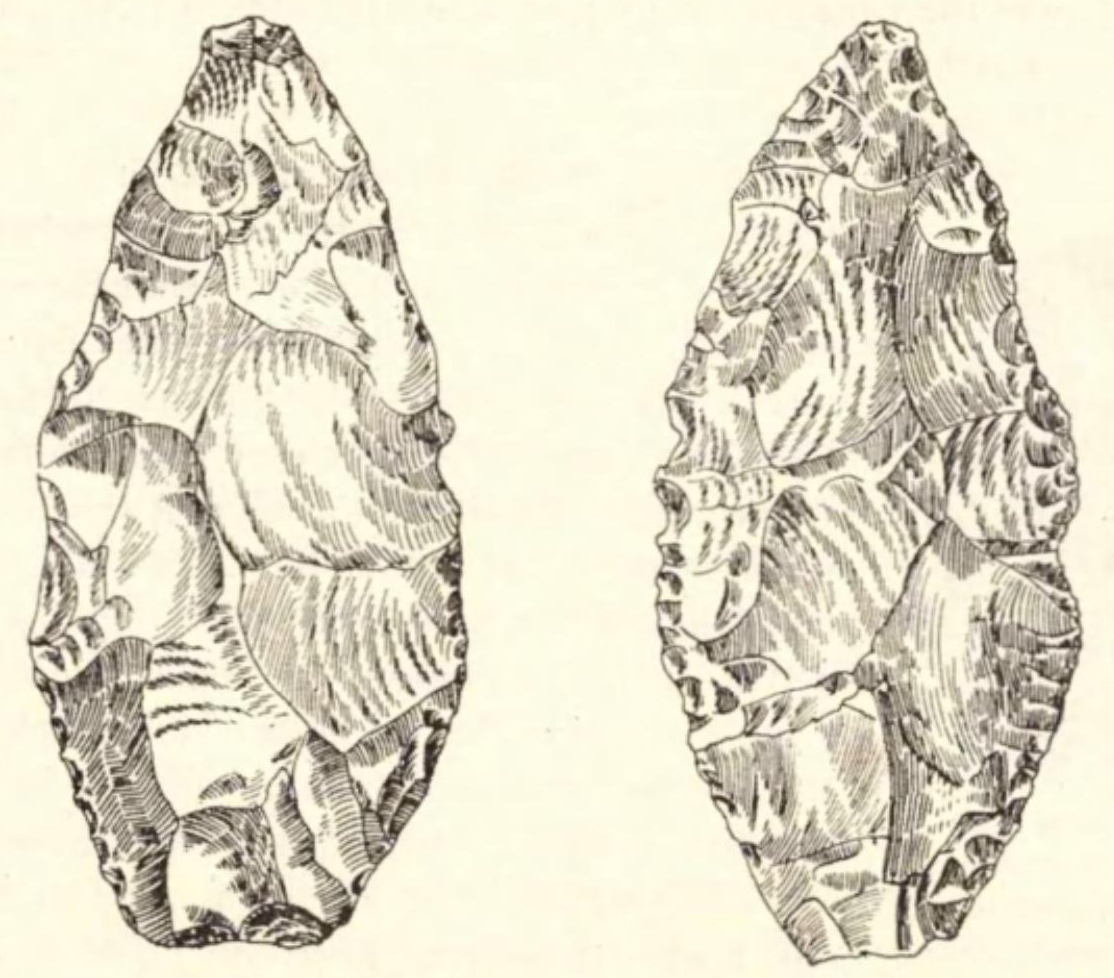
Jankovich-barlang, solutréen lándzsahegy elülső és hátulsó lapja (Szombathy Kálmán, 1917)

Az 1915. évi ásatások szolgáltak még egy nagyon érdekes meglepetéssel: mikor a most felfedezett barlangrészben leástak 1,8 m-re, akkor a vöröses solutréen agyagban a munkások, solutréen lándzsahegyek mellett találtak néhány fadarabot is. Hillebrand Jenő ezekről először azt gondolta, hogy külszínről behullott fadarabok, mert Magyarországon eddig, hasonló körülmények között még sohasem találtak nyers fadarabokat. Ezekből a fadarabokból, összenyomás után, agyagos málladék lett, így már nem volt elképzelhető, hogy külszínről behullott fa. Hillebrand Jenő bement a fadarabok megtalálási helyére, hogy megállapítsa: a pleisztocén rétegekig bemélyesztett cölöpök töredékeiből származnak-e a kérdéses fadarabok. Ekkor már egyre sűrűbben lettek ezek gyűjtve a rétegből, ezért azt állapította meg, hogy csak a solutréen korban kerülhettek oda, mert az említett rétegek teljesen zavartalanok voltak, a fadarabok pedig egy-két faszéndarabbal váltakozva, majdnem vízszintesen feküdtek a rétegben. Eddig száznál több, kisebb-nagyobb, különböző vastagságú fadarab lett gyűjtve.
A fadarabokat petróleumba téve vitte haza Hillebrand Jenő. A fadarabok nem szenesedtek meg, hanem csak elkorhadtak. Valószínűleg több szerencsés körülmény összejátszása kellett ahhoz, hogy megmaradjanak. Az összes fadarabot a helyszínen, rögtön megvizsgálta azért, hogy van-e köztük eszköz vagy fegyverféleség, de ilyesmi nem került elő. Egy kihegyezettet sem sikerült találnia, és egyébként is, leginkább bütykös szabálytalan fadarabok ezek. Feltehetőleg a solutréen ember tüzelőfájaként szolgáltak. Ezt az anyagot Hollendonner Ferenc dolgozta fel. Erre vonatkozó tanulmányai érdeklődéssel várhatók, mert elképzelhető, hogy a magyarországi pleisztocén klimatikus viszonyainak megismeréséhez új adatokkal fognak szolgálni. (Egyelőre csak a Pinus nemet tudta kimutatni belőle.)
Hillebrand Jenő tett egy sajátságos megfigyelést a most feltárt barlangrészben. A barlang falán látszanak olyan vonalak, melyek különféle alakokat mutatnak. Ezek első pillanatra határozottan karcolásoknak tűnnek. A legtöbb szakember ilyeneknek tekinti azokat, de Schafarzik Ferenc szerint csak kimállott erek. Különösen érdekes az az alak, melyet az új barlang felfedezésekor először észrevett Hillebrand Jenő, ezt első pillanattól fogva, egy nő stilizált körvonalaihoz hasonlónak látta. Ezt az alakot mutatta meg először Schafarzik Ferencnek, aki először azt mondta erről, hogy az határozottan be van karcolva. Később, mikor a többi rajzot is áttanulmányozta, mindet természetes eredetűnek minősítette. Hillebrand Jenő azóta sok órát eltöltött a barlangban azért, hogy a kérdést végleg tisztázza, de még jelenleg sem mer határozott véleményt mondani a véséseknek látszó vonalakról és alakokról. Többször megfigyelte azt, hogy egy-egy kiálló kalcitér barázdában folytatódik. Ezért biztos, hogy karcolásszerű vonalak kimállás miatt is létrejöhetnek. Ezeket véleménye szerint alig lehet megkülönböztetni (egyszerű ránézés alapján) a tényleges karcoktól.

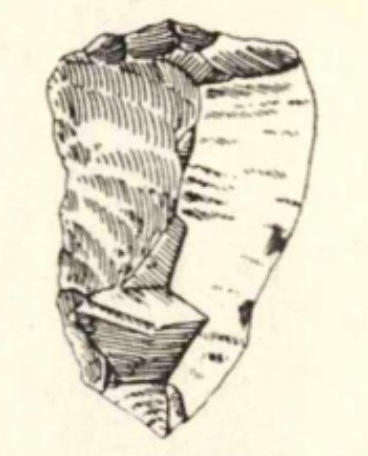
Jankovich-barlang, magdalénien vakarópenge (Szombathy Kálmán, 1917)

Emiatt a körülmény miatt nagyon óvatosan kell eljárni, különösen a jelen esetben, amikor nem egyes alakok természethű utánzása, hanem csak stilizált ábrázolás jöhet számításba. Sokszor megtéveszti a kutatókat a természet játéka. Gondoljunk csak az állítólagos, harmadkori kőeszközökre (eolitekre), melyekről jelenleg már határozottan tudjuk, hogy ezek nem lehetnek emberi kéz alkotásai, és néhány kiváló szakember még jelenleg is vitatja azt, hogy ezek eszközök. Mivel alig van kritérium, amelynek segítségével teljesen biztosan meg lehet különböztetni a természetalkotta barázdától a több évezredes mállásnak kitett karcot. Az elmondottak miatt tartózkodni kell a végleges véleménynyilvánítástól. Hillebrand Jenő úgy gondolta, hogy jobb az, ha nem hallgatja el ezt a kényes problémát, mert nem kizárt, hogy emiatt az ezirányú érdeklődést felkeltve, egy szerencsés felfedezés közelebb fogja vinni a tudományt a tárgyalt probléma megoldásához, vagy a magyarországi pleisztocén, barlangi faldekoráló művészet felfedezéséhez.
A tanulmányba bekerült két fekete-fehér fénykép, melyek szemléltetik a barlangot. Az első fénykép (1. ábra) a Jankovich-barlang látképét, a második fénykép (2. ábra) pedig a barlang kupolás termének bejáratát mutatja be. A fényképeket Maros Imre készítette. A dolgozatban van hat (fekete-fehér) rajzolt ábra, melyeken a barlangból előkerült leletek figyelhetők meg. A 3. ábra egy mikrolitikus (magdalénien) pengéket (természetes nagyságban), a 4. ábra primitív típusú (solutréen) lándzsahegyeket (természetes nagyságban), az 5. ábra pedig durvább és finomabb kidolgozású (solutréen) lándzsahegyeket (természetes nagyságban) bemutató rajz. A 6. ábrán solutréen, széles pengeszilánkok (hátulsó oldalukon részleges felületi átdolgozással, természetes nagyságban) vannak szemléltetve. 7. ábra (paleolitikus csonteszközök és dísztárgyak): (1.) Mammut agyarból kifaragott díszpálca. (2.) Csontból készített lándzsahegy. (3.) Zegzugosan díszített pálcika. (4.) Csontár. (1. és 2. kicsinyítve, solutréen; 3. és 4. természetes nagyság, magdalénien). A 8. ábra csontból faragott (solutréen) állatfejet (természetes nagyságban) bemutató rajz. A 4., 5., 6. és 7. ábrát Szombathy Viktor rajzolta. A 3. és 8. ábra készítője ismeretlen.

### 1916–1935

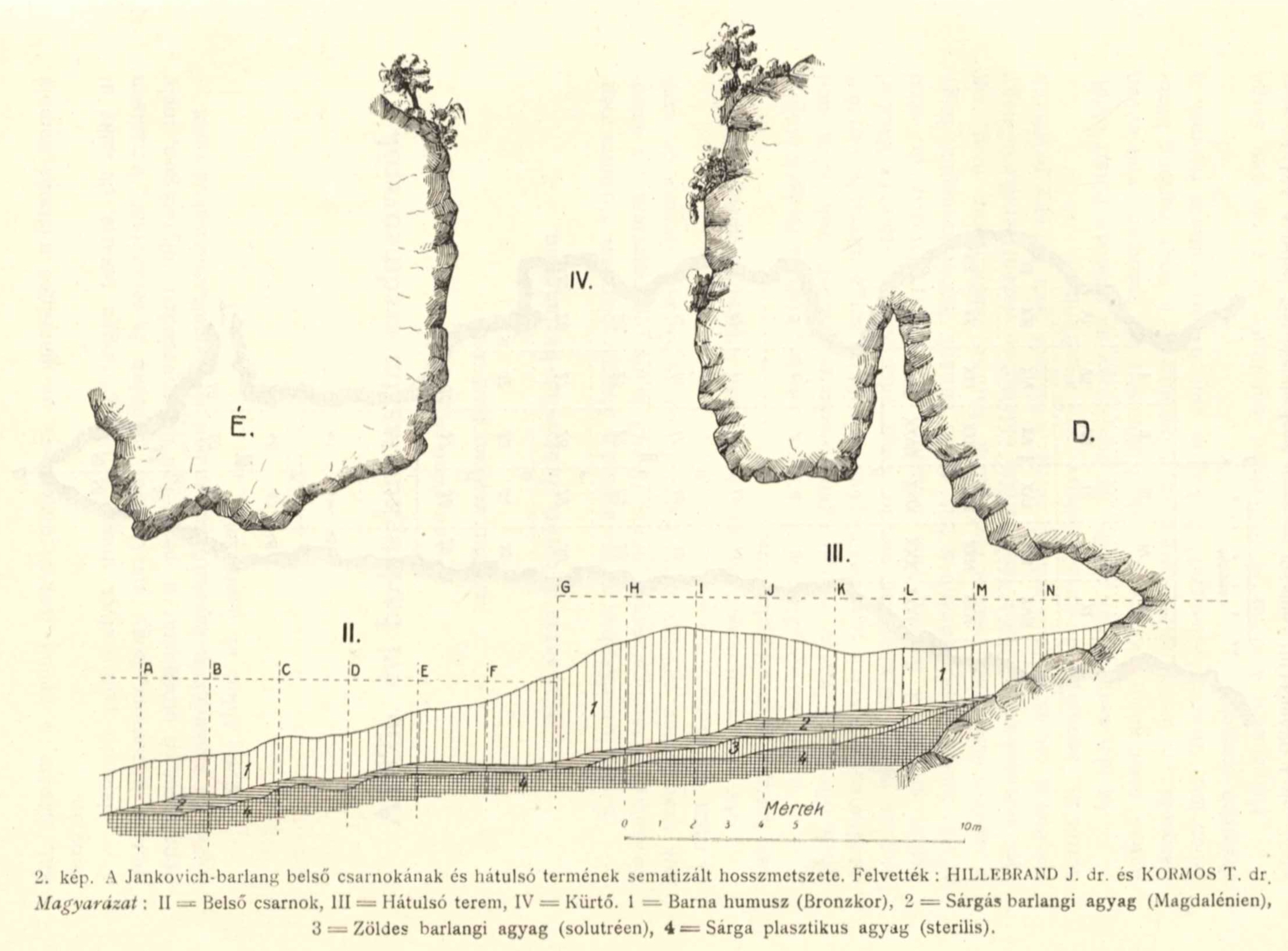
A Jankovich-barlang belső csarnokának és hátsó termének hosszmetszet térképe, amely a Hillebrand Jenő és Kormos Tivadar által végzett barlangfelmérés alapján készült

Kadić Ottokár az 1916. évi Barlangkutatás 1. füzetében beszámolt arról, hogy Hillebrand Jenő, a szakosztály 1916. január 24-én tartott évzáró gyűlésén megtartotta A bajóti Jankovich-barlangban 1914. és 1915. években végzett kutatások eredményei című előadását. Az előadás teljes szövege a Barlangkutatás 3. kötetének 3–4. füzetében megjelent. Az 1916. évi Barlangkutatás 2. füzetében kiadott, Bittera Gyula által írt publikációban meg lett említve, hogy az egyik vizsgált Alopex vulpes vulpes L. foss. péniszcsontnak a disztális csontrészlete a barlang sárga diluviumából származik. Az egyik, a rókafélék péniszcsontjának méreteit milliméterekben feltüntető ábrán szerepel a barlang neve.
Az 1916. évi Barlangkutatás 3–4. füzetében közölt, Bittera Gyula által írt tanulmányban az olvasható, hogy a cikkben ismertetett nyuszt, latin nevén Zibellina cf. martes L. péniszcsont a barlang felső sárga diluviumából nemrég került elő. A Turisták Lapja 1921. évi évfolyamában publikálva lett, hogy Hillebrand Jenő beszámolt a barlang ásatásáról az 1919. évi Barlangkutatásban. Véghelyi Lajosnak a Barlangkutatás 1922–1925. évi évfolyamában publikált tanulmánya szerint a bemosott hordalék mindig nehézzé teszi a barlangkitöltés vizsgálatát, mert a rétegek fosszíliatartalmának korhatározó értékét bizonytalanná teszi, de ennél a barlangnál ezt nem kell figyelembe venni, mivel a külső vízgyűjtőterület kicsi.
A Magyarság 1925. június 6-án megjelent számában lévő, a Magyarság tudósítója által írt, A kőkorszakbeli ősember kultúrájának újabb emlékeit találták meg Bajóton című cikkben az van írva, hogy a Magyar Nemzeti Múzeum régiségtárának két tisztviselője, Tompa Ferenc és Hillebrand Jenő (egyetemi magántanár) a Bajóton fekvő Jankovich-barlangban, 1925. május végén végeztek ásatásokat. A kutatások megkezdését Baits György (bajóti jegyző) kezdeményezte, aki annak idején felfedezte a Jankovich-barlangot. Az új ásatások egy hétig tartottak és sok értékes, őskori anyagot szolgáltattak. A kutatás legnagyobb eredménye azonban az volt, hogy a nyitott Jankovich-barlang alatt felfedeztek egy zárt, csak hasoncsúszva megközelíthető, addig ismeretlen barlangot, amelynek feltárása sok reménnyel kecsegtet.

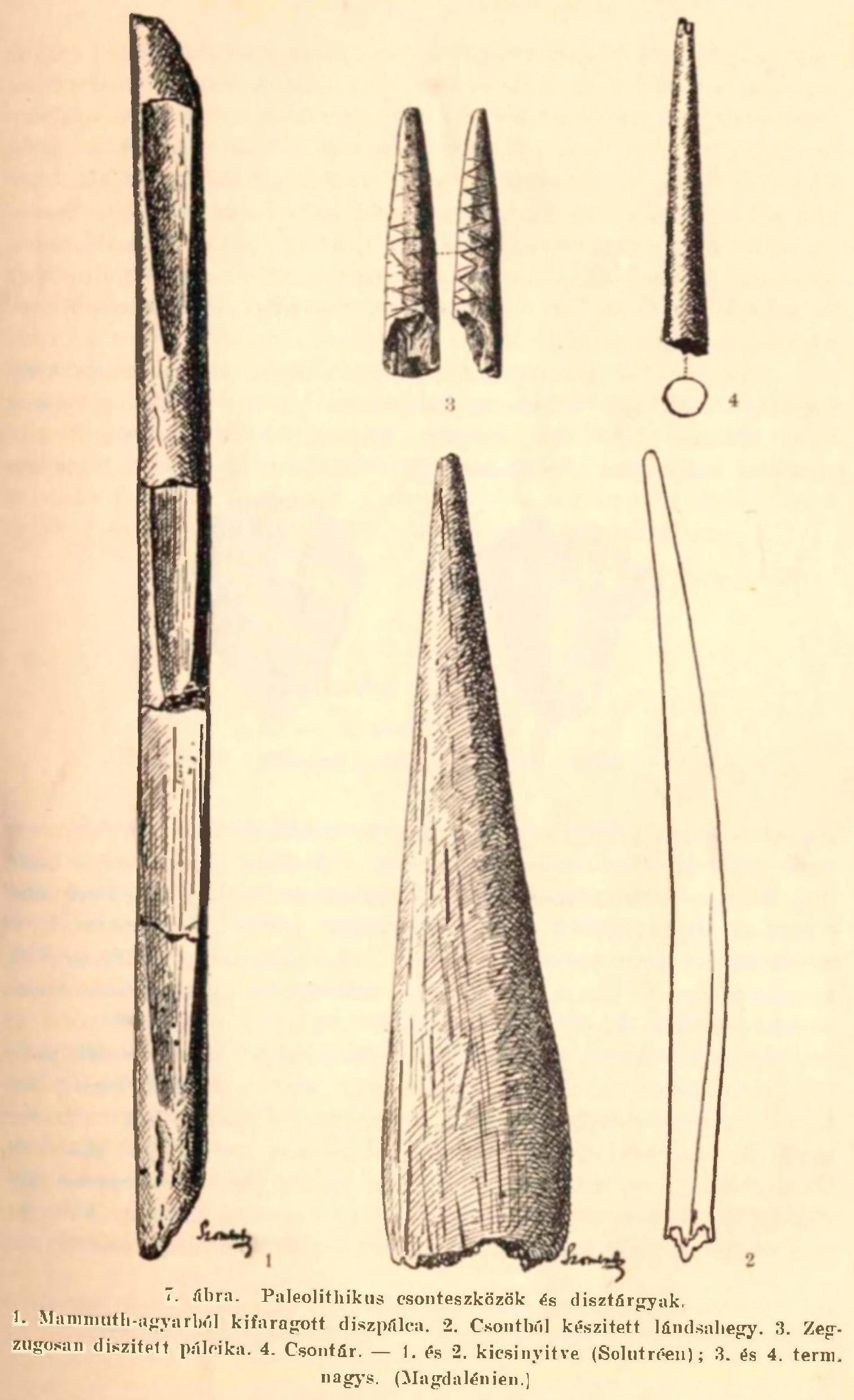
A Jankovich-barlangból előkerült (őskőkorszaki) csonteszközök és dísztárgyak

Az ásatások vezetője, Tompa Ferenc a következőket mondta a napilap munkatársának: Egy hétig végeztünk ásatásokat a Jankovich-barlangban. Azért vált lehetségessé ez a munka, mert a nemzeti hadsereg sietett segítségére a magyar tudománynak. Vitéz Szomor Aurél (alezredes) rendelkezésünkre bocsátotta az esztergomi harmadik kerékpáros zászlóalj katonáit. Az volt a tervünk, hogy befejezzük a Jankovich-barlang feltárását. Meg lehetünk elégedve az eredménnyel. Olyan őskori anyag került elő, amely vetekszik a franciaországi leletekkel. A barlang legalsó rétegében találtunk három ritka szép formájú, babérlevél alakú lándzsahegyet, melyek a régebbi solutréen kultúrába tartoznak. Találtunk azonkívül (ugyancsak ebbe a korba tartozó) kaparó eszközöket, melyek nagyon ritkák és bármely európai múzeumnak díszére válnának. Előkerült két bőrfejtő szerszám is, melyek barlangi medve csontból készültek.
A legnagyobb eredmény azonban az, hogy felfedeztünk egy új barlangot, amelyet szeretnénk a Jankovich-barlang felfedezőjéről, Baits Györgyről elnevezni. A Magyar Nemzeti Múzeum mindent megtesz azért, hogy a rendelkezésére álló csekély anyagi eszközökkel is lehetővé tegye az új barlang mielőbbi megnyitását és feltárását. Számíthatunk arra, hogy itt még az eddiginél is gazdagabb és értékesebb anyagot fogunk találni. Az ősember inkább az ilyen zárt barlangokban húzta meg magát, ezért a magyarországi ősember primitív kultúrájának ismerete valószínűleg nagy lépést tesz majd előre az új barlang (Baits-barlang) feltárásával. Tompa Ferenc ma délelőtt hivatalos jelentést tett a Magyar Nemzeti Múzeum főigazgatójának. Értesülésünk szerint az eddig előkerült leleteket bemutatják a Régészeti Társulat legközelebbi ülésén, az ásatásokat pedig még a nyáron folytatni fogják.
Az 1926. évi Esztergom Évlapjaiban megjelent, Hillebrand Jenő által írt tanulmányban az van írva, hogy a magyarországi barlangkutatások eredményekben leggazdagabb egyik lelőhelye a bajóti Öreg-kő Jankovich-barlangja, amelyre az európai paleolit irodalomban ma már sokszor hivatkoznak. A barlang tudományos értelemben vett felfedezője és a kutatások lelkes munkása Bajót főjegyzője, Baits György, aki ezzel a tevékenységével beírta nevét a magyarországi őskorkutatás történetébe. Érdemeiért Klebelsberg Kuno nemrég legmagasabb elismerését fejezte ki. A tanulmányban nem foglalkozott a kutatások történetével Hillebrand Jenő, mert ezt a feladatot Sinka Ferenc Pál vállalta el. Hillebrand Jenő a tanulmányban röviden vázolta fel azokat az eredményeket, melyeket a barlangban, az 1912-től 1926-ig végzett kutatások nyújtottak.

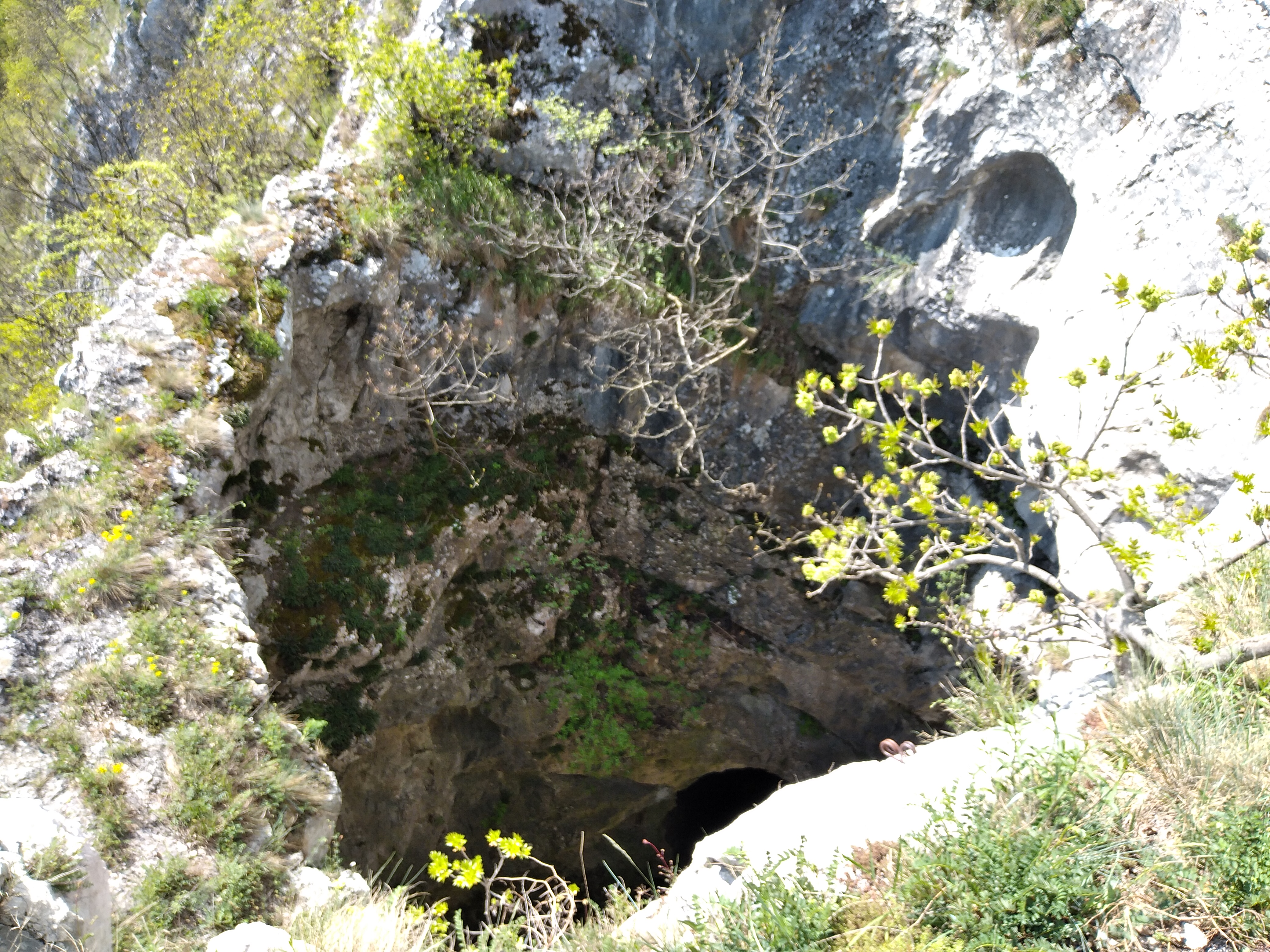
A Jankovich-barlang felszínig felszakadt kürtője

A Jankovich-barlangban sikerült a magyarországi solutréi kultúra kialakulásának egy új fázisát kimutatni, amely a Szeleta-barlang protosolutréi és a Szeleta-barlang legfelsőbb rétegéből előkerült klasszikus solutréi formákat áthidalja. A Jankovich-barlang solutréi rétegeinek anyagában még bizonyos kísérletezés tapasztalható, amely csak egyes kivételes esetekben eredményezett tökéletes formájú solutréi lándzsahegyeket. Az esetek legtöbbjében ezek a formák nem lettek tökéletesek. Egyik-másik befejezetlen példányon jól látható, hogy ezeket a lándzsacsúcsokat alapjuk felé kiszélesedő pattintékokból készítették, és hogy a felületeknek további kidolgozása nem pattintással, hanem a szélektől a középvonal felé haladva nyomással, egyes kisebb-nagyobb kőpikkelyek lefeszítésével történt. Ezek a megfigyelések nagyon fontosak, mert Magyarországon eddig ezt a nyugati solutréi kultúrában feltételezett technikai eljárást még nem sikerült bebizonyítani.
A Jankovich-barlang solutréi rétegeiben lettek megtalálva az első mammutagyarból készült díszpálcikák és az első jégkorszaki művészi alkotás: egy csontból faragott stilizált állatfej. Nagyon érdekes az is, hogy a barlang újonnan feltárt hátulsó üregében lévő, ősember által készített tűzhelyben nemcsak megszenesedett fadarabokat, hanem a tűzhely körül magát a nyers tüzelőfa maradványait is nagy mennyiségben sikerült megtalálni. Ilyen Hillebrand Jenő szerint még nem fordult elő. Szerinte ez a ritka jelenség ennek a barlangrésznek a rendkívül gyors feltöltődésével magyarázható. A feltöltődés elzárta a levegőtől a barlangba hordott tüzelőfát, mielőtt az elkorhadt volna. Hollendonner Ferenc alaposan megvizsgálta ezeket a famaradványokat és ezekből megállapította, hogy a solutréi korszakban fenyőerdők borították a barlang környékét és az uralkodó fenyőfa a Pinus montana és a Pinus silvestris volt. Ebből a jelenleginél hidegebb klímára kell következtetni.
A jégkorszak végére helyezendő magdalénien rétegekben néhány olyan tárgyat találtak, amelyek a magyarországi paleolitkutatás szempontjából nagy jelentőségűek. Ezek: egy zegzugos karcokkal díszített csontpálcika, egy mammutagyarból készült lapos amulettszerű tárgy, amely egyik végén át van fúrva, és érdekes bevésett díszítéssel van cifrázva, valamint egy csontszilánkból készült, hegyesre csiszolt és fokkal ellátott varrótű, amely kiállja az összehasonlítást a nyugat-európai legtökéletesebb példányokkal. Azoktól csak abban tér el, hogy azok általában lapos formájúak, de a Jankovich-barlangban talált varrótű kerek metszetű.

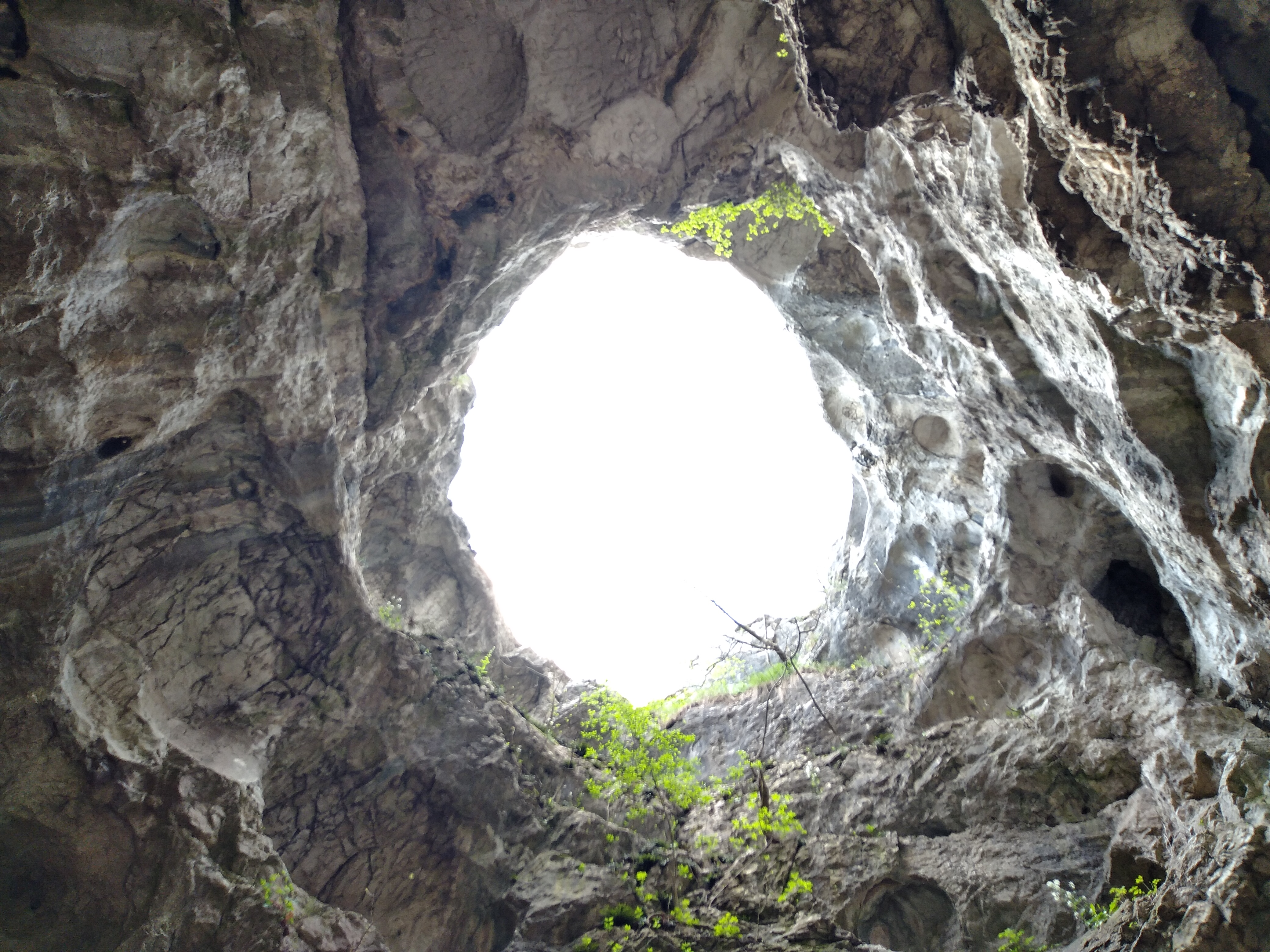
A Jankovich-barlang felszínig felszakadt kürtője

Az a körülmény, hogy ezt a tűt ugyanolyan rétegben találták, mint ahogy az Franciaországban előfordul, és abból, hogy az említett elefántcsontból készült amulett díszítése teljesen megfelel egyik-másik hasonló korú franciaországi tárgy díszítő motívumának, arra lehet következtetni, hogy a magyarországi magdalénien kori vadásztörzsek valamilyen kapcsolatban állhattak a franciaországi magdalénien törzsekkel, mert nem feltételezhető, hogy az említett jelenségek véletlen konvergencia eredményei lennének, amelyeket a primitív népekben lakó elemi gondolat egyidőben való megnyilvánulásának lehetne tekinteni. Ezért sok az esély arra, hogy a további magyarországi kutatásokkor a nyugat-európai magdalénien ember kultúrájára jellemző művészi alkotások nagyobb mennyiségben fognak előkerülni. A legutóbbi, 1925 nyarán végzett kutatásokkal sikerült egy, a Jankovich-barlang alatt közvetlenül elhelyezkedő, addig teljesen ismeretlen és évezredek óta eltemetett barlangot felfedezni. Sok érdekes eredmény várható az új barlang további kutatásától.
Az 1928. évi Állattani Közleményekben kiadott, Gaál István által írt tanulmányban szó van arról, hogy az Esztergom vármegyei Bajót település neve már eddig is szerepelt a régészeti és a barlangtani irodalomban. A bajóti Öreg-kő nagy barlangjában végzett ásatások eredményeiről Hillebrand Jenő, Kormos Tivadar és Lambrecht Kálmán közleményei tudósítottak. Ez a barlang később Jankovich barlangnak lett elnevezve. Három évvel ezelőtt Hillebrand Jenő a Jankovich-barlang alatt új barlangot tárt fel. Az új barlang feltűnően gazdag emlősfaunáját Gaál István dolgozta fel (Diluviális emlősmaradványok Bajót eddig ismeretlen barlangjából). Míg az Öreg-kő lejtőjén lévő nagy barlangbejárat már messziről jól látható, addig a Bajóthoz sokkal közelebb található Kiskő-oldalban eddig semmi sem utalt barlang jelenlétére. A Kiskő-oldali-barlang barnás barlangi agyagrétegének korát Hillebrand Jenő feltételesen solutréinek határozta meg, leginkább azért, mert a barlangi medve csontjai sokkal gyakoribbak benne, mint a felette lévő rétegben, és ezen kívül a Jankovich-barlangban szerzett tapasztalatok is ezt valószínűsítik.

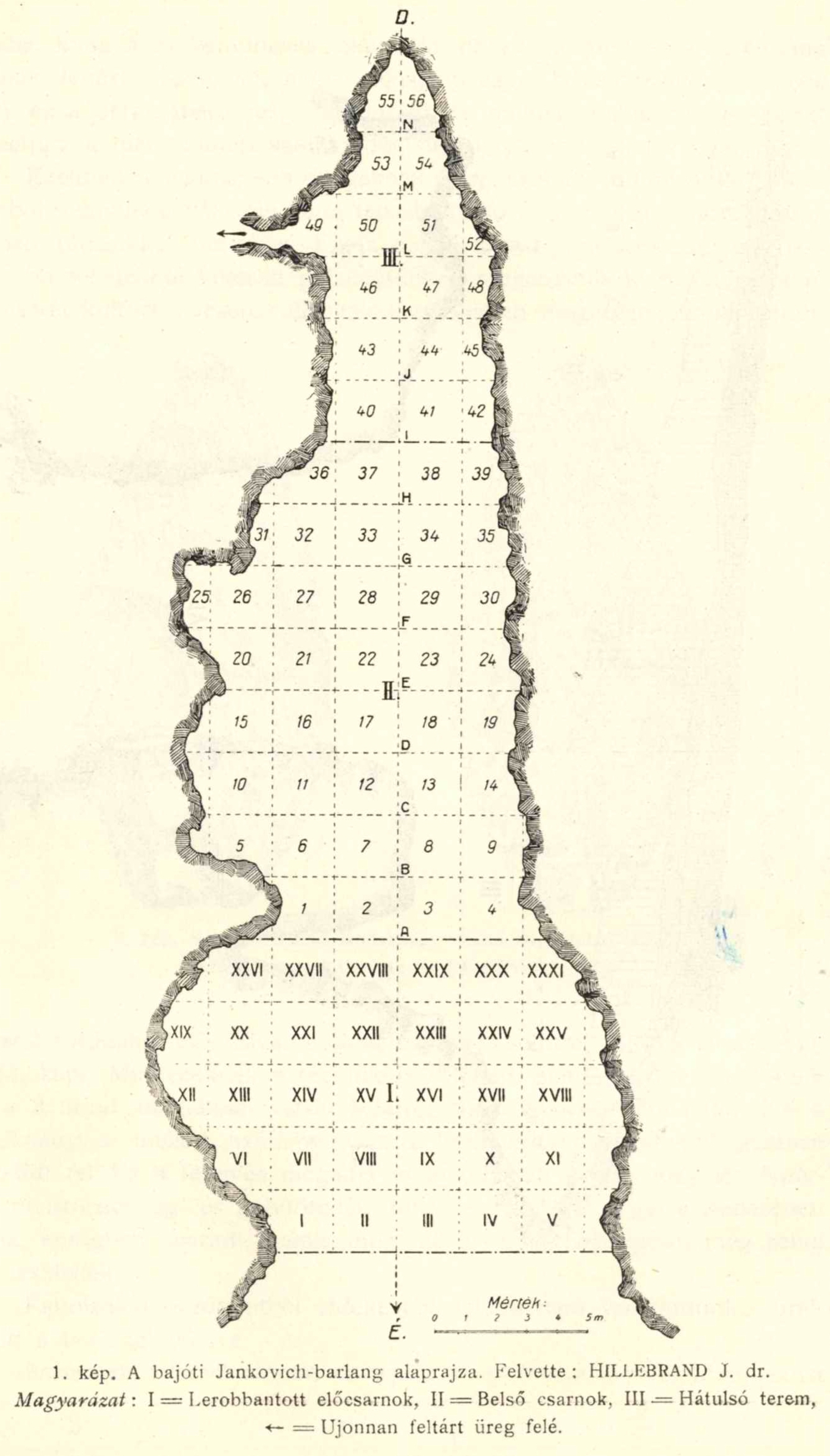
A Jankovich-barlang alaprajz térképe, amely a Hillebrand Jenő és Kormos Tivadar által végzett barlangfelmérés alapján készült

A Kiskő-oldali-barlang felső diluviális rétegéből csak 6 faj látott napvilágot. Emiatt a Kiskő-oldali-barlang fosszilis faunája a Jankovich-barlangból előkerült 22 fajból, és leginkább az alatta lévő kisebb barlangokból meghatározott 30 fajból álló emlőssorozattal szemben szegényesnek tekinthető ugyan, de jelentéktelennek nem. A Jankovich-barlangban a gyapjas orrszarvúnak csak egy feltört humerus töredékét találták, míg az alatta elhelyezkedő barlangból nem került elő orrszarvúcsont. A Kiskő-oldali-barlangban főleg az óriásgím jelenléte szembetűnő, amely eddig egyetlen bajóti barlangból sem került elő. A Kiskő-oldali-barlangban találtak őstulok maradványt, de a gazdag faunájú másik két bajóti barlangban eddig egyetlen őstulok csont sem került elő. A Kiskő-oldali-barlang faunája főleg azért érdekes, mert 8 faja közül 2, sőt esetleg 3 (az óriásgímen és az őstulkon kívül a kistermetű ősló az esetleges harmadik faj) eddig nem volt kimutatható a másik két bajóti barlang feltűnően gazdag faunájában. Nehéz magyarázatot találni az apróbb emlős- és madárcsontok hiányára a Kiskő-oldali-barlangban, mert ezekkel szinte tele vannak a Jankovich-barlang, de még jobban a második barlang egykorú rétegei.
A Szent István Akadémia Mennyiségtan-, Természettudományi Osztályának Felolvasásai 1930. évi 8. számában található, Kadić Ottokár által írt, A magyar barlangkutatás ősrégészeti eredményei című tanulmányban, melyet Kadić Ottokár 1929. december 13-án olvasott fel, meg van említve, hogy a korai solutréen, Magyarországon eddig csak egy helyről, a Jankovich-barlangból (Bajót) került elő (2. ábra). A dolgozatban közölt 2. ábra a barlangból gyűjtött korasolutréen babérlevélhegyet mutatja be (természetes nagyság). A magdalénienbe sorolhatók a Balla-barlang sárga agyagában talált gyermekcsontok, illetve a Jankovich-barlang, az Istállós-kői-barlang és a Pes-kő-barlang hasonló rétegeiből gyűjtött néhány kultúramaradvány is (7. ábra). A 7. ábra a Jankovich-barlangban talált magdalénien pengéket és díszített csonthegyet szemlélteti (természetes nagyság).
Gaál Istvánnak az 1930-ban megjelent, A harmadik bajóti barlang diluviális faunája című tanulmányában az van írva, hogy a Kiskő-oldali-barlang sem méreteiben, sem faunagazdagságában nem vetekszik a bajóti Jankovich-barlanggal, és még kevésbé a Jankovich-barlang alatt elhelyezkedő, rendkívül gazdag fosszilis faunájú Baits-barlanggal. Az egymás tőszomszédságában lévő barlangok fosszilis faunáinak párhuzamba állítása sok érdekes problémát felszínre hozhat. Ebben az esetben ilyen kérdés az is, hogy miért hiányzanak a Kiskő-oldali-barlangból az apró emlősök és a madarak csontjai, pedig ezek tömegesen előfordulnak a Jankovich-barlangban és a Baits-barlangban. Az ilyen kérdések részletes vizsgálata sok esetben fontos vonásokkal egészíti ki az ősember életére vonatkozó nagyon hézagos ismereteinket.
Az 1931-ben napvilágot látott, Természetvédelem és a természeti emlékek című könyvből megtudható, hogy a Jankovich-barlang (Öregkő-barlang) a Gerecse hegységben, az Esztergom vármegyei Bajót szélén, a településtől K-re, 45 perc járásnyira, a Kőalja-völgytől 80 m-rel magasabban, a hegytetőtől pedig 20 m-rel alacsonyabban fekszik. Nevét az ilyen nevű, egykori kultuszminiszter nevéről kapta, abból az alkalomból, hogy a miniszter (Lóczy Lajos társaságában) meglátogatta a barlangot. Dachsteini mészkőben jött létre a barlang, amely jelenleg az esztergomi káptalan tulajdona. A barlangoknak sok kárt okozott kőfejtés következtében már itt is le lett szelve a barlang meredek lejtőre nyíló bejáratának kb. 10 m-es része. A barlang hátulsó harmadának mennyezetén egy hegytetőre vezető, hatalmas kerek kürtő nyílik. A barlangot Hillebrand Jenő kutatta, aki már az első barlangbejárás során, a barlang diluviális felső rétegében felfedezett orrszarvú felkarcsontot, amely ember által fel volt törve, és egy rénszarvasagancs töredéket. Az alsóbb rétegekben, már csak kizárólag barlangi medve csontjait találta meg. A barlangból előkerült faunát Kormos Tivadar és Lambrecht Kálmán dolgozták fel.
A barlangból napfényre került emlőscsont maradványok között jellemző az örvös lemming (Dicrostonyx torquatus P.) és a pocoknyúl (Ochotona) gyakorisága. Figyelemreméltó a földikutya (Spalax hungaricus Nhrg.) jelenléte. Az előkerült madarak között (a pleisztocénnek megfelelően) sok fajdféle (Lagopus lagopus L. és Lagopus mutus Montin) található. Nagyobb számban fordul elő a leletek között a holló (Corvus corax L.). Magyarország madárfaunájában új fajnak számítanak a cigányréce (Fuligula nyroca Guld.) és az örvös galamb (Columba palumbus L.). Örvös galamb (Kormos Tivadar és Lambrecht Kálmán megállapítása szerint) Európa pleisztocénjéből eddig csak a morvaországi Certova dira nevű barlangból került elő. A pleisztocén réteg felső részében feküdt őskőkorszaki kőszerszámok nem jellegzetesek. Érdekes azonban egy simára és hegyesre csiszolt, csontszilánkból készült, átlyukasztott varrótű, amely azért rendkívül becses, mert ez a Magyarországon először megtalált (diluviális) varrótű.

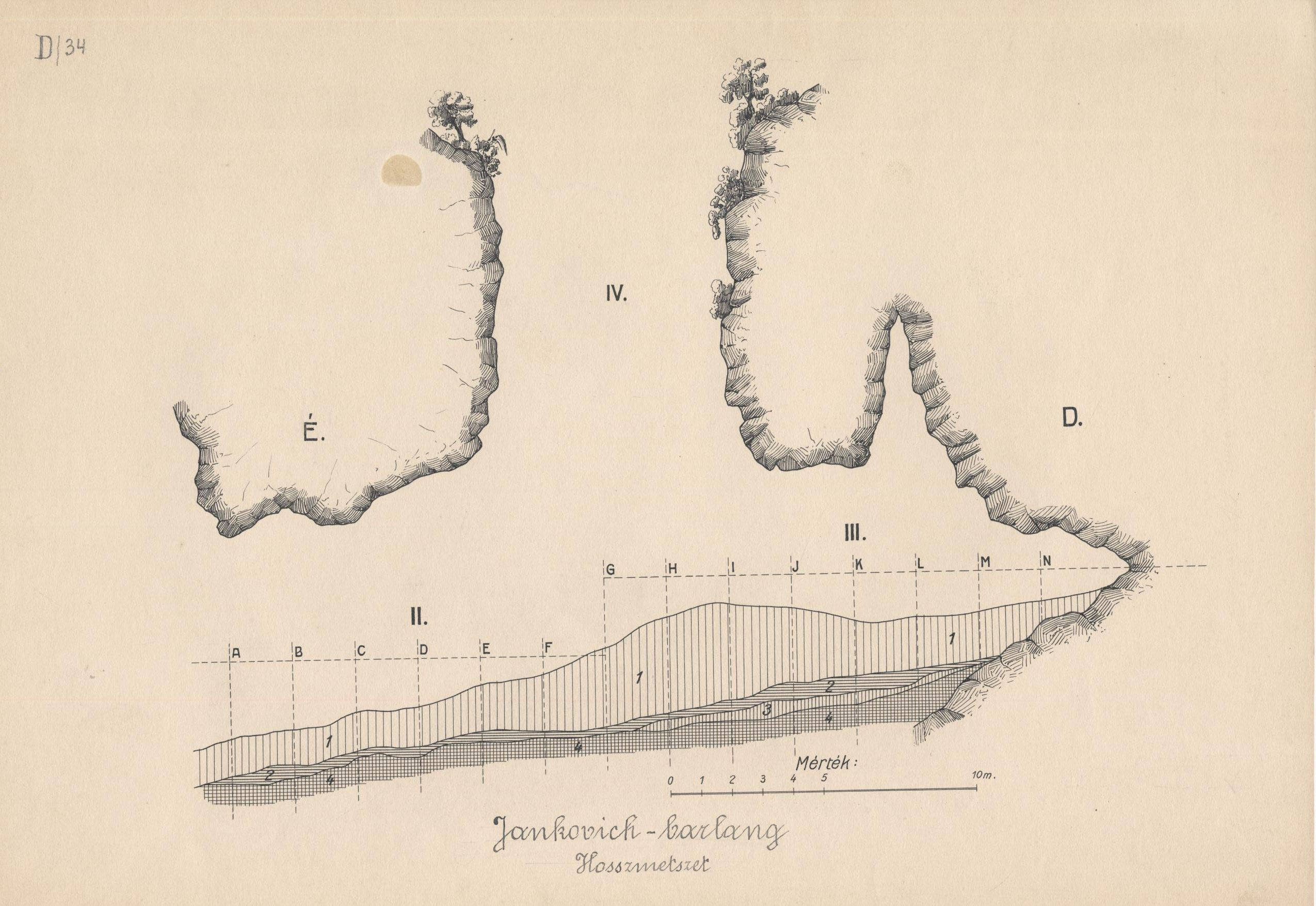
A Jankovich-barlang 1917-ben rajzolt hosszmetszet térképe

A meddő agyagra települt rétegből előkerültek az előzőeknél jellegzetesebb kőszerszámok. Így egy moustérien(szerű) és csak egyik oldalán megmunkált hegy és egy körülszilánkolt, pengeszerű vakaró. Régészeti szempontból legérdekesebb a barlang bejáratánál, a Hillebrand Jenő szerint Magdalenien II.-vel jelölt rétegben felfedezett, 3,8 cm hosszú, kúpalakú, hegyesre és fényesre csiszolt pálcikatöredék, mely zegzugos vonalakkal körül lett vésve. Ez egy magdalénien lelőhelyekre jellemző, díszített csonttárgy. Magyarországon először került elő ilyen lelet. Nagy hírű lett a barlang hátulsó részében felfedezett barlangrész. Amikor az elülső barlangrész hátsó felének barnásfekete, alluviális kitöltésében leástak a kutatók kb. 1,5 m-re, akkor találtak ott egy kis nyílást, amelyről kiderült a további ásatások során, hogy egy addig ismeretlen barlangrészbe vezet. Az új barlangrész egy keskeny folyosóval kezdődik, mely beljebb kitágul, végül pedig egy majdnem köralakú kupolateremmé bővül. Ez a terem a legmagasabb részén 5 m magas, legszélesebb részén 6 m széles, a folyosó pedig 7,5 m hosszú.
Az új barlangrész bejáratának felső rétege (Bella Lajos meghatározása szerint) a java bronzkorból származik, amiből arra lehet következtetni, hogy ebben, az idők során elzáródott barlangrészben nem járt ember kb. 3000 év óta. A kupolateremben nem találták meg nyomát a geológiai értelemben vett jelenkori embernek. Barlangi medve nyomai hevertek a pleisztocén sárga agyag felszínén. Hillebrand Jenő szerint ez a barlangrész nagyon kedvelt tartózkodási helye lehetett az ősembernek, és a barlang utolsó lakója a pleisztocén ember volt. A később egyre nehezebben hozzáférhető, majd elzáródott barlangrészt már ember nem kereste fel. Ebben a barlangrészben nagyok és nem tagolódnak kultúrfokozatra a solutréen rétegek. Egyhangú a fauna. Nagyon sok feltört barlangi medve csont fordul elő. Ezzel ellentétben, csak ritkán került elő barlangi oroszlán, hiéna, farkas, ló és rénszarvas egy-egy csontdarabja.

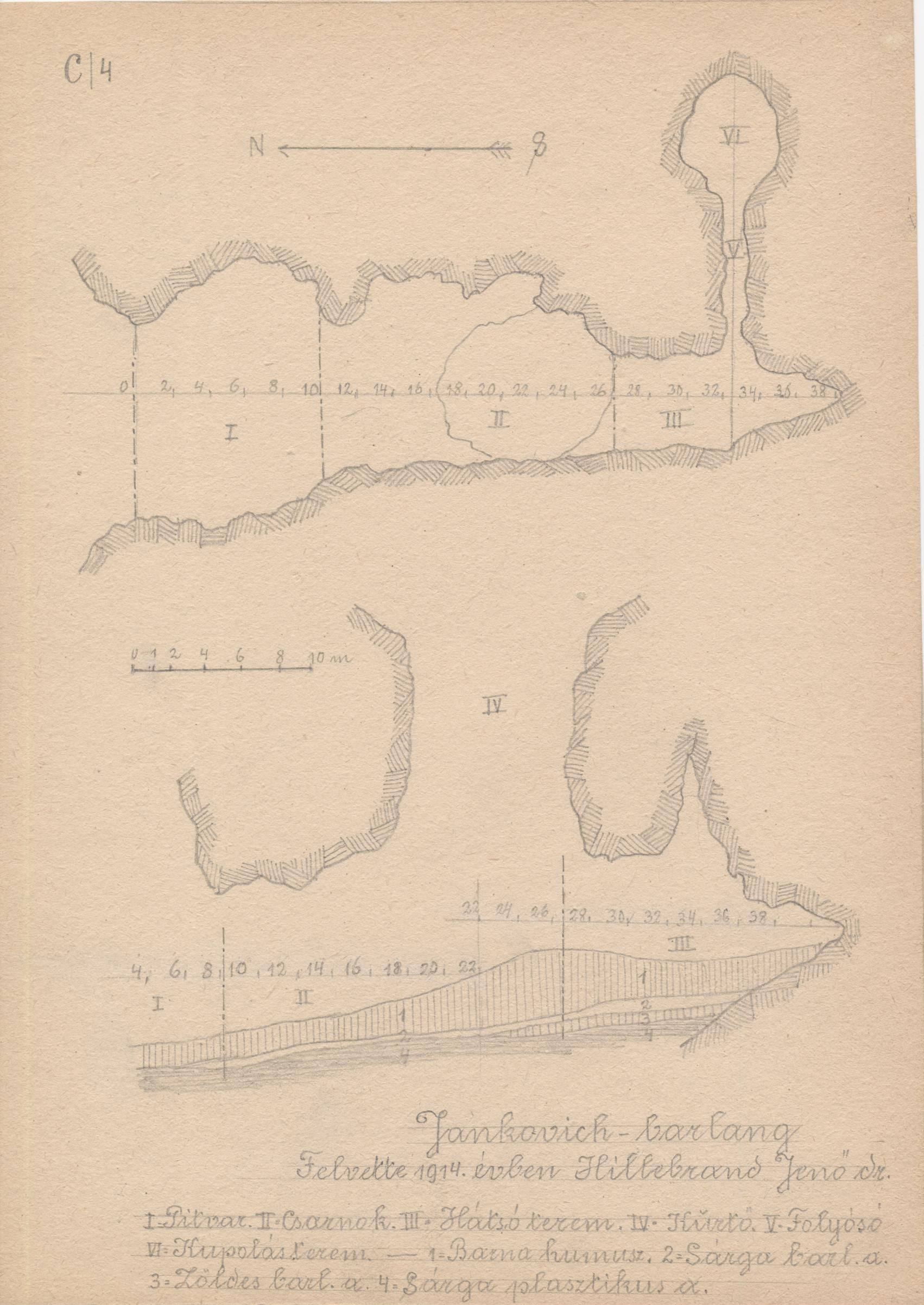
A Jankovich-barlang alaprajz térképe és hosszmetszet térképe (a térképek a Hillebrand Jenő által 1914-ben végzett barlangfelmérés adatainak felhasználásával készültek)

A régészeti anyag viszont érdekes. Az új barlangrészben több mint száz, solutréen típusú eszközre bukkantak, melyek között van kb. 20 darab, főleg jáspisból készült lándzsahegy. Néhány darabnak, melyek pengeszerűek, egynémely része már a solutréen ízlésnek megfelelően van kidolgozva. Csontból készült, laposra és hegyesre csiszolt lándzsahegyet sokat találtak. Gyűjtve lett egy mammutagyarból faragott, fényesre csiszolt, 21,8 cm hosszú és 1,16 cm vastag csontpálca, amely Magyarország egyetlen ilyen (pleisztocén) dísztárgya. Előkerültek barlangi medve fogaiból készült pengék és rábukkantak egy csontból faragott, valamiféle állatfejet ábrázoló csonttárgyra. Ez a nagyon értékes és érdekes lelet a Magyarország pleisztocén rétegeiből előkerült első szobor.
Találtak a teljesen bolygatatlan solutréen rétegben, faszéndarabokkal váltakozva, vízszintesen fekvő helyzetben lévő, bütykös és szabálytalan fadarabokat. Ezekből több mint 100 darab lett gyűjtve. Ezek a fadarabok kétségtelenül a solutréen ősember tüzelőszerei voltak, és a Hollendonner Ferenc által végzett vizsgálatok szerint valamelyik Pinus fajhoz tartoznak. Nem szenesedtek meg, hanem sokféle szerencsés körülmény együttes hatására, korhadt állapotban ugyan, de megmaradtak. Az eddig, röviden bemutatott eredmények után sem kell tovább magyarázni azt, hogy a Jankovich-barlang kultúrtörténetileg mennyire jelentős természeti emlék Magyarország számára.
A Turisták Lapja 1931. évi évfolyamában kiadott, Bekey Imre Gábor által írt tanulmány szerint a Jankovich-barlang Bajót felett található. Bekey Imre Gábor javasolta, hogy ásatással vizsgálják meg a barlangot. A bajóti nagy barlangot az esztergomi káptalan egyik vállalkozója kőbányának használta és a nagy csarnok boltozatának lerobbantotta a nagyobbik részét, hogy a vállalkozásnak nagy haszna legyen. Hillebrand Jenő végzett benne ásatást, amely meglepő eredménnyel járt. Az ország leggazdagabb lelőhelye. Sok emberi kultúrmaradványt talált, például faragott rénszarvascsontokat és egy pompás csonttűt. Rengeteg állati csontmaradvány került elő. Egy kerek víznyelő törte át a csarnokbarlang boltozatát, de a hátsó rész mélyítésekor az eltemetett, majd megnyílt új üregekből sok lelet került a felszínre. Az ásatás elkezdése előtt azt gondolta Bekey Imre Gábor, hogy itt a sok kőtörmelék között van egy másik, eltemetett barlang. A törmelékkel borított hegyoldalt átvizsgálta és egy kis üreget fedezett fel a kövek elmozdítása után. A táguló kis üregbe bebújt és átvizsgálta. Ebben az üregben is ásatást végzett Hillebrand Jenő és kiderült, hogy a kitöltésben rengeteg diluviális csontmaradvány és emberi kultúreszköz volt.
Az 1931. évi Turistaság és Alpinizmusban László Endre közölte, hogy fővárosi turistakörökben jól ismerik a már nagyrészt feltárt Jankovich-barlangot. Még a Jankovich-barlangból előkerült leleteknél is értékesebb leletekre bukkantak a Szalay barlangban. Az 1932-ben kiadott, Az Aggteleki cseppkőbarlang és környéke című könyvben, a Vértes hegység és a Gerecse hegység barlangjairól szóló részben szó van arról, hogy a Bajót közelében található Öreg-kő nagy barlangja a Jankovich-barlang. Ásatásokkal nagyon értékes ősrégészeti leletek, őskőkorszaki tárgyak kerültek elő belőle. Az ismertetés 10 irodalmi mű alapján lett írva. Az 1932-ben napvilágot látott, Természetvédelem és a természeti emlékek című könyvben meg van ismételve a könyv 1931. évi kiadásának Jankovich-barlangot tárgyaló része.

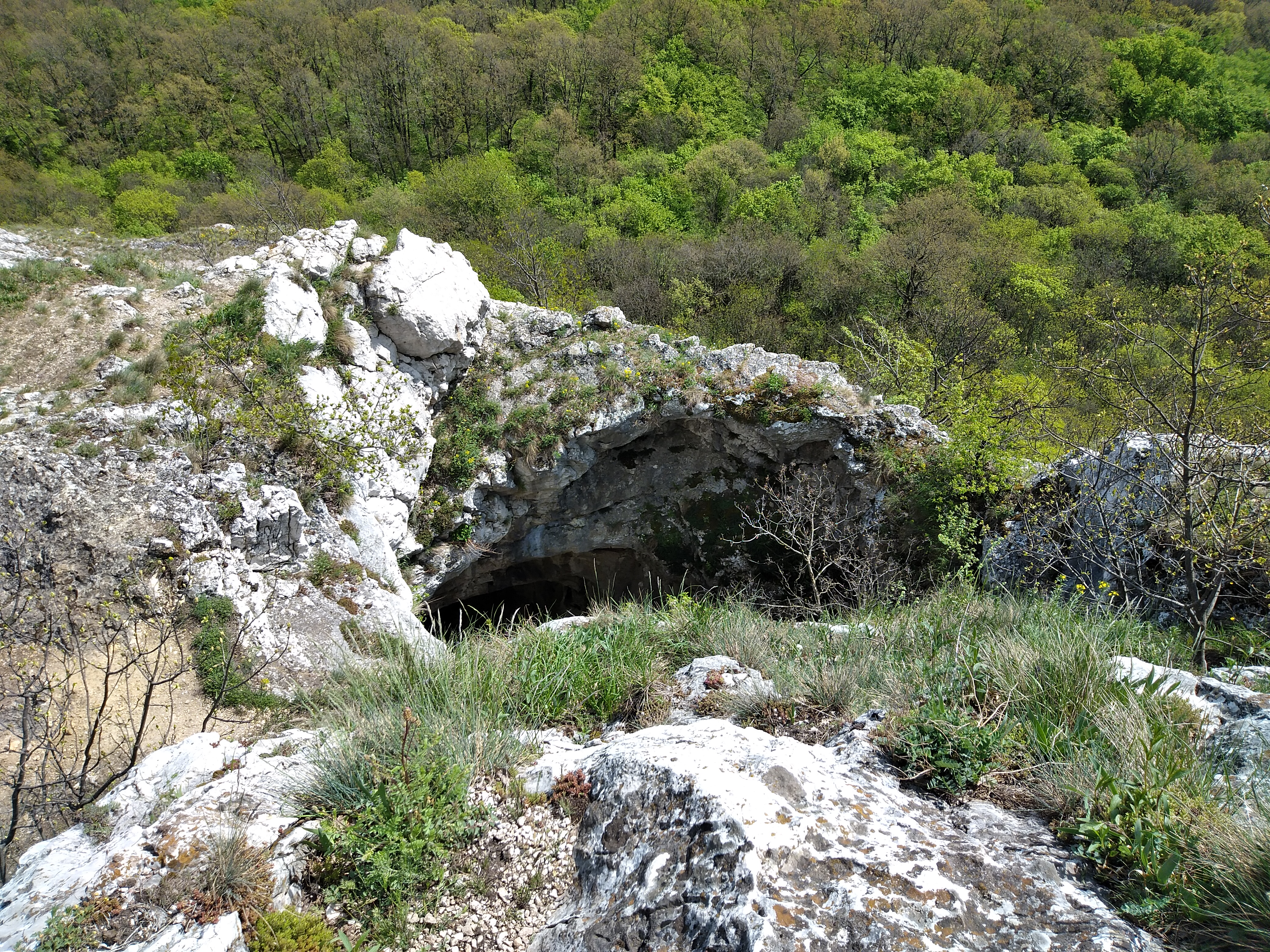
A Jankovich-barlang felszínig felszakadt kürtője

Az 1933. évi Földrajzi Közleményekben publikálva lett, hogy a bajóti Öreg-kő rögének ÉNy-i oldalán nagyon szépen kifejlődött barlangrendszer van. A barlang nagy, itt kb. 5 különböző barlangbejárat látható, amelyek közel helyezkednek el egymáshoz. Ezek biztosan egy összefüggő barlangrendszerhez tartoznak, de még nincs megfelelően feltárva. A legnagyobb és legtágabb a középső nyílás, amely a hegy belseje felé lassan annyira szűkül össze, hogy még hason csúszva sem lehet továbbmenni a járatban. A barlangban nem nagyon régen vízfolyás lehetett, patak folyt át rajta, mert a barlangban jól kifejlett teraszok ismerhetők fel. Ez a barlang bejárata előtt található sziklafalakon is kimutatható. A barlang szája előtt lévő kis vízszintes felszínen a bejárattól kezdődő elhagyott völgy figyelhető meg. Ez a hegyoldalon lefelé haladva saját törmelékébe vágódott bele. A törmelék anyaga breccsa, mész, agyag és lösz.
Az 1934. évi Barlangvilágban napvilágot látott egy közlemény, amely szerint a Magyar Barlangkutató Társulat 1934. január 23-án szakülést tartott. A szakülés első tárgya a Gaál István által előadott, A bajóti barlangok diluviális faunájának néhány érdekes vonása című előadás volt. Az előadó ismertette a bajóti Öreg-kő üregeinek fosszilis emlősmaradványait és a Baits-barlang csontanyagát. A Jankovich-barlangban és a Kiskő-oldali-barlangban Hillebrand Jenő végzett ásatást, és ezek fosszilis faunáját Kormos Tivadar dolgozta fel. Érdekes ellentétek vannak az egymáshoz közeli barlangok faunájában. Kormos Tivadar véleménye szerint az egymáshoz közeli barlangok faunája aszerint változik, hogy milyen zsákmányállatok lakták.
Az 1935-ben megjelent, Tompa Ferenc által írt kiadványban közölve lett, hogy az őskőkori kultúrák közül, kétségtelenül főleg a solutréi kultúra nyomai lettek kimutatva a Dunántúlról (pl. a Bajót mellett lévő Jankovich-barlang diluviális rétegeiből). Az őskőkor végét jelentő magdalénien kultúra nyomaira az utóbbi években nemcsak a Bajót-barlangban, a Kis-kevélyi-barlangban és a Pilisszántói-kőfülkében, hanem Ságvár löszrétegeiben is rábukkantak. A kiadványban lévő képmelléklet 1. tábláján (1–4. képek) solutréen lándzsahegyek figyelhetők meg, amelyek a Jankovich-barlangból származnak.

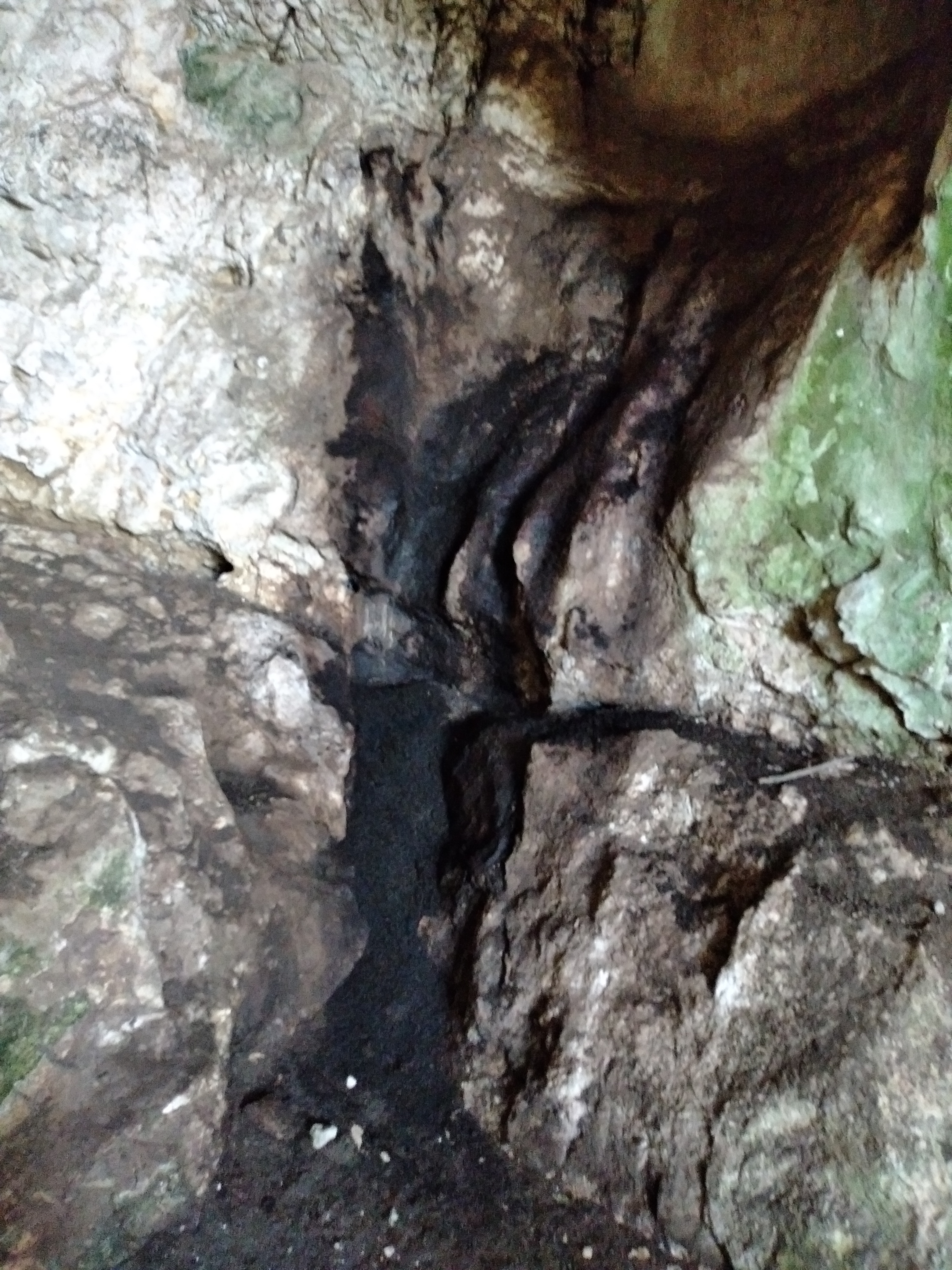
A Jankovich-barlang egyik részén lévő denevérguanó 2021-ben

Az 1935. évi Erdészeti Lapokban szó van arról, hogy a Gerecse hegységben lévő Bajót határában, az esztergomi székesfőkáptalan birtokán, valamint a bajóti volt úrbéresek erdejében három barlang van. Ezek közül sokat foglalkoztak eddig az Öreg-kő nevű sziklás hegyen feltárt Jankovich-barlanggal. 30 évvel ezelőtt kezdték kutatni ezt a  barlangot. Bekey Imre Gábor az Öreg-kő oldalán elhelyezkedő nagy barlang feltárásához szükséges részletes ásatások elvégzése miatt már 1913-ban mozgalmat indított. Hillebrand Jenő egy próbaásatáskor a pleisztocén ősember nyomaira bukkant. A Kormos Tivadar és Lambrecht Kálmán által vezetett ásatások eredményeként nagyon sok emlős- és madármaradványt találtak. A későbbi ásatásokkor értékes őskőkorszaki tárgyak kerültek elő. Gaál István a harmadik bajóti barlangban Hillebrand Jenő által végzett újabb ásatásokkal kapcsolatban megállapította, hogy az abban talált ősmaradványokból nincs olyan sok és azok nem olyan jelentősek, mint a Jankovich-barlang és a Baits-barlang ásatási eredményei. Amiatt viszont érdekes a barlang, hogy olyan ősvilági emlősök csontjait találták benne, amelyek a másik kettőben nem voltak.

### 1937–1948

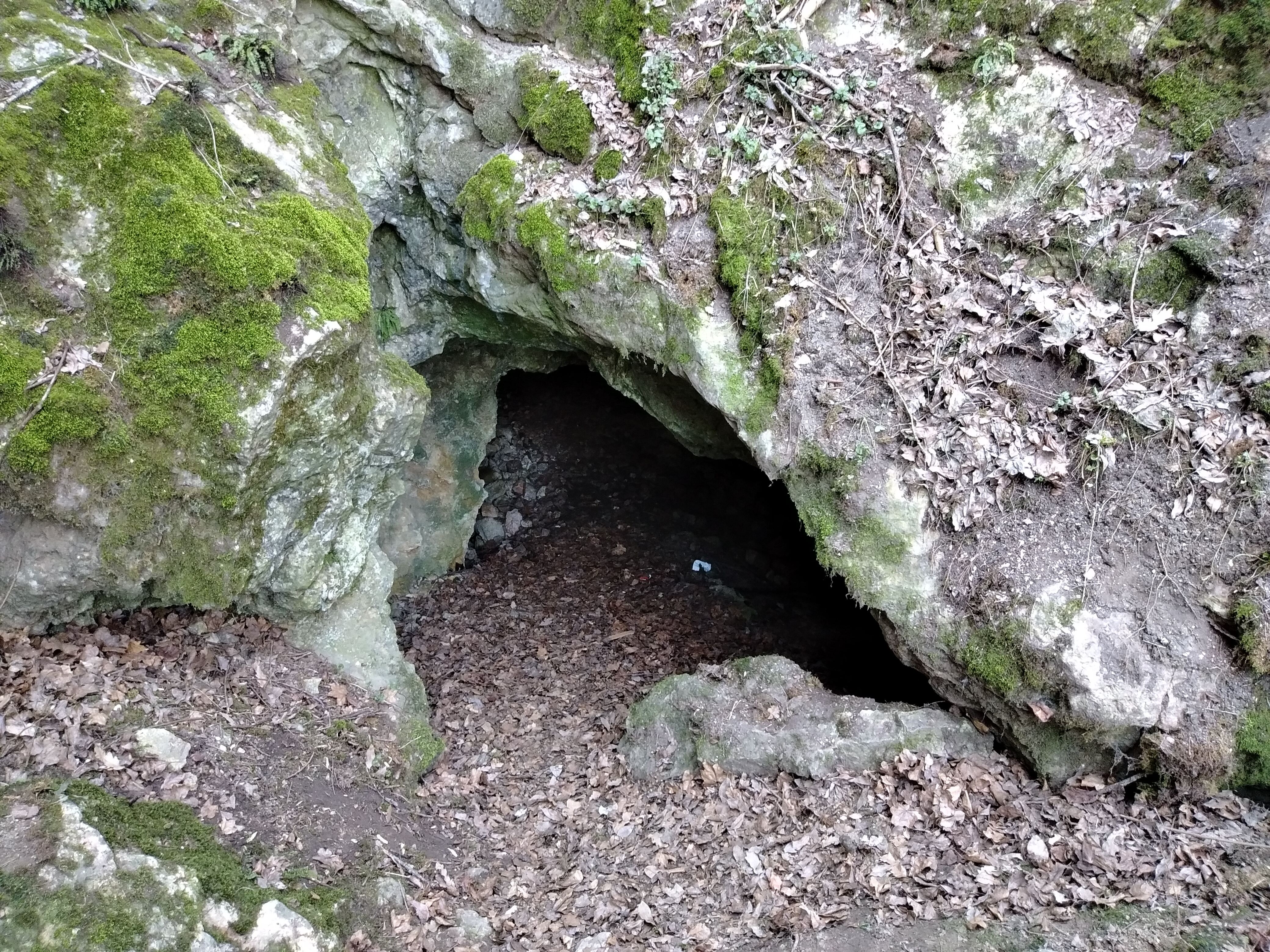
A Jankovich-barlang alsó bejárata (2021)

A Turisták Lapja 1937. évi évfolyamában publikált, Vigh Gyula által írt tanulmányban az olvasható, hogy a Jankovich-barlangnak kb. 330 m tengerszint feletti magasságban, a bajóti Öreg-kő sziklás, K-i lejtőjén, 20 m-rel a hegytető alatt, 80 m-rel a Kőalja-völgy felett van az É-ra néző, 10 m széles és magas bejárata. Piros jelzésű út vezet fel hozzá. A 35 m hosszú barlang egy É–D-i irányú külső részből és egy DK-i irányú, 15,5 m hosszú belső folyosóból, egy kupolából, egy mélyebb szinten lévő folyosóból és egy üregből áll, amelyeket egy kürtő kapcsol össze a felső résszel. A hegy tetejére egy 8 m széles kürtő nyílik fel. A barlangot Kadić Ottokár 1918-ban felmérte, de a felmérés adatainak felhasználásával készült térkép nem lett publikálva az 1919. évi Barlangkutatásban.
Hillebrand Jenő 1913-tól többször megismételt ásatásaival az ősember magdaléni kultúrájának és solutréi kultúrájának sok és ritka lelete, például csontlándzsahegy, magdaléni csonttű, faragványdíszítéses csontpálca és rénszarvascsontból készült fütyülő, valamint gazdag ősemlősfauna és madárfauna került elő, amelyek az egyik legjelentősebb ősrégészeti és őslénytani lelőhellyé tették. A Jankovich-barlang alatt 3 m-rel lévő Baits György barlangot Hillebrand Jenő tárta fel 1925-ben az előtéri törmelék leásásával, aki ásatást is végzett a Jankovich-barlanggal egy kürtővel összekötött barlangfolyosóban. Gaál István írta le a folyosót majdnem kitöltő jégkorszaki és jelenkori rétegek faunáját. Az összeállításhoz mellékelve lett egy Gerecse hegység térkép, amelyen fel vannak tüntetve turista útjelzések, nevezetesebb barlangok, víznyelők és zsombolyok. A térképen látható a Jankovich barlang néven feltüntetett barlang elhelyezkedése.
A Turisták Lapja 1937. évi évfolyamában kiadott, Strömpl Gábor által írt tanulmányban meg van említve, hogy az Öreg-kő sziklafalának félmagasságában jókora barlang van, a Jankovich-barlang. A Jankovich-barlang a Szelim-lyukhoz hasonlóan az ősember valóságos sziklavára volt. Ezért nem különös az, hogy a kutatók sok becses őstörténeti anyagot ástak ki a Jankovich-barlangból. A folyóirat ugyanennek a füzetének a 182. oldalán látható egy fekete-fehér fénykép, amelyen megfigyelhető a Jankovich-barlang belülről fényképezett felső bejárata. A fényképet Herdinand Rudolf készítette. Az 1937. évi Barlangvilágban megjelent és Kadić Ottokár által a német és magyar barlangkutatók 1927. évi kongresszusáról írt visszaemlékezésben az olvasható, hogy 1927. szeptember 23-án a kongresszus résztvevői Bajótra, majd az öreg-kői Jankovich-barlanghoz és a közelében lévő zsombolyokhoz kirándultak. A Jankovich-barlangnál Hillebrand Jenő előadást tartott, amelyben ismertette a barlangban végzett ásatások eredményét.
Az 1937-ben megjelent, Szeghalmy Gyula által írt könyvben szó van arról, hogy a kb. 150 m hosszú Jankovich-barlangnak a Gerecse hegység ÉK-i lejtőjén, a bajóti Öreg-kő hegyen sötétlik a bejárata. A solutréi kultúra és a magdaléni kor jellemző eszközeit fedezték fel a barlang mészkőtörmelékes agyagjában. Ezeket a leleteket az teszi érdekessé, hogy két csontdarabon a barlangi ős díszítő-faragó művészetének kezdetleges megnyilvánulásai találhatók. A kiadvány másik részében meg van említve, hogy a bajóti barlang leletei azt igazolják, hogy a barlangot az újkőkorszakban és a bronzkorban lakta a barlangi ős.

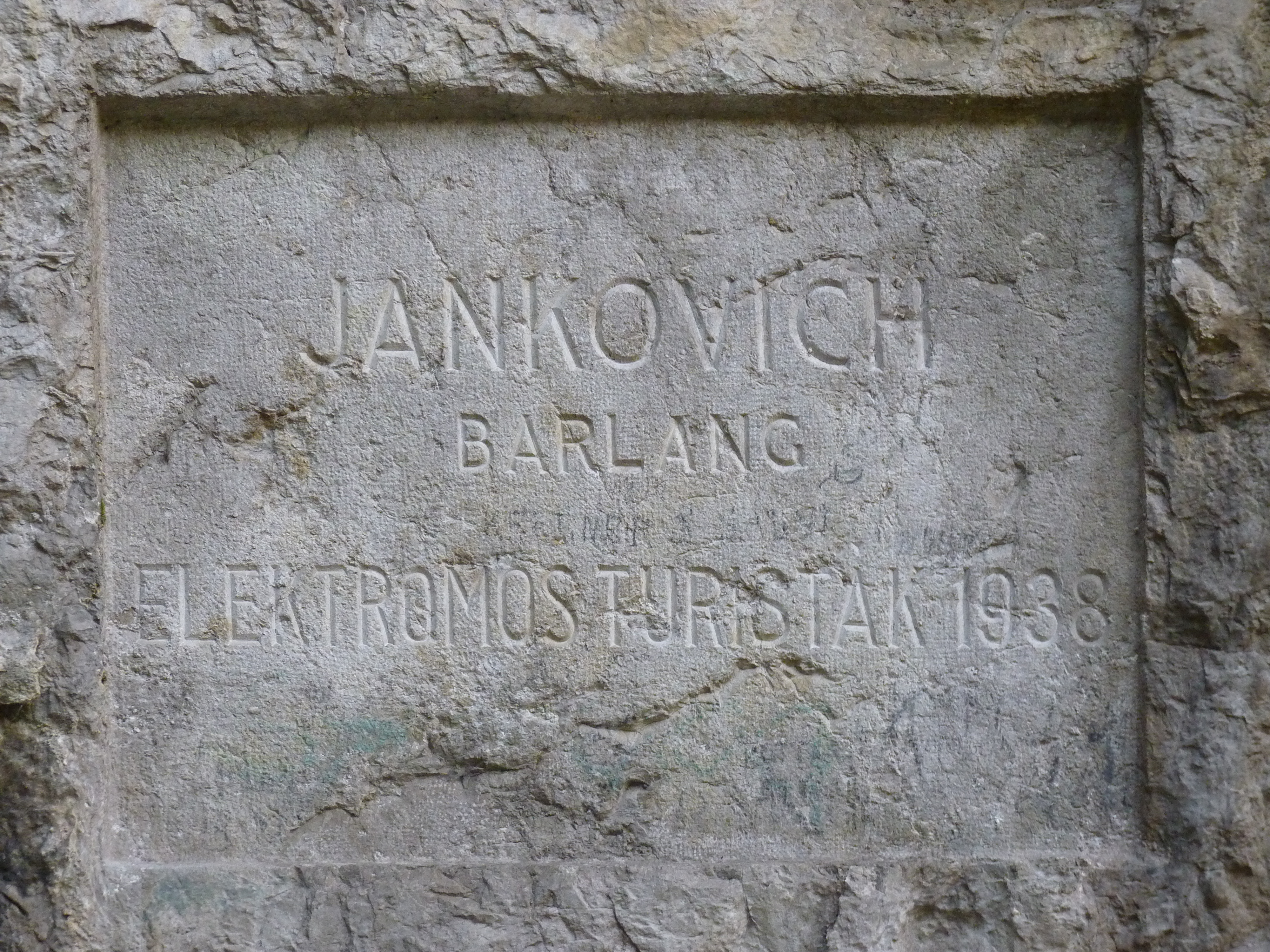
Jankovich-barlang emléktábla

Az 1939. évi Barlangvilágban megjelent, Kadić Ottokár által írt dolgozat szerint a Bükk hegységben lévő Szeleta-barlanghoz, Balla-barlanghoz, Herman Ottó-barlanghoz, Kecske-lyukhoz, Három-kúti-barlanghoz, Istállós-kői-barlanghoz, Büdös-pesthez és Puskaporosi-kőfülkéhez hasonló jelentőségűek a dunántúli barlangok, pl. a Gerecse hegységben található Jankovich-barlang. A Természet 1939. évi évfolyamában szó van arról, hogy leginkább a barlangok vannak kiválasztva kőfejtés céljára, mert a tömör kőzetnél könnyebben fejthető az üregekkel és hasadékokkal átszőtt kőzet. Emiatt pusztult el három barlang (Pál-völgyi-barlang, Jankovich-barlang, Tűzköves-hegyi-barlang) elülső része.
Az 1940-ben kiadott, Gerecse és Gete hegység kalauza című útikalauzban az olvasható, hogy a Gerecse hegység barlangjai közül legnevezetesebb a Szelim-lyuk és a Jankovich-barlang. A Gerecse hegység vázát alkotó dachsteini mészkőben barlangok keletkeztek. A mészkőhegységekben a barlangok keletkezése rendkívül gyakori jelenség, mert a mészkő többnyire nagyon repedezett kőzet. A hasadékokon át a kőzetbe beszivárog a víz és ott oldja a mészkő anyagát, tágítja, nagyobbítja a hasadékot, míg végül barlang jön létre. A Gerecse hegység barlangjai hasonló módon alakultak ki. A bajóti Jankovich-barlangnak az Öreg-kő nevű hegy teteje alatt 20 m-re, az Öregkőalja nevű völgy felett pedig 100 m magasságban van a bejárata. A barlang többször át lett kutatva, ásatásokat végeztek benne, melyek eredményeként meglepően gazdag ősemberi kultúramaradványok kerültek elő. A kultúrmaradványok részben a magdalénien, részben a solutréen őskőkori kultúrákat képviselik. Az Öreg-kőn a Jankovich-barlangon kívül van a hegy K-i oldalán egy kisebb barlang és két zsomboly is.

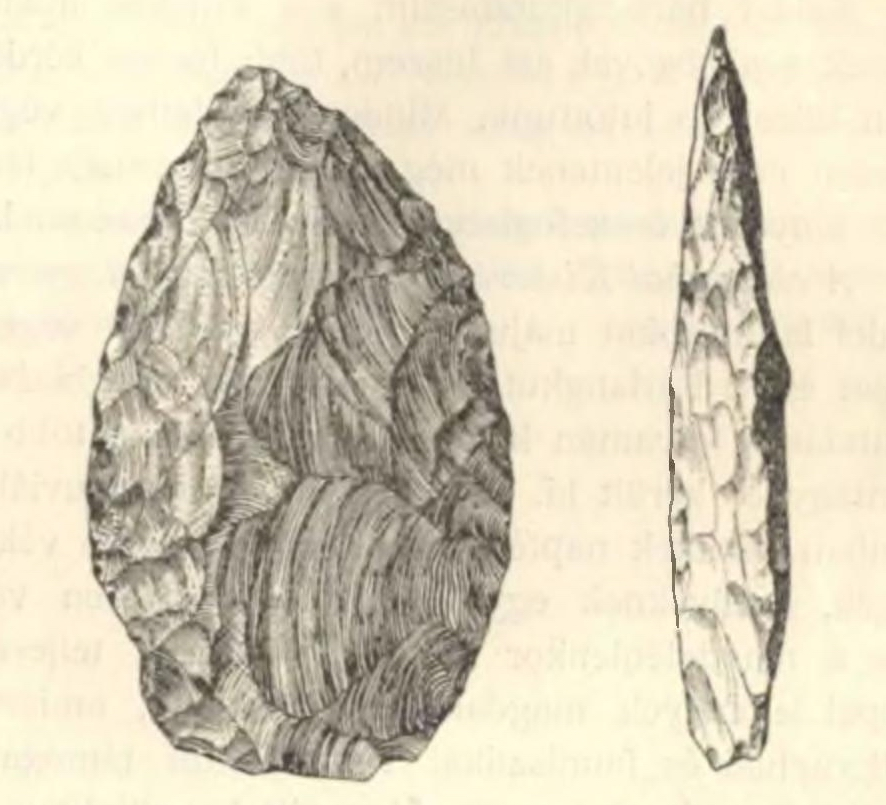
Jankovich-barlang, babérlevélhegy (1914)

Az Öreg-kő vidékének legfőbb nevezetessége a Jankovich-barlang, amely a hegy K-i letörésén, kb. 80 m magasságban tátong. Az Öregkő-forrástól D-re pár perc alatt el lehet jutni az Öreg-kő alatt található útmutató táblához, ahonnan meredeken kell felkapaszkodni a Jankovich-barlanghoz. A barlang a bajóti Öreg-kő sziklás K-i oldalában, kb. 330 m magasságban, a völgy felett kb. 80 m-re nyílik. Tág, nyílt, körben sziklafalakkal körülzárt előtérrel kezdődik. A barlang 10 m széles és magas bejárata É-ra tekint, a barlang tetején 8 m széles lyuk van. A 35 m hosszú barlang egy É–D irányú külső részből és egy 15,5 m hosszú, DK-i irányú belső folyosóból és kupolából, illetve egy mélyebben húzódó folyosórészből és üregből áll, melyeket a felső résszel kürtő kapcsol össze. Feltárni 1913-ban kezdték el a barlangot. A kutatásokat Jankovich Béla kultuszminiszter támogatása tette lehetővé, ezért hálából róla lett elnevezve a barlang. A munkálatokat Baits György, Bajót főjegyzője indította el, de az első nagyobb ásatásokat Hillebrand Jenő végezte. Hillebrand Jenő először 1913-ban, majd 1914. május 26. és június 25. között, azután 1915. augusztus 2. és szeptember 7. között végzett részletes munkát a barlang értékes anyagának feltárásáért. Kadić Ottokár és Szalay Ákos a barlangban ásatásokat végeztek.
A barlangban végzett ásatásokkal az ősember solutréen és magdalénien kultúrájának sok becses és ritka eszköze, illetve nagyon értékes ősemlős és madárfauna került elő. A barlang külső részeiben legfelül egy barnás humuszos réteget találtak, amelyben leginkább bronzkori cserepek voltak. A humusz alatt törmelékes agyag húzódott, amelyben rénszarvascsontok és mikrofauna volt, majd legalul egy sárga agyagréteget tártak fel. A barlang hátsó részében a sziklafenékre lerakódott sárga plasztikus agyag és a magdalénien II-nek nevezett, sárga, törmelékes agyagréteg közé vörös, törmelékes agyagréteg ékelődött, melyben sok feltört barlangi medvecsontot találtak. Magyarország egyik legfontosabb lelőhelye lett a DK-re haladó, 15,5 m hosszú belső folyosó. A 15,5 méterből 7,5 m a folyosó, 8 m pedig a kupolaterem. A folyosó átlagos magassága 75 cm, szélesssége pedig 1,6 és 5 m között váltakozik. A kupolaterem legmagasabb része 5 m magasan van. Az értékes leletek azt bizonyítják, hogy az ősember kedvelt tartózkodási helye volt ez a folyosó. Ebből a részből előkerült értékes lelet egy csontár, amely rendkívül finom hegyben végződik, egy iramszarvascsontból készült fütyülő, egy 21,8 cm hosszú és 1,16 cm vastag hengeralakú mammutagyarból faragott és fényesre csiszolt csontpálca.

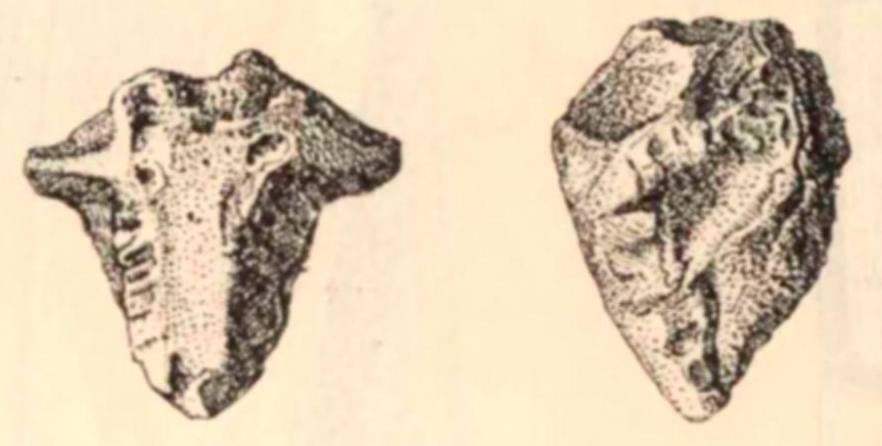
Jankovich-barlang, csontból faragott állatfej (1915)

Napvilágra kerültek ezeken kívül lándzsahegyek, melyek a jellegzetes magyarországi típust képviselik: nem végződnek alul is hegyben, mint a nyugateurópai formák, hanem le vannak kerekítve alul. A lándzsahegyek, melyek leginkább a solutréen vöröses agyagrétegben voltak, nem mindegyike kőmagvakból készült, hanem pengeszerű szilánkokból is készítették őket. A solutréen rétegből előkerült néhány penge, melyeket barlangi medve fogából készítettek. Ez utóbbiakat kiskevélyi pengének nevezték el. A pengék vásotthegyű szemfogakból készültek és öreg állatoktól származnak. Értékes ennek a barlangrésznek a faunája is. Ugyan főleg csak a szokásos barlangi medve, ló, rénszarvas, hiéna és barlangi oroszlán csontjai voltak a solutréen rétegekben, de a magdalénien rétegekben sok és értékes mikrofaunát fedeztek fel. A Jankovich-barlang alatt 3 m-re van a Baits-barlang bejárata. A Baits-barlangban a Jankovich-barlangból előkerült leletekhez hasonló leleteket találtak. A Jankovich-barlangtól É-ra helyezkedik el a Szalay-barlang. Ezt a három barlangot hosszabb-rövidebb folyosók, kürtők kötik össze, ezért egy kis barlangváros részeinek tekinthetők. A Jankovich-barlang felett van egy nagyon szép kilátást nyújtó rész. A könyvben van két rajz, amelyek bemutatják a Jankovich-barlangot. Az első rajzon a barlang belseje, a másodikon pedig a barlang bejárata figyelhető meg. A kiadványba bekerült a barlang alaprajz térképe.

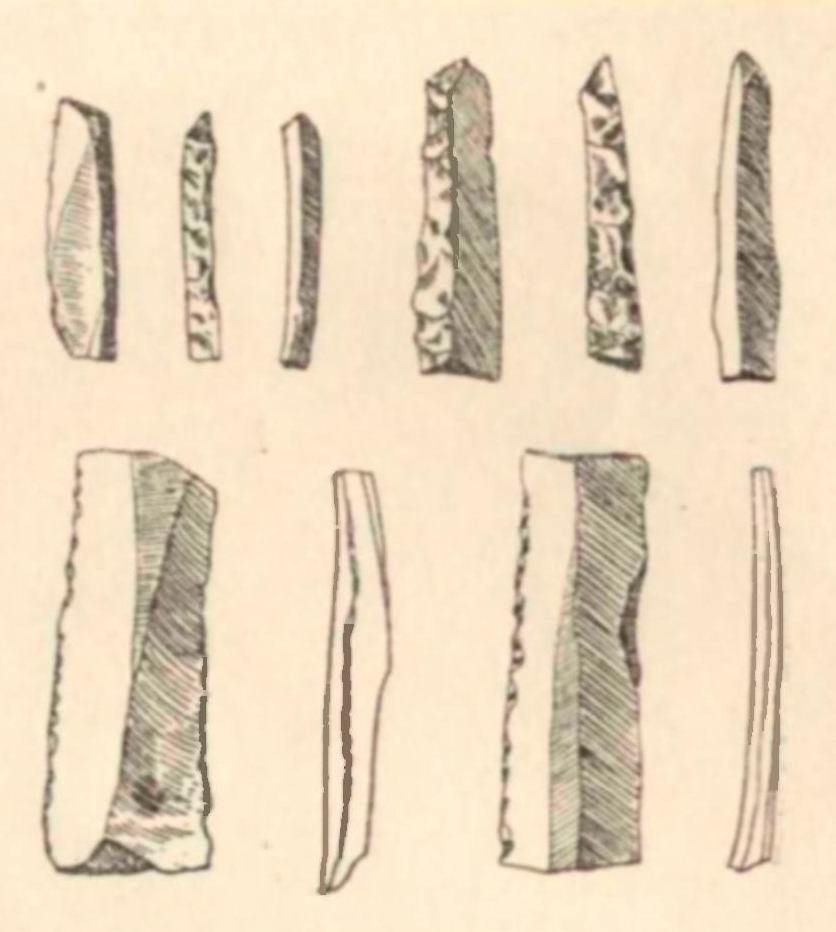
Jankovich-barlang, mikrolitikus pengék (1915)

Az 1941-ben napvilágot látott Magyar turista lexikonban külön szócikke van a barlangnak. A kiadványban szó van arról, hogy a Gerecse hegységben, a Bajót mellett lévő Öreg-kő sziklás K-i oldalában, kb. 330 m tszf. magasságban helyezkedik el a Jankovich-barlang. A barlangban először 1913-ban volt ásatás, amelyet Baits György bajóti főjegyző végzett, majd Hillebrand Jenő, Kadić Ottokár és Szalay Ákos végeztek a barlangban ásatásokat, melyek során fel lett fedezve az ősember solutréen és magdalénien kultúrájának sok értékes eszköze, pl. egy csontár, mammutagyarból faragott csontpálca, iramszarvascsontból készült fütyülő, illetve lándzsahegyek és barlangi medve fogából készült penge. A barlang tág pitvarral kezdődik, amely sziklafalakkal van körbezárva. A barlang É-ra tekintő bejárata 10 m széles és magas. 8 m széles lyuk van a barlang főtéjén. A 35 m hosszú barlang egy É–D irányú külső részből, egy 15,5 m hosszú, DK-re húzódó belső folyosóból, egy kupolából, illetve egy mélyebben lévő folyosórendszerből és üregből áll.
Az 1942-ben kiadott, Budapest története című könyv Tompa Ferenc által írt fejezetében szó van arról, hogy a Bajót mellett elhelyezkedő Jankovich-barlangból is előkerült a protosolutréen kultúra néhány eszköze. A barlang leletekben gazdag rétegeiben sok volt a Dorog vidéki jáspisból készített, tökéletes technikájú, solutréen, babérlevélalakú lándzsahegy. Nemcsak nyersanyaguk miatt különböznek ezek a kőeszközök a Bükk hegységi, kalcedonból készített lándzsahegyektől, hanem alakjuk miatt is, mert a Bükk hegységi lándzsahegyek főleg hosszúkásak és a franciaországi formákra emlékeztetnek, a bajóti barlang kőeszközei pedig majdnem feleakkorák, bázisuk sokkal szélesebb és néha háromszög formákat mutatnak. A formaeltérésben korbeli eltolódást is lát a magyarországi szakkutatás. A barlangban megtalálták a magdalénien tipikus kőpengéit.
Az 1942. évi Természettudományi Közlönyben meg van ismételve A Természet 1939. évi évfolyamában publikált tanulmánynak a Jankovich-barlangra vonatkozó része. Az 1942. évi Országjárásban megjelent, hogy a Gerecse hegység egyik nevezetes barlangja a bajóti Öregkő lejtőjén nyíló Jankovich-barlang. Az 1948. évi Hidrológiai Közlönyben meg van említve, hogy a Dunántúli-középhegységben található magasan elhelyezkedő forrásbarlangi nyílások közül egyik a bajóti Jankovich-barlang (250 m viszonylagos magasság). Ezek közül sokból ásatások szolgáltattak értékes korjelző őslénytani anyagot (Jankovich-barlang).

### 1953–1964

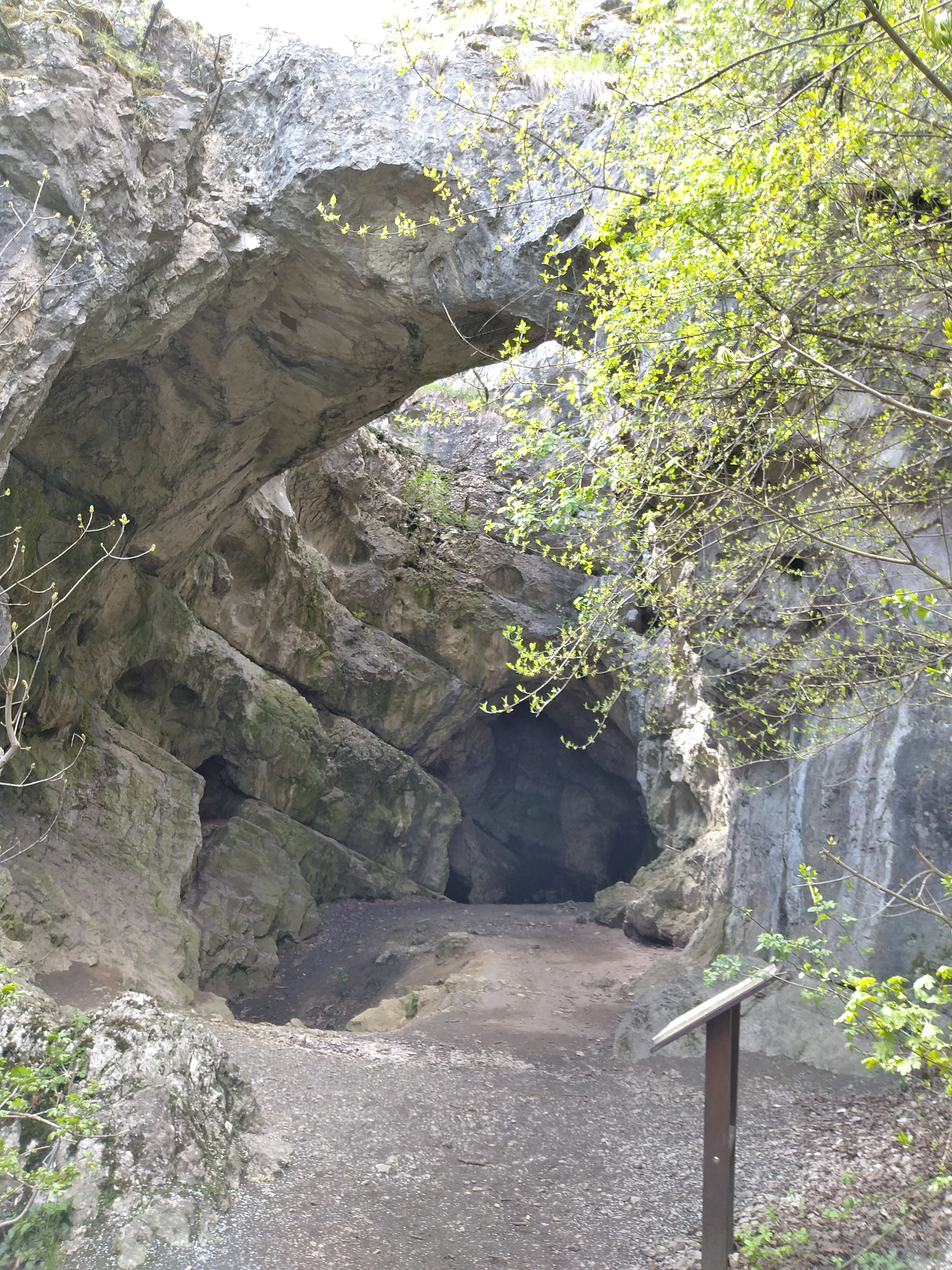
A Jankovich-barlang bejárata 2021-ben

A Földtani Közlöny 1953. évi évfolyamában szó van arról, hogy a magyarországi würm üledékekből az első bizonytalan Apodemus adat Gaál Istvántól származik, aki a Jankovich-barlang alatt felfedezett új barlangban erdei egér maradványokat talált. Gaál István megemlítette azonban, hogy nem voltak elkülöníthetők egymástól a recens és fosszilis csontok, ezért nincs jelentősége a leletnek. A Folia Archaeologica 1954. évi évfolyamában közölve lett, hogy a Remete-barlangban talált, obszidiánból készült mikrolitpenge hasonmásai a Pilisszántói-kőfülke, a Kis-kevélyi-barlang és a Jankovich-barlang felső, würm 3-ra datálható rétegeiből kerültek elő.
Az 1954. évi Földrajzi Értesítőben kiadott, Leél-Őssy Sándor által írt tanulmányban az van írva, hogy az Öreg-kő legjellegzetesebb és legérdekesebb formái a barlangjai. Az Öreg-kőn van a legtöbb barlang a Gerecse hegységben, amelyek szakmai szempontból nagyon értékesek és problematikusak. Az Öreg-kő összes barlangja a meredek és sziklás K-i oldalon, viszonylag közel egymáshoz és majdnem azonos szinten helyezkedik el. A Jankovich-barlang az Öreg-kőn a legdélebbre elhelyezkedő barlang, amelynek közelében két kis barlang található, a Bajóti I.sz. barlang és a Bajóti II.sz. barlang. A Bajóti I.sz. barlang a Jankovich-barlangtól É-ra kb. 3 m-re van és kb. 3 m-rel alacsonyabb szinten helyezkedik el. A Jankovich-barlangéhoz hasonló leletek kerültek elő a hévizes eredetű barlangból. A Bajóti II.sz. barlang a Jankovich-barlangtól É-ra kb. 5 m-re és kb. 6–7 m-rel magasabban helyezkedik el. A Bajóti II.sz. barlangban sok a gömbfülke, és emiatt, valamint a Jankovich-barlanghoz hasonló helyzete miatt (a Bajóti I.sz. barlanggal együtt) hévizes keletkezésű barlang.
A bajóti Öreg-kő legnagyobb és legismertebb barlangjának, a Jankovich-barlangnak az Öreg-kő D-i végéhez közel van a messziről is jól látható, hatalmas bejárata. É-ra tekintő hatalmas, 10 m átmérőjű bejárata már messziről felhívja magára a figyelmet. A barlang közvetlenül az Öreg-kő főcsúcsa (375 m) alatt, a meredek sziklafal oldalában lévő nehezen megmászható helyen, kb. 330 m tszf. magasságban, a sziklafal alja felett kb. 70 m-re helyezkedik el. A 33 m hosszú barlang tulajdonképpen egyetlen hosszú és helyenként 5 m széles, teremnek is nevezhető folyosóból áll, amelynek iránya a bejáratnál É–D, beljebb ÉNy–DK. A barlang mennyezetén két kürtő figyelhető meg: a külső, kb. 15 m magas kürtő már teljesen felszakadt, ezért itt egy 8 m átmérőjű lyuk van a barlang tetején; a belső, 6 m magas kürtő kupolaszerű, zárt vakkürtő (aven). A barlang bejárati része alatt kb. 2 m-re van a barlangnak egy kisebb és rövidebb alsóbbszintű szakasza is, amelyet a felső főrésszel kürtő köt össze.

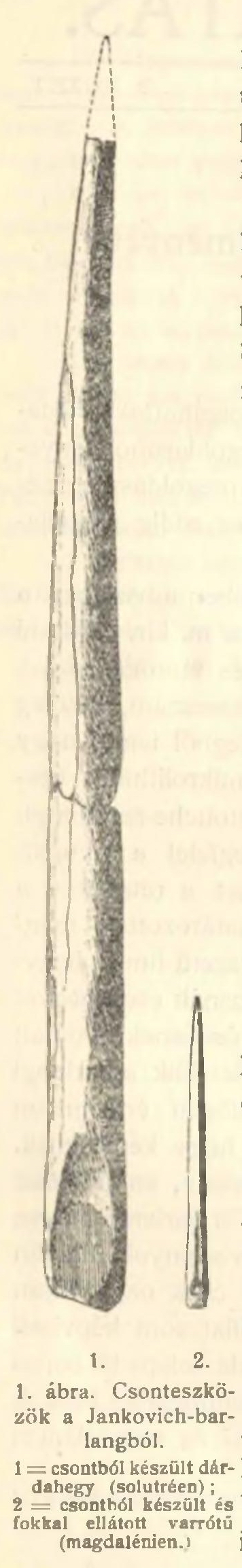
Jankovich-barlang, csonteszközök (1914)

A barlang formakincsére a nagy méretek jellemzőek. Hatalmas termekből áll, amelyeknek mennyezetei kupolaszerűek. A barlang oldalfalain sok gömbfülkeszerű bemélyedés található és gömbfülkecsoportokból állnak a kupolás kürtők is. A barlangban nincsenek kristályképződmények, cseppkőképződményei pedig nagyon kicsik. Hosszú és egyenes járata arra utal, hogy a barlang egy hatalmas tektonikus hasadék mentén keletkezett (tektonikus preformáció). Helyzete és formakincse (gömbfülkéi) egyaránt arra vallanak, hogy hidrotermális kialakulású, és a törésvonalon feltört egykori hévizek oldották ki. Az Öreg-kő keskeny rögén nincs hely nagyobbméretű térbeli hidrográfiai rendszer létrejöttére, ezért a leszálló hideg karsztvíz nem tudott volna itt nagyobb méretű barlangot kialakítani. A barlangból hiányoznak ugyan a hidrotermális eredetű ásványlerakódások, de a közelben lévő, nagyjából azonos szinten elhelyezkedő és részben hasonló formájú zsombolyokban megtalálhatók a hévizes ásványképződmények. A Jankovich-barlang két kürtője valószínűleg a hévforrás feltörésének fő helyeit jelzi.
A barlang az ópleisztocénban (vagy esetleg a pliocén legvégén) alakult ki. Ezt támasztja alá az is, hogy a barlangban lévő üledék (fosszíliái és régészeti leletei alapján) a közép- és újpleisztocén korokból származik. A barlangot magasra kiemelték az erózióbázis fölé a fiatal, újpleisztocén kéregmozgások. Emiatt jelenleg a barlang már teljesen száraz és a pusztulás előrehaladottabb állapotában van. Felszakadt a bejárathoz közelebbi kupolája. Elpusztultak hidrotermális ásványképződményei és alját több méter vastagon barlangi agyagréteg töltötte ki. A barlangban nincsenek jelentősebb cseppkőképződmények. Nagyon hozzájárult a barlang pusztulásához a kőfejtés is. A kőbányászatot, amely elpusztította a barlang külső, bejárati szakaszát (mesterséges felszakadás), csak a régészeti kutatások kezdetekor, az 1910-es években hagyták abba. Az Öreg-kő legvadabb és legszebb sziklarészei a gerinc É-i végén: az Öreg-kő forrás és a Jankovich-barlang környékén vannak. Utóbbi helyen kb. 50 m magas és csaknem teljesen sima, függőleges sziklafalrész figyelhető meg, amely iskolapéldája lehet a típusos csúszási felületnek (facetta, hanisch).
Korpás Emil röviden megemlítette a Jankovich-barlangot, de (helytelenül) teraszos forrásbarlangnak (karsztos patakbarlangnak) írta le. A barlanggal régészek (Hillebrand Jenő és Kadić Ottokár), valamint paleontológusok (Kormos Tivadar és Lambrecht Kálmán) is foglalkoztak, de ők nem vizsgálták a barlang eredetét és formáit, hanem csak régészeti és őslénytani kutatásokat végeztek benne. A barlangban többször volt eredményes ásatás. Először, 1913–1915-ben Hillebrand Jenő Baits Györgynek, Bajót akkori főjegyzőjének támogatásával, majd Kormos Tivadar és Lambrecht Kálmán, végül 1917–1919-ben Kadić Ottokár és Szalay Ákos. Az ásatásokkal nagyon értékes őslénytani leleteket (pleisztocén barlangi medve, ló stb. csontokat) és régészeti leleteket (a magdalénien II. és a solutréi kultúrából) találtak. Magyarország legelső barlangjai közé tartozik ősrégészeti szempontból a barlang. Először Hillebrand Jenő, majd Venkovits István térképezték fel a barlangot.
A Jankovich-barlanggal vetekszik szakmai és turisztikai érdekesség szempontjából az Öreg-kői 1. sz. zsomboly, amelynek a Jankovich-barlangtól É-ra 70–80 m-re és kb. 30 m-rel lejjebb van a bejárata. Az Öreg-kői 1. sz. zsomboly a Jankovich-barlanghoz hasonlóan hévizes eredetű barlang, amelyet pl. az Öreg-kői 1. sz. zsomboly helyzete bizonyít (ahogy az már a Jankovich-barlanggal kapcsolatban említve lett). A Jankovich-barlanghoz viszonyítva alacsonyabbra lett kiemelve az Öreg-kői 1. sz. zsomboly. Emiatt a zsomboly fiatalabb a Jankovich-barlangnál és a járatait kioldó hévforrásfeltörések csak a középső pleisztocénben történtek. Az Öreg-kői 2. sz. zsombolyban történt hévízfeltörés a pleisztocén közepén történhetett, mert az Öreg-kői 2. sz. zsomboly a Jankovich-barlangnál lejjebb, az Öreg-kői 1. sz. zsombollyal kb. azonos tszf. magasságban van. Az Öreg-kő barlangjai, a Jankovich-barlang kivételével, mind azonos szintben (300–310 m tszf. magasságban) nyílnak. A Jankovich-barlang kissé magasabban (330 m tszf. magasságban) található. A tanulmányba bekerült a bajóti Öreg-kő és környékének helyszínrajza (terv.: Leél-Őssy Sándor, rajzolta: Németh L.). A rajzon jelölve van, hogy hol helyezkedik el a Jankovich-barlang.
Az Archaeologiai Értesítő 1955. évi évfolyamában az olvasható, hogy a lovasi festékbánya kora a würm interstadiálisnak valószínűleg az első harmadára, de mindenképpen a jégmentes szakaszra tehető, és kultúrája azonosítható a Jankovich-barlang, a Szelim-lyuk, a Csákvári-barlang, a Pilisszántói 2. sz. kőfülke, a Kis-kevélyi-barlang, a Bivak-barlang és a Magyarországon kívül található, de leletanyagában azonos Pálffy-barlang felső rétegének leleteivel, melyeket közös megjelöléssel a szeleta-kultúra dunántúli csoportjának nevezünk.

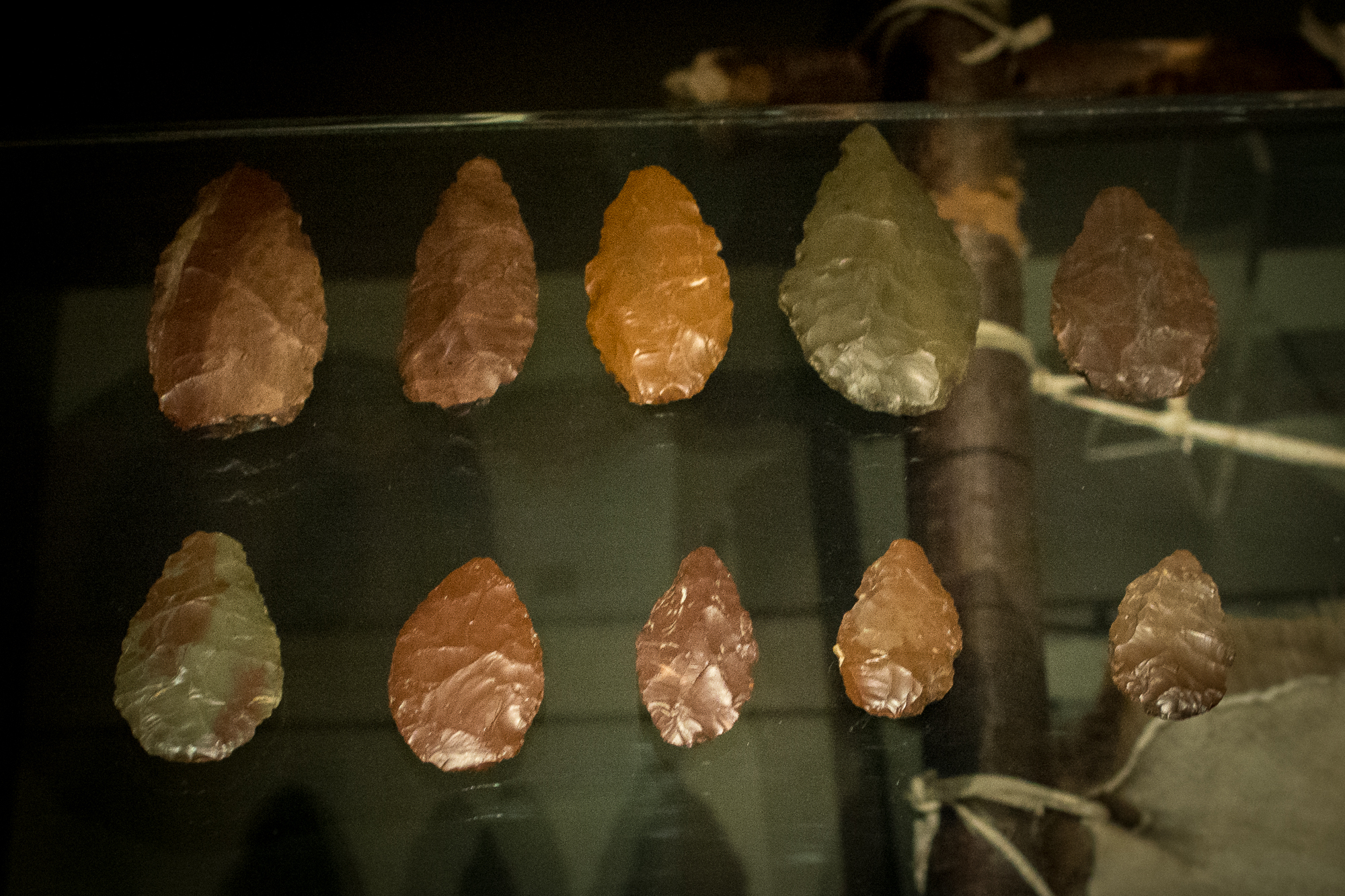
A Jankovich-barlangból előkerült leletek

Az 1956. évi Földrajzi Értesítőben napvilágot látott, Láng Sándor által írt tanulmányban az olvasható, hogy a Központi-Gerecse barlangjai közül különösen a Jankovich-barlanggal foglalkoztak sokat a barlangtani irodalomban. A barlangot hordozó sziklatömb K felé néző lejtője egyetlen függőleges, óriási csúszáslap. A bajóti Öreg-kőben van viszonylag a legtöbb barlang a Központi-Gerecsében. Az Öreg-kőről kisebb-nagyobb aknabarlangok és forrásbarlangok egész sorát írták le a barlangkutatók. Egyikből, a Jankovich-barlangból a korábbi ásatások már az ősember nyomait is feltárták. Legrészletesebben és legkorszerűbben Leél-Őssy Sándor tanulmányozta a barlangokat, aki szerint az Öreg-kő barlangjai és a két aknabarlang hévizes eredetű, amit a barit és több hidrotermális ásvány, valamint a sok gömbfülke bizonyít. A tanulmányban van egy metszetrajz, amelyen az Öreg-kő és környéke van ábrázolva. A rajzon látható a barlang földrajzi elhelyezkedése.
Az 1956. évi Karszt- és Barlangkutatási Tájékoztatóban publikált beszámolóban közölve lett, hogy a magyar barlangkutatók második országos ankétjének 1956. augusztus 19-én tartott második ülésszakán Rádai Ödön olvasta fel Vértes László előadását, amelynek címe A barlangkutatással kapcsolatos legújabb ősrégészeti és őslénytani kutatások. Az előadásban elhangzott, hogy nagyjelentőségű megfigyeléseket végeztek a Jankovich-barlangban. A Magyar Állami Földtani Intézet 1957. évi évkönyvében kiadott, Jaskó Sándor által írt tanulmányban, a tanulmányhoz kapcsolódó 5. számú térképmellékleten látható a Jankovics barlang földrajzi elhelyezkedése. Az 1957. évi Természetjárásban lévő áttekintés szerint a Gerecse hegységben található Jankovich-barlang nagyon látogatott barlang. Az Öreg-kő K-i lejtőjén, a hegytető alatt 20 m-re helyezkedik el. Széles, magas bejárata, 8 m-es nyitott kürtője impozáns látvány. Fontos őslénytani és ősrégészeti lelőhely.

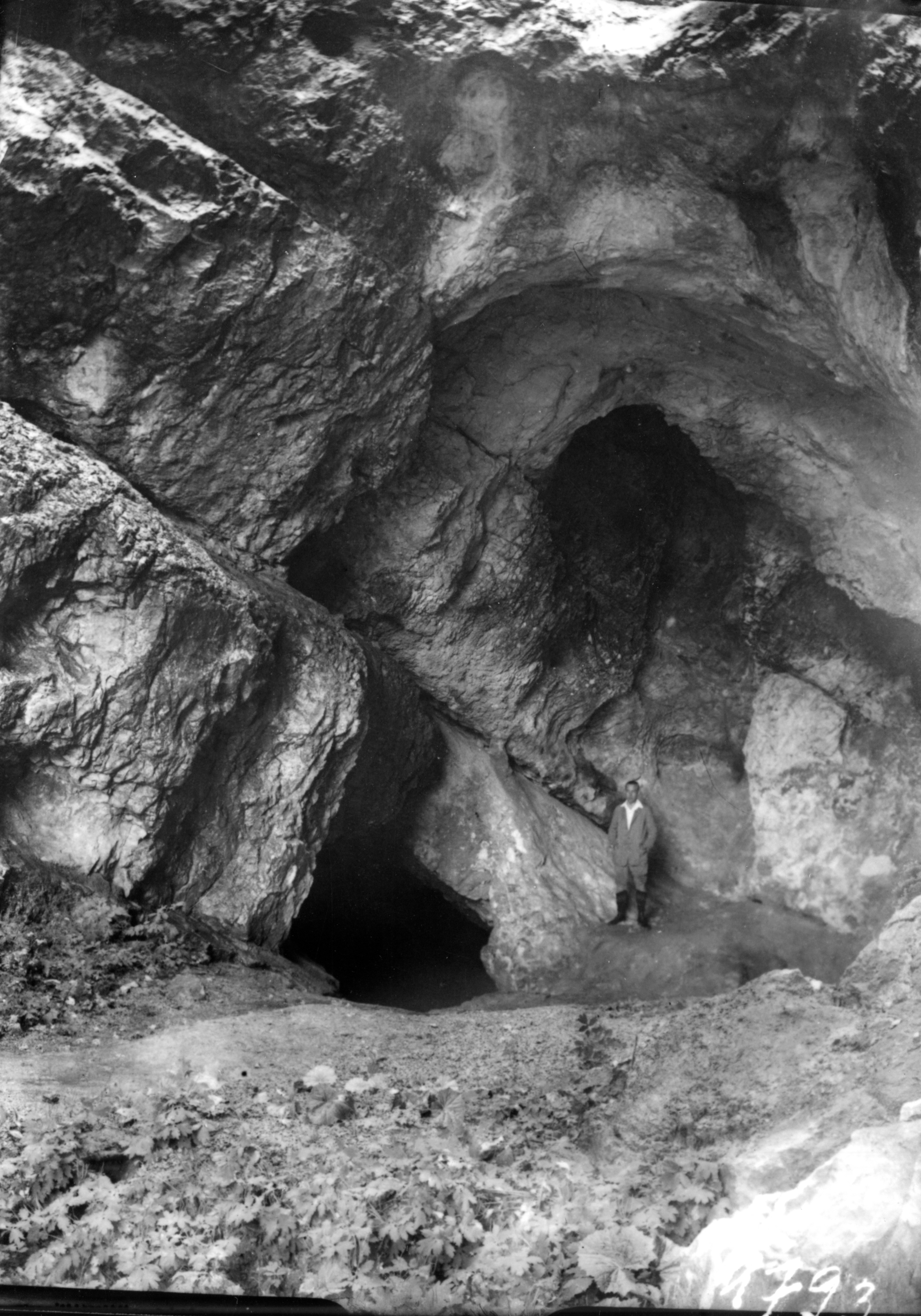
A Jankovich-barlang Bekey Imre Gábor fényképén

Az 1959-ben kiadott Gerecse útikalauzban szó van arról, hogy a Gerecse hegység néhány barlangja, közülük főleg a Jankovich-barlang és a Szelim-lyuk messze földön ismert. A két barlangnak beszakadt kupolái és a tudomány számára nagyon értékes őslénytani leletei vannak. A Gerecse hegység egyik, híres ősrégészeti lelőhelye (a tatai gimnázium alatt lévő lelőhely és a Szelim-lyuk mellett) a Jankovich-barlang. A kiadványban látható az 1956. évi Földrajzi Értesítőben publikált metszetrajz, amelyen az Öreg-kő és környéke van ábrázolva vázlatosan. A vázlatrajzon látható a Jankovich-barlang földrajzi elhelyezkedése. A bajóti Öreg-kő felső triász mészkörögének viszonylagos kicsisége mellett formakincsével, ősrégészeti leleteivel és barlangjaival a Gerecse hegység talán legérdekesebb és legértékesebb helye. Akiket részletesen érdekel az Öreg-kő, azok megtalálhatják a hegy Leél-Őssy Sándor által írt részletes leírását a Földrajzi Értesítő 1954. márciusi számában. Az Öreg-kő a nagyméretű két barlangjával (Jankovich-barlang, Baits-barlang), kőfülkéjével (Szalay-barlang), két aknabarlangjával (Öreg-kői 1. sz. zsomboly, Öreg-kői 2. sz. zsomboly) és a hegy É-i végén elhelyezkedő Öregkő-forrással a Gerecse hegység egyik legismertebb és legnevezetesebb túracélpontja.
A Bajóti Jankovich-barlang hidrotermálisan jött létre, mert a feltörő melegvíz tágította ki. Bajóttól K-re, alig 0,5 órára, az Öreg-kő meredek K-i sziklafalán, a hegytetőtől kb. 20 m-rel lejjebb van a barlang 10 m széles és magas bejárata. A bejárat után egy impozáns, 35 m hosszú csarnok található, amelynek van egy hatalmas, 8 m átmérőjű kürtője, néhány folyosója és ürege. Nagyon fontos őslénytani és ősrégészeti lelőhely. A Jankovich-barlangtól É-ra néhány lépésre helyezkedik el a Szalay-barlang. A Jankovich-barlangnál kisebb Baits-barlang a Jankovich-barlangtól K-re, néhány m-rel lejjebb van. A barlangok előtt található magas, pados sziklafal tetejéről K-re félkörben nagyon szép kilátás van a Dunától kezdve a Gete és a keleti dombvidék erdős magaslataira, illetve a Kő-hegyre.
A Bükk hegység barlangvilága után a Gerecse hegységben (a Jankovich-barlangban, a Szelim-lyukban és a tatai gimnáziumot hordozó mésztufadomb takarója alatt) találhatók meg az ősember legérdekesebb, legfontosabb magyarországi nyomai. A Gerecse hegység egyik, külföldön is ismert, magyarországi viszonylatban pedig a legfontosabbak közé tartozó ősrégészeti lelőhelye a bajóti Öreg-kőn lévő Jankovich-barlang. A hegycsúcs alatt K-re fekszik a hatalmas, beszakadt kupolájú barlang. A Hillebrand Jenő által 1913-ban elkezdett ásatásokkal a barlang alját kitöltő agyagból a történelem előtti ember solutréen és magdalénien kultúrájának sok eszköze, illetve értékes ősemlős és madárfauna került elő. A legértékesebb leleteket (egy csontárat, egy iramszarvascsontból készült fütyülőt, egy arasznyi hosszú, fényesre csiszolt csontpálcát, amely mammutagyarból készült, barlangi medve fogából készített pengéket, kőből készült lándzsahegyeket, egy csontból készült, állatfejet ábrázoló dísztárgyat, amely az első szobrászati emléknek minősül) a barlang belső folyosójában – az ősember kedvenc tartózkodási helyén – fedezték fel.

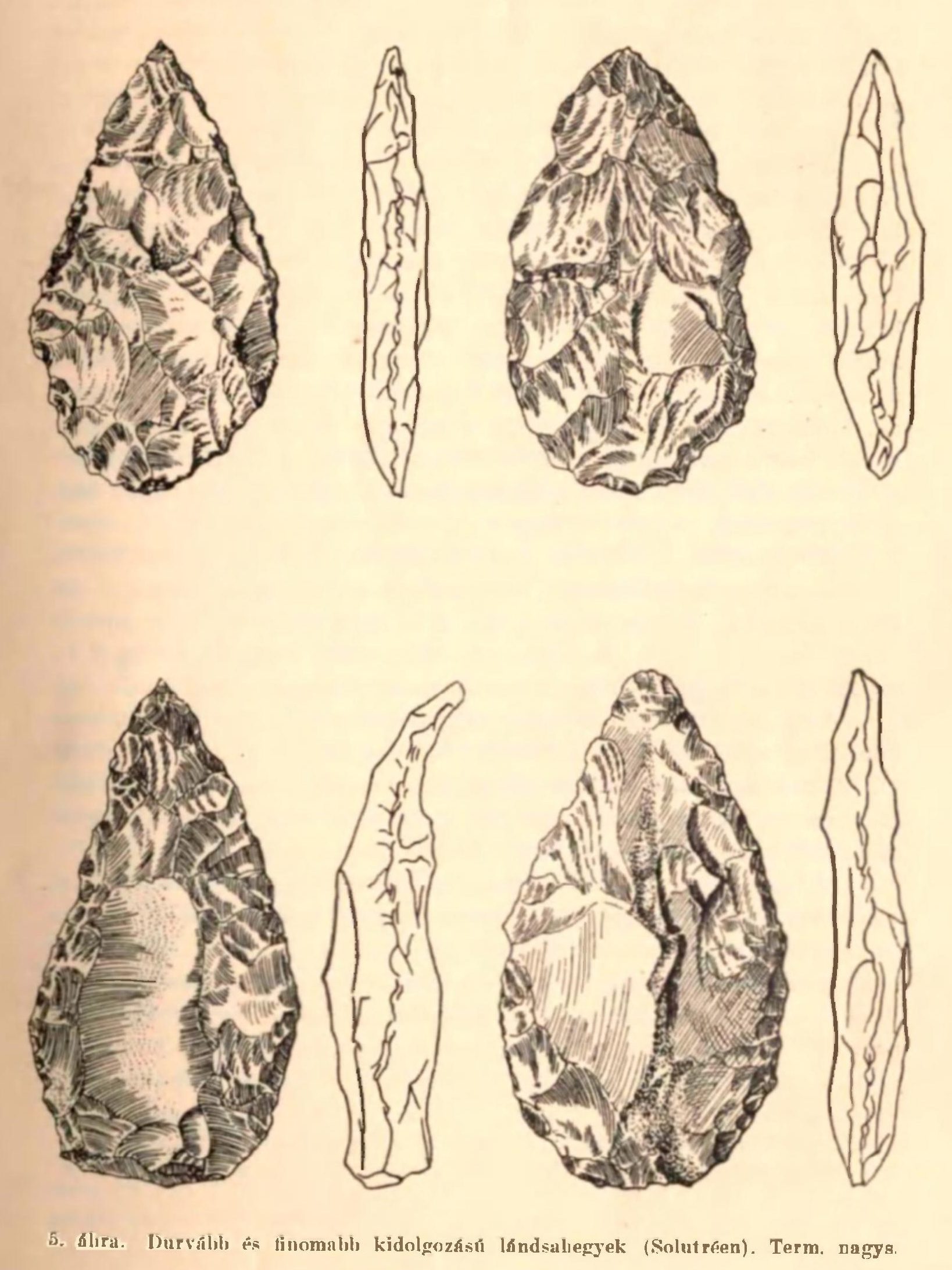
Jankovich-barlang, solutréen lándzsahegyek (1915)

Vértes László és társai új ásatásokat végeztek a barlangban az utóbbi években, amelyek megint értékes eredményekkel jártak. A barlangban lévő kitöltés rétegeiből érdekes következtetéseket lehet tenni a száraz és nedves klíma változásaira, ezen kívül kb. 40 db pattintott kőeszközt (pl. kovapenge, szilánk) találtak, amelyek viszonylag kis területen helyezkedtek el. A szeleta-kultúra magyarországi két lelőhelye közül a Bükk hegységi darabszám tekintetében némileg gazdagabb ugyan, de a Gerecse hegységi lelőhelyen kidolgozottabb, a franciaországi híres leletekhez hasonlóbb kőeszközök fordultak elő. Az Öreg-kő hatalmas szirtjei, gyönyörű kilátása és messze földön híres barlangjai a turisták érdeklődésére méltán számíthatnak. Az Öreg-kő K-i oldala alatt, az Elektromos Turisták régi jelzőtáblájánál rá kell térni az országos kéktúra kék jelzésére, amely meredek ösvényen Ny-i irányban a hegy oldalában felvezet a hegy tetejéhez közel lévő Baits-barlanghoz és Jankovich-barlanghoz. Az évtizedekkel ezelőtt elhelyezett kapaszkodók és hágcsóvasak, amelyek jelenleg már csak részben vannak meg, teszik könnyűvé az utat. A barlangok alatt K-re levezető, néhány helyen vascsőből készült hágcsóvasakkal és kapaszkodókkal ellátott meredek ösvényen lehet lejutni az Öreg-kő lábához.
Az 1960. évi Karszt- és Barlangkutatásban napvilágot látott tanulmányban az van írva, hogy az örvös lemming előfordulása a Tekeres-völgyben nem elszigetelt jelenség, mint a közép-franciaországi lelőhelyeken, mert a Budai-hegységben és a Gerecse hegységben több barlangban, például a Jankovich-barlangban is előfordult a faj. Csak a törpehörcsög mai elterjedési területe szól az örvös lemminggel és északi pocokkal közös elterjedési terület ellen, itt azonban az egyéb lelőhelyeken, például a Jankovich-barlangban szerzett tapasztalatok igazolják, hogy ezek előfordultak együtt is az utolsó hideghullámkor.
Az 1962-ben kiadott, A barlangok világa című könyvben az olvasható, hogy Magyarországon a barlangi gravetti gazdag lelőhelyei a Dunántúli-középhegység barlangjai: a Pilisszántói-kőfülke, a Jankovich-barlang és a Kis-kevélyi-barlang felső rétegei. Az Öreg-kő meredek K-i sziklafalának D-i végében, a völgy talpa felett kb. 75 m-re, a csúcs alatt kb. 70 m-re, kb. 330 m Adria feletti magasságban van a Jankovich-barlang hatalmas bejárata. Két teremből áll a 33 m hosszú barlang. A külső terem kupolája a Szelim-lyukhoz hasonlóan kilyukadt a felszínre. Kb. 8 m magas vakkürtőben ér véget a belső terem kupolája. Hévizes eredetű barlang Leél-Őssy Sándor szerint. Az 1910-ben kezdett ásatásokkor nagyon gazdag őslénytani és ősrégészeti anyagot találtak benne Hillebrand Jenő, Kadić Ottokár, Kormos Tivadar és Szalay Ákos. A Jankovich-barlangtól néhány m-re nyílik a Baits-barlang és a Szalay-barlang, a Jankovich-barlangtól kb. 80 m-re nyílik az Öreg-kői 1. sz. zsomboly. Az 1964. évi Karszt- és Barlangkutatási Tájékoztatóban szó van arról, hogy a borsodi Bükk hegység klasszikus barlangvidékén lévő barlangok ásatása után történt a Budapest környékén nyíló barlangok, sziklafülkék, pl. a bajóti Öregkő-barlangja ásatása.

### 1965

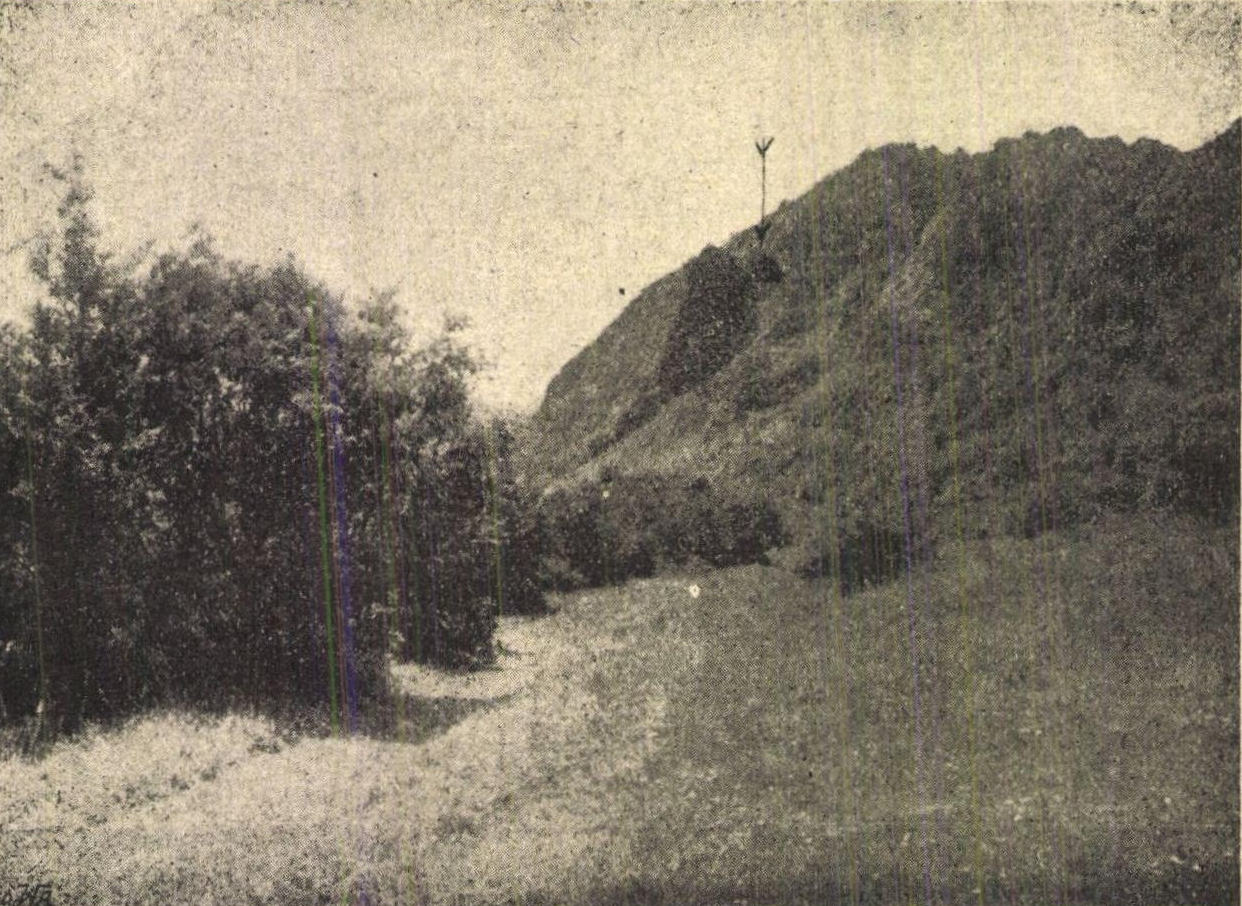
A bajóti Jankovich-barlang (nyíllal jelölve a barlang helye) fényképe az 1926. évi Esztergom Évlapjai című folyóiratban

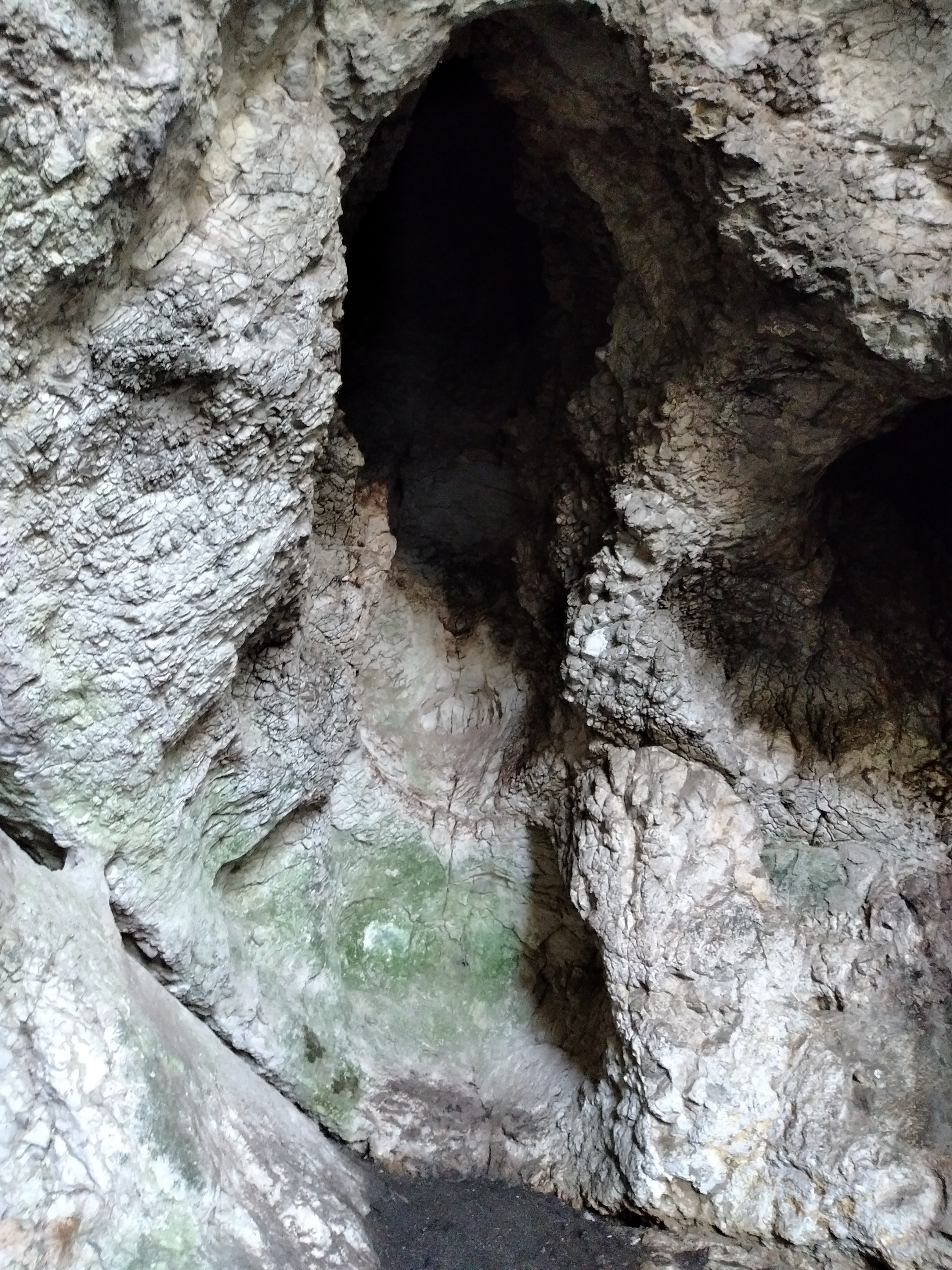
Részlet a Jankovich-barlang belsejéből

Vértes László 1965-ben kiadott könyvében szó van arról, hogy a Jankovich barlang korai barlangi gravetti kultúrája (Kretzoi–Vértes) a W 2-ből származik. A barlang késői barlangi gravetti kultúrája az Alleröd-posztglaciálisból származik. Legkézenfekvőbb lenne a régészek és a rokon szakterületek kutatóinak tapasztalatai alapján kialakítani saját nevezéktant, és pl. Jankovich-glaciálisról beszélni. 1907 és 1912 között majdnem mindegyik magyarországi nagyobb paleolit lelőhelyen történt ásatás, pl. a Jankovich barlangban is. Hillebrand Jenő az 1911-től általa végzett ásatásokkal, különösen pl. a Jankovich barlang ásatásával, a legfontosabb magyarországi paleolit leleteket találta meg. A Három-kúti-barlang szakócaszerűsége a Jankovich-barlang leleteivel analóg. A 21. ábra a magyarországi moustéri és szeleta-kultúrájú lelőhelyek eszköztípusainak Bordes-módszerű kumulatív grafikonja a fontosabb eszköztípusok figyelembevételével. Az ábrán láthatók a Jankovich-barlang szeleta-kultúrájú eszközei. A Jankovich-barlang szeleta-kultúráját a régibb solutréi kultúrába sorolták 1915-től. A Három-kúti-barlangból egy bulbusos, jankovich-barlangi típusú szeleta-kaparó került elő. A Három-kúti-barlang levélkaparójának és szeleta-kaparójának közeli megfelelői találhatók a Jankovich-barlang eszközei között. A Jankovich-barlang idős solutréi kultúrája tájfajta.
Az egyetlen statisztikusan vizsgálható szeletai-kultúrájú leletegyüttes, amely a Dunától Ny-ra került elő, a Jankovich-barlang leleteiből áll. A barlang Bajót határában, az Öreg-kő csúcsa alatt nyílik és É felé tekint. 1913-tól 1925-ig, a gazdaságilag legnehezebb időkben tárta fel Hillebrand Jenő, aki ekkor hadifoglyokkal és katonákkal ásatott. Ez némileg érződik az eredményeken is. A külső nagy teremből és a később felfedezett hátsó üregből álló barlangban, a humusz alatt sárga mészkőtörmelékes agyag, ez alatt zöldes kitöltés, legalul megint sárga plasztikus agyag lett feltárva. A hátsó üregben Hillebrand Jenő a vékony, sárgás réteg alatt vörös kitöltést talált, amely 6 m-nél vastagabb volt. Ebben feküdtek a szeleta-kultúrájú eszközök. Az ásatásokkor nem osztotta szintekre a rétegeket, ezért nem lehet tagolni a szeletai-kultúrájú leleteket. 1956-ban, amikor megint kutatás történt a barlangban (Vértes–Jánossy), már sehol sem lehetett felfedezni bolygatatlan szeletai-kultúrájú rétegeket. Barlangi gravetti kultúra került elő a felső, szeleta-kultúra felett lévő sárga kitöltésanyagból.
A Jankovich-barlang szeleta-kultúrája sok vonásban különbözik a Bükk hegységben lévőtől. Főleg abban, hogy csonteszközös. 137 vizsgált eszköze közül 21 (15,3%) csontból készült. Közöttük Olschewa-hegyek és hasított alapú hegyeknek meghatározható lándzsahegyek kerültek napvilágra. A Bükk hegységben lévő kifejléstől különbözik abban is, hogy eszközein nagyon erős levalloisi hatás figyelhető meg. Megmunkált a mérhető leütési felszínek 68%-a. Gyakori eszköztípusa a nagybulbusú, általában levalloisi leütési felszínű, levél alakú szilánk, amelyet néhány esetben moustiéri kultúrájú hegyhez hasonlóan munkáltak meg, néhány esetben pedig egyoldalú levélkaparókat készítettek belőlük (12,4%).
Levélhegyei is különböznek a Szeleta-barlangéitól. A korai szeleta-kultúra jellegű durva levélkaparóktól a finoman kidolgozott, fejlett levélhegyekig valamennyi átmenet megtalálható közöttük. De ezeket a levéleszközöket nem magkőtechnikával alakították ki, hanem szilánkból, ezért keresztmetszetük leginkább plankonvex. Változatosak körvonalaik. Van közöttük háromszögletű és nyeles alak is. Az iparban 35 (25,5%) levélhegy van. A szeleta-kaparók, amelyeket lehet, hogy a bulbusos, levél alakú szilánkok helyettesítenek, itt ritkábbak (3,6%), a moustiéri jellegű kaparók aránya 11,6%. A leletek között publikált kosfej alakú idolszerűség véletlen forma, mert az egy beteg, kinövésekkel borított csonttöredék.
A 27. ábra a Jankovich-barlang rétegsorát (a barlang hosszmetszet térképén) mutatja be. Az ábra Hillebrand Jenő munkája alapján lett rajzolva. A 28. ábrán a Jankovich-barlang újabb ásatásának a bejáratnál lévő rétegsora figyelhető meg. Az eszközök között dominál a tömbkova. 39%-uk radiolaritból vagy félopálból lett kialakítva. A Jankovich-barlang szeleta-kultúrájában az eszközök átlaghossza 48,68 mm, varianciája 290,78, a méretarány átlaga 54,88, varianciája 250,47. A domináns retusszög 60°. A leggyakoribb retusfajta a felszíni-lépcsős kombináció, 36,4%. A Jankovich-barlang szeletai ipara nem tér el pl. hosszméret szempontjából a Szeleta-barlang korai kultúrájától, pedig tudjuk, hogy a kettő között talán a facies-különbségnél is nagyobb eltérés van. A Jankovich-barlang szeleta-kultúrája minden eltérése ellenére is a Bükk hegységben lévővel azonosnak bizonyult statisztikus összevetése alapján. Főleg a korai szinttel mutat egyezést. Nem a magyarországi szeleta-kultúra egy meghatározott sztrátuma, mint ahogy korábban gondolták, mert eszközkészletében az ásatási hiányosságok miatt összekeveredtek egy önálló fejlődési sor különböző fejlettségű eszközei.

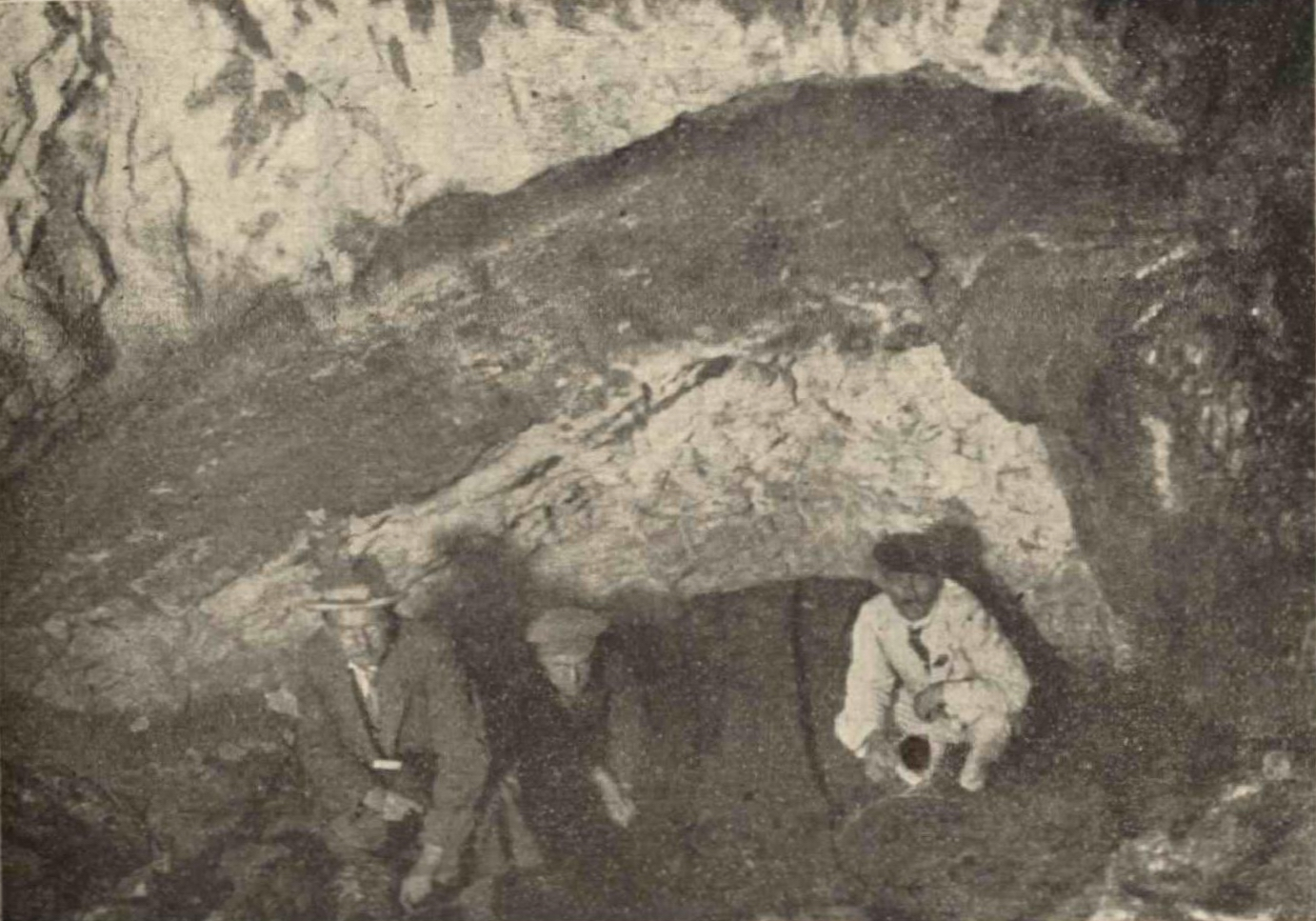
Jankovich-barlang, kupolás terem bejárata (1915-ben publikált fénykép)

Az újabb tatai leletanyagban lévő kaparókések nem állnak formailag távol egyes Jankovich-barlangi levél alakú szilánkoktól. A statisztikus összehasonlításkor nyilvánvalóvá vált, hogy a Jankovich-barlang és Tata között nincs származási kapcsolat. A 6 m-es rétegsoron belül nem ismert a csonteszközök pontos előkerülési helye. Leltárbavételük évszáma alapján a korábbi ásatásokon kerültek elő, tehát főleg a kitöltés felső szintjeiben helyezkedtek el. A barlang szeleta-kultúrájú rétegeinek helyzete bizonytalan sztratigráfiai szempontból. Faunája semmitmondó, barlangi medvés és tarándos állattársaság, amelybe lehet, hogy belekeveredett a felsőbb kitöltések anyaga. Növénymaradványaként a Pinus montana lett meghatározva Hollendonner Ferenc által, de az újabb felfogás szerint a Pinus montana fajt nem lehet szövettani alapon szétválasztani a Pinus silvestristől. A faunában a taránd gyakorisága hozzásegítette korábbi kutatóinkat ahhoz, hogy a francia rendszer alapján sorolják be a leletanyagot. A feltárási körülmények nehézségeire és arra való tekintettel, hogy a felső sárga vagy sárgásvörös rétegben a domináns faj a taránd, nagyon bizonytalan, hogy tényleg a szeleta-kultúra rétegéhez tartoznak-e a leírt maradványok.
A Jankovich-barlang szeleta-kultúrája összképében azonos a Bükk hegységben lévővel, de eltér tőle sok fontos részletében. Jelenlegi ismereteink szerint nem tudjuk rekonstruálni származási körülményeit és kora bizonytalan. Ezeknek a megválaszolatlan kérdéseknek a megoldására nem elegendők a barlangban még megtalálható rétegmaradványok. A Szelim-lyuk egyetlen biztos szeleta-kultúrájú eszközéhez, egy háromszög alakú, szakóca-kaparóra emlékeztető levélkaparóhoz minden szempontból hasonló alakokat a Jankovich-barlang eszközei között lehet találni. A Bivak-barlangból előkerült szeleta-kultúrájú, szép kidolgozású tipikus nyeles levélhegy megmunkálása a Jankovich-barlang kezdetleges hegyeiével azonos. A Bivak-barlanghoz közeli Jankovich-barlangban a W 3 maximumában már a jellegzetes, barlangi gravetti kultúra népe élt. A Pilisszántói 2. sz. kőfülke nagy bulbusú, szeleta-kultúrájú egyik kaparója a Jankovich-barlangra jellemző típusú.

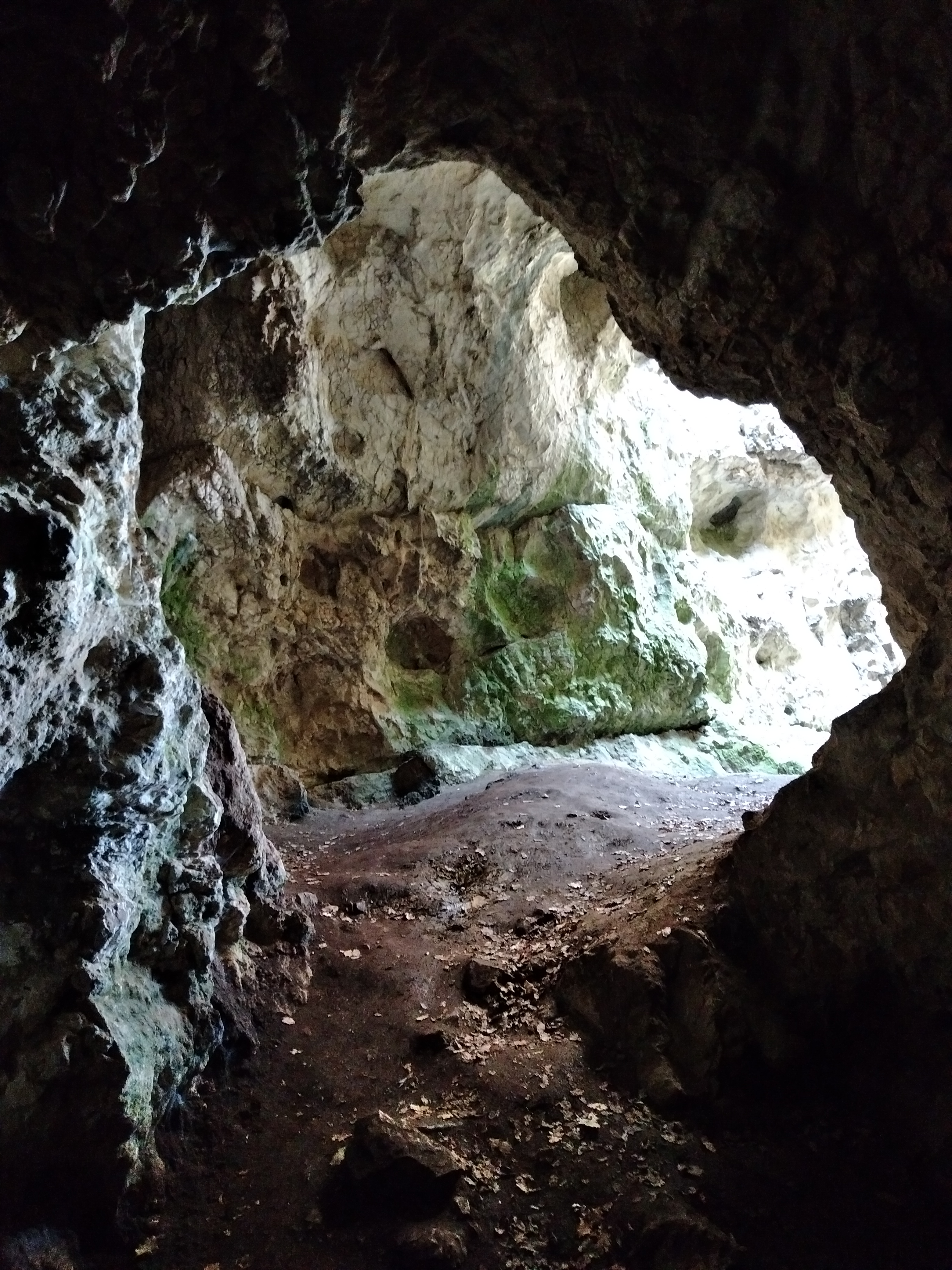
Részlet a Jankovich-barlang belsejéből

A Gábori Miklós által 1955-ben, a Hont környékén lévő babati határrészben gyűjtött szabályos, levél alakú három lándzsacsúcsról Gáboriné Csánk Vera azt írta később, hogy részben a Jankovich-barlang köréhez állnak közel. A Csákvári-barlang kovaeszközei között van felső paleolit jellegű, bulbusos radiolarit szilánk, amely emlékeztet a Jankovich-barlang eszközeire. A Csákvári-barlangból nem biztos rétegtani fekvésben előkerült őskőkori tárgyak a Jankovich-barlangban talált mammutagyar eszközökkel azonos megtartásúak, és megmunkálási módjukban is hasonlóak hozzájuk. Magyarországon a francia szisztéma korában nemcsak a löszleleteket határozták meg magdaléninek, hanem bizonyos fiatal barlangi iparokat is, amelyeket három dunántúli barlang jellemez legjobban: a Jankovich-barlang és a Kis-kevélyi-barlang felső rétegének, illetve a Pilisszántói-kőfülke teljes rétegsorának leletanyaga. Hillebrand Jenő figyelmét felkeltette egy Jankovich-barlangból származó nyeles hegy, amelyen Świdry (chwalibogowiczi) hatást mutatott ki.
A Pilisszántói-kőfülke őslénytani leletei alapján készült éghajlati folyamat rekonstrukció megegyezik a részletesen analizált jankovich-barlangi adatokkal. A Pilisszántói-kőfülke D1 rétege a Jankovich-barlang 6–7. rétegének, a Pilisszántói-kőfülke D2, D3, D4 rétege a Jankovich-barlang 8–10. rétegének, a Pilisszántói-kőfülke D5 rétege a Jankovich-barlang 11. rétegének felel meg. A Pilisszántói-kőfülke D6 és D7 rétege a Jankovich-barlang rétegeinél idősebbek. A Jankovich-barlang 1912-ben elkezdett ásatásain Hillebrand Jenő a legfelső sárga rétegben a pilisszántóiakhoz hasonló eszközöket talált. Az 1956. évi rétegtisztázó ásatáson még sikerült a barlang előterében bolygatatlan kitöltést felfedezni. A Hillebrand Jenő által megfigyelt egységes sárga réteget ezen a helyen két részre lehetett tagolni. A jelenkori humuszos talajréteg alatt barnássárga, ez alatt világos, sárgásbarna réteg feküdt. Az ásatáson 15–20 cm-es szintekben lett feltárva a kitöltés, és részben szitálással, részben iszapolással lett az anyag gyűjtve. A sokoldalú vizsgálatok súlypontját Kretzoi Miklós fauna-feldolgozása jelenti, amelyben először végzett abszolút hőmérsékletre vonatkozó számításokat.
A vizsgálatok alapján a klíma az alsó réteg lerakódása előtt enyhe, nedves volt. Ezt az időszakot meddő, sárga, plasztikus agyag képviseli, amelyre a gravetti réteg minden bizonnyal időbeli diszkordanciával települt. Ez utóbbinak lerakódása kezdetén az éghajlat hűvös-nedves volt, 14,3 °C júliusi átlaggal. A 10–9. és 8. szintben tipikus barlangi lösszé változik, amelynek júliusi átlaghőmérséklete 12,2 °C. Az idő ezután lassan melegszik fel egészen a 22 °C-os júliusi átlagig. Valószínűleg a W 3-at (a brandenburgi fázist) jelzi a hidegmaximum. Tekintettel arra, hogy a régészeti anyag a 10. szintig terjedt, a W 3 elején jelenhetett meg a Jankovich-barlangban a gravetti lakosság. Tehát később, mint a Pilisszántói-kőfülkében, és itt élt a fiatalabb driászig. A kitöltésanyagban hangsúlyozott és a faunában is megfigyelhető változás jelzi ezt az időszakot.

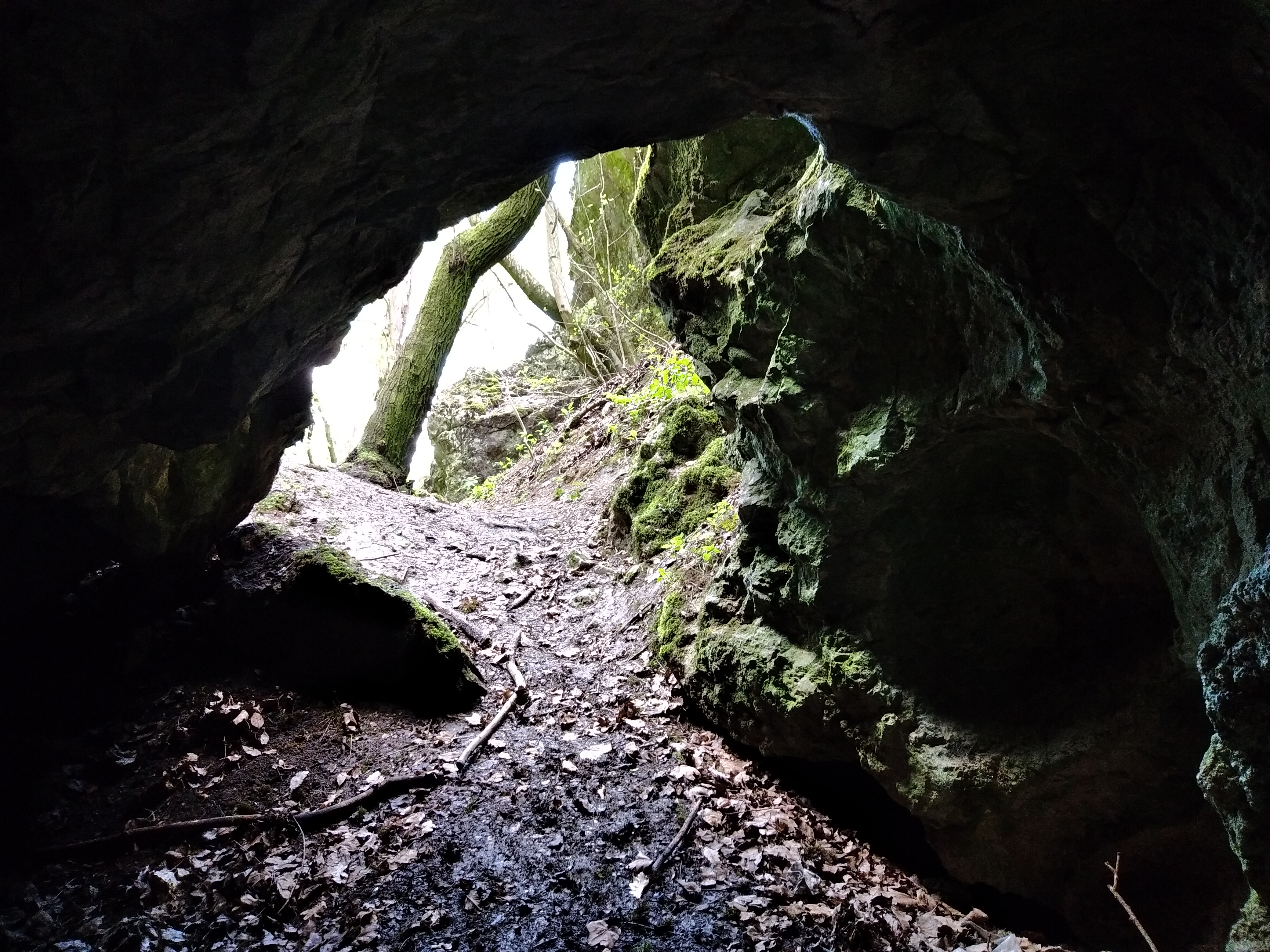
A Jankovich-barlang alsó bejárata belülről

A Jankovich-barlang régebbi ásatásokból származó gravetti leletanyaga a szeleta-kultúráétól nehezen választható el, mert együtt leltározták őket, rétegmegjelölés nélkül. A következő összeállításba csak az egyedileg publikált és a biztosan idetartozó darabokat vette fel Vértes László. Ez csak 36 eszköz, de ezek közül is (minden bizonnyal a második világháborúban) eltűnt egy zegzugos vonalakkal díszített csonthegytöredék és egy nyél-lyukas csonttű. Egy mammutagyarból faragott és függesztőlyukkal ellátott ékszer, vagy ahogy újabban feltételezik Vértes Lászlóék: zúgattyú, három díszítőmotívum-sorából egy letört és  elveszett. Elképzelhető, hogy ennek a rétegnek anyagához tartozik egy pseudometapódiumból készült ár és két csonthegy. A 30 kovaeszköz között 7 tompított hátú penge, 6 sima penge, 2 törpe és 1 nagy Gravette-hegy van. További két tompított hátú penge hátoldala lapos retussal van ellátva. Egy nagyon szép vakaró-árvéső kombináció, egy vakarópenge, nyeles hegy és egy különleges kidolgozású kettős árvéső alkotják a jellegzetesebb anyagot (71. tábla). A nyeles hegy Hillebrand Jenő publikációja óta Świdry jellegű eszközként ismert. A Jankovich-barlangból előkerült példány feltűnően részarányos nyelét a két perem felől meredek retussal hozták létre, de retusálatlan hátoldala. Csak az eszköz csúcsa körül van lapos hátoldali retus.
A barlang szeleta-kultúra leleteit tartalmazó és pilisszántói kultúra leleteit tartalmazó rétegeinek vizsgálva lett szemcseeloszlása. A szeleta-kultúra leleteit tartalmazó rétegek közül az 1. (barlangi medvés vöröses) rétegben 39 db 0,5 mm-nél nagyobb, 41 db 0,5–0,01 mm közötti és 20 db 0,01 mm-nél kisebb szemcse volt. A 2. (barlangi medvés vöröses) rétegben 6 db 0,5 mm-nél nagyobb, 66 db 0,5–0,01 mm közötti és 28 db 0,01 mm-nél kisebb szemcse volt. A 3. (barlangi medvés vöröses) rétegben 0 db 0,5 mm-nél nagyobb, 59 db 0,5–0,01 mm közötti és 41 db 0,01 mm-nél kisebb szemcse volt. A 4. (sárgásabb, barlangi medvés) rétegben 0 db 0,5 mm-nél nagyobb, 48 db 0,5–0,01 mm közötti és 52 db 0,01 mm-nél kisebb szemcse volt. Az 5. (sárga, plasztikus) rétegben 45 db 0,5 mm-nél nagyobb, 34 db 0,5–0,01 mm közötti és 21 db 0,01 mm-nél kisebb szemcse volt. A 6. (sárga, plasztikus) rétegben 0 db 0,5 mm-nél nagyobb, 20 db 0,5–0,01 mm közötti és 80 db 0,01 mm-nél kisebb szemcse volt. A 62. ábrán a szeleta-kultúrás rétegsor mintáinak szemcseeloszlás görbéje látható.

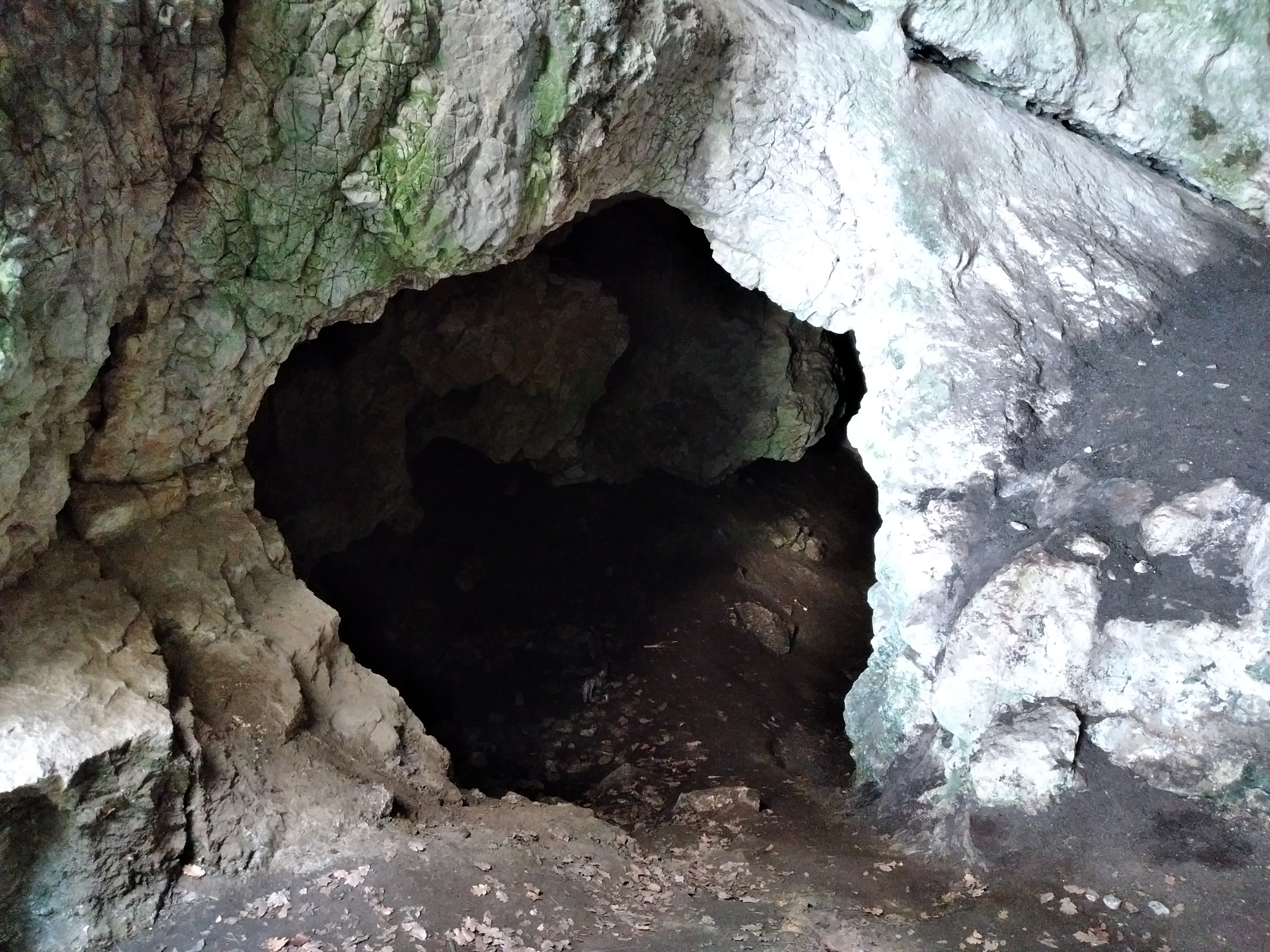
Részlet a Jankovich-barlang belsejéből

A pilisszántói kultúra leleteit tartalmazó rétegek közül az 1. (világosszürke) rétegben 54 db 0,5 mm-nél nagyobb, 40 db 0,5–0,01 mm közötti és 6 db 0,01 mm-nél kisebb szemcse volt. A 2. (sötétszürke) rétegben 57 db 0,5 mm-nél nagyobb, 37 db 0,5–0,01 mm közötti és 6 db 0,01 mm-nél kisebb szemcse volt. A 3. (sötétszürke) rétegben 66 db 0,5 mm-nél nagyobb, 31 db 0,5–0,01 mm közötti és 3 db 0,01 mm-nél kisebb szemcse volt. A 4. (sárgásbarna, sötét) rétegben 66 db 0,5 mm-nél nagyobb, 28 db 0,5–0,01 mm közötti és 6 db 0,01 mm-nél kisebb szemcse volt. Az 5. (sárgásbarna, sötét) rétegben 27 db 0,5 mm-nél nagyobb, 64 db 0,5–0,01 mm közötti és 9 db 0,01 mm-nél kisebb szemcse volt. A 6. (sárgásbarna, sötét) rétegben 43 db 0,5 mm-nél nagyobb, 43 db 0,5–0,01 mm közötti és 14 db 0,01 mm-nél kisebb szemcse volt. A 7. (sárgásbarna, sötét) rétegben 58 db 0,5 mm-nél nagyobb, 39 db 0,5–0,01 mm közötti és 3 db 0,01 mm-nél kisebb szemcse volt. A 8. (sárgásbarna, sötét) rétegben 32 db 0,5 mm-nél nagyobb, 64 db 0,5–0,01 mm közötti és 4 db 0,01 mm-nél kisebb szemcse volt. A 9. (sárgásbarna, világos) rétegben 24 db 0,5 mm-nél nagyobb, 69 db 0,5–0,01 mm közötti és 7 db 0,01 mm-nél kisebb szemcse volt. A 10. (sárgásbarna, világos) rétegben 12 db 0,5 mm-nél nagyobb, 74 db 0,5–0,01 mm közötti és 14 db 0,01 mm-nél kisebb szemcse volt. A 11. (világossárga agyagos) rétegben 15 db 0,5 mm-nél nagyobb, 76 db 0,5–0,01 mm közötti és 9 db 0,01 mm-nél kisebb szemcse volt. A 12. (világossárga plasztikus) rétegben 5 db 0,5 mm-nél nagyobb, 40 db 0,5–0,01 mm közötti és 55 db 0,01 mm-nél kisebb szemcse volt.

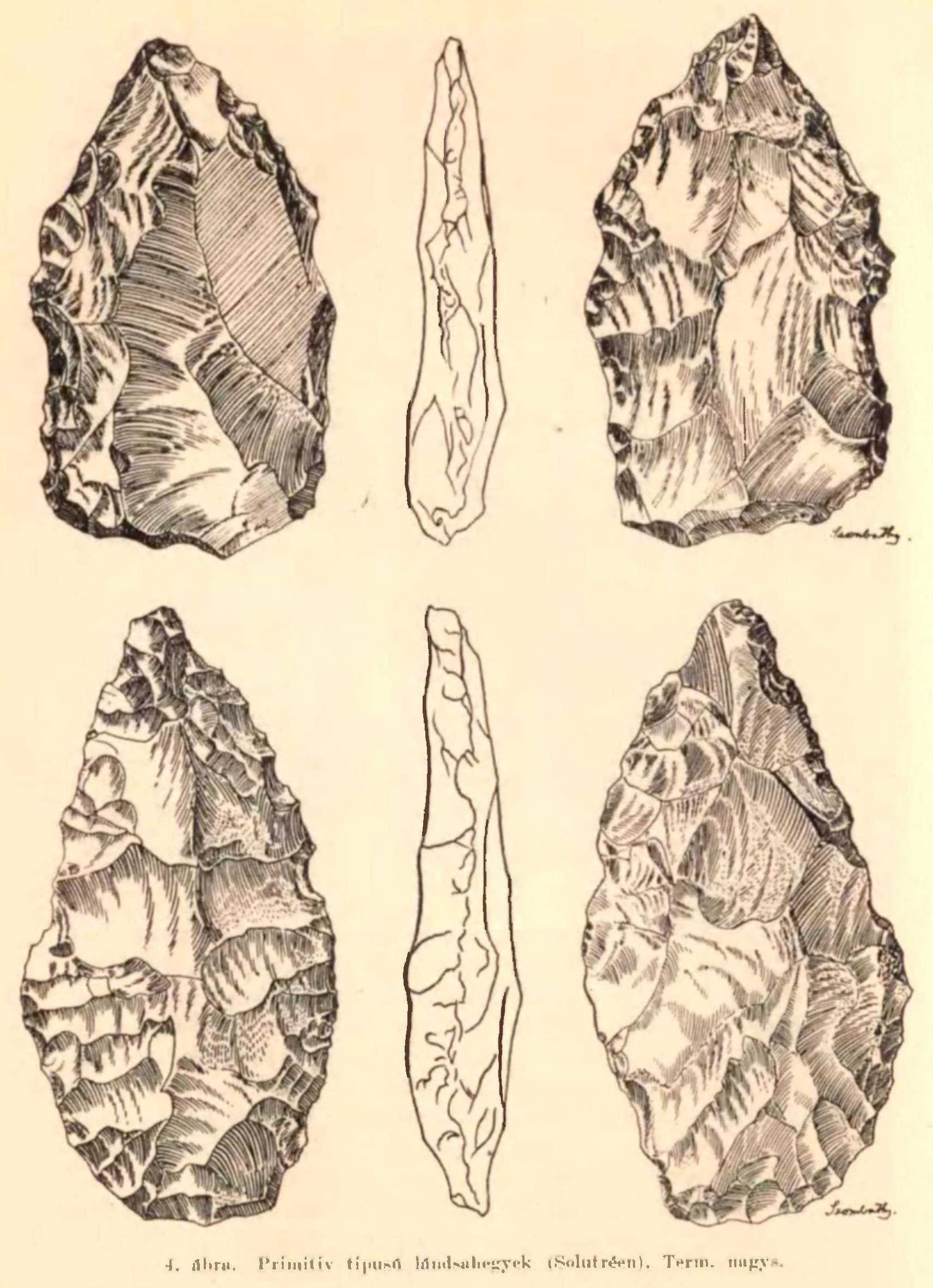
Jankovich-barlang, solutréen lándzsahegyek (1915-ben publikált rajz)

A Kis-kevélyi-barlang 145 kovaeszközből álló eszközkészlete elüt a Jankovich-barlang iparától. A Remete-barlangban talált obszidiáneszköznél a Jankovich-barlangban sem sokkal idősebbek a legfelső, kultúrahordozó rétegek. A Jankovich-barlang közelében több kisebb üreg lett átkutatva. Közvetlenül a Jankovich-barlang alatt helyezkedik el, sőt vele egy kürtővel össze van kötve a Baits barlang. A Baits barlangból előkerült egyetlen eszköz a Jankovich-barlang pilisszántói kultúrájának felel meg. A Szalay-barlang is a Jankovich-barlang közelében van.
A Kiskő-oldali-barlang a Jankovich-barlang és Bajót között húzódó völgyben található. A könyvben lévő 36. táblán látható a Jankovich-barlang bejárata. A 37. táblán a barlang két szeleta-kultúrájú eszközének, egy levélhegynek és egy levalloisi szilánknak két-két oldala figyelhető meg. A 38. táblán a barlang két szeleta-kultúrájú eszközének, egy egyoldalú levélhegyszerű levélkaparónak és egy levélkaparónak két-két oldala van bemutatva. A 71. táblán a Jankovich-barlang pilisszántói kultúrájának eszközei láthatók (1. vakarópenge, 2. vakarópenge – középső élű árvéső kombináció, 3. kettős árvéső, alul-felül ferdén csonkított pengén, 4. nyeles hegy, 5. Gravette-hegy, 6. tompított hátú penge. Az 1–3. és 5. eszköz természetes nagyság, a 4. és 6. eszköz két és félszeres nagyítás).

### 1968–1984
Az 1968. évi Karszt és Barlangban publikálva lett, hogy Vértes László 1951-ben a Magyar Nemzeti Múzeum Őskőkori Gyűjteményének lett a vezetője és ezután korszerű módszerekkel új ásatásokat irányított a klasszikus paleolitos lelőhelyeken, pl. a Jankovich-barlangban. A Bertalan Károly által írt és 1976-ban befejezett kéziratban ismertetve van a barlang Jankovich-barlang néven Baits-barlang, Bajóti I.sz.barlang, Bajóti Öregkő-barlang és Öregkő-barlang névváltozatokkal. A Gerecse hegységben, Bajóton, a Bajóttól K-re lévő Öreg-kő K-i sziklafalában, 80 m-rel a völgy felett, 20 m-rel a hegytető alatt van. A 354 m tengerszint feletti magasságban található bejárata 10 m magas és 10 m széles, háromszög alakú. A nevezetes ősrégészeti lelőhely környéke természetvédelmi terület. Az 50,5 m hosszú, 12 m széles és 22 m magas barlang alsó szintjét Baits-barlang néven szokták említeni. A csarnokszerű üreg utolsó harmadából a felszínig ér egy 6 m-es kürtő. Az ismertetés 7 irodalmi mű alapján lett írva.
1976-ban vált országos jelentőségű barlanggá a 4600-as (Gerecse hegység) barlangkataszteri területen lévő, bajóti Jankovich-barlang. Az 1976-ban kiadott, Bertalan Károly és Schőnviszky László által összeállított Magyar barlangtani bibliográfia barlangnévmutatójában meg van említve a Gerecse hegységben lévő barlang Bajóti-Öreg-kő-barlang néven Jankovich-barlang és Bajóti Öregkő-barlang névváltozatokkal. A barlangnévmutatóban fel van sorolva 51 irodalmi mű, amelyek foglalkoznak a barlanggal. Az 1976-ban összeállított, országos jelentőségű barlangok listájában lévő barlangnevek pontosítása után, 1977. május 30-án összeállított, országos jelentőségű barlangok listáján rajta van a Gerecse hegységben, Bajóton található barlang Jankovich-barlang néven.

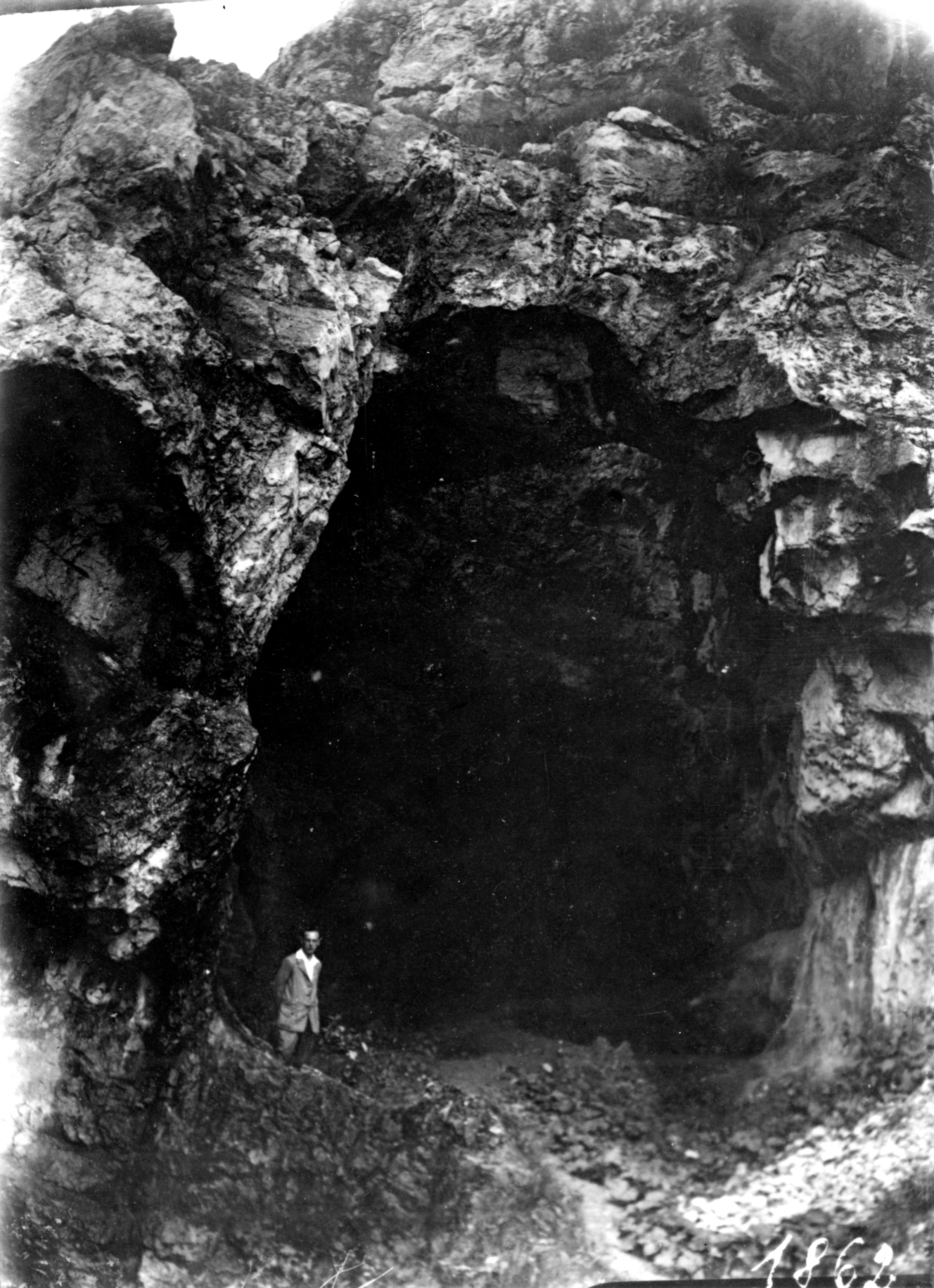
A Jankovich-barlang bejárata Bekey Imre Gábor fényképén

Az 1977. évi Karszt és Barlangban lévő, Jánossy Dénes által írt áttekintésben szó van arról, hogy említésre méltó a gerecsei Jankovich-barlang előterének Jánossy Dénes által végzett ásatása, amely a pleisztocén–holocén átmeneti időszak faunaváltozásairól jelentős adatokat nyújtott. A Petényi-barlang és a Rejteki 1. sz. kőfülke a dunántúli anyagnál említett jankovich-barlangi pleisztocén–holocén átmeneti sorozat más fáciessel jelentkező megfelelői. A publikációban van egy Magyarország térkép, amelyen azoknak a Magyarországon lévő barlangoknak a földrajzi elhelyezkedése figyelhető meg, amelyek őslénytani leleteik miatt ismertek. A térképen látható a Dunántúl lelőhelyei közé sorolt Jankovich-barlang földrajzi elhelyezkedése. A folyóirat 1977. évi különszámába bekerült az áttekintés angol nyelvű változata. Ebben a tanulmányban is közölve lett a térkép, amelyen Jankovich Cave a barlang neve.
Az 1977. évi Karszt és Barlangban lévő, Gábori Miklós által írt összefoglalásban közölve lett, hogy a Dunántúlon lévő lelőhelyek közül a Jankovich-barlangban is új hitelesítő ásatás történt. A dunántúli szeletien lelőhelyei közül legfontosabb a Gerecse hegységben elhelyezkedő Jankovich-barlang és még néhány kis barlang, amelyek a Dunántúl ÉK-i szegletében vannak. A dunántúli szeletien új neve első és legfontosabb lelőhelye (Jankovics-barlang) miatt jankovichien. A tanulmányban van egy Magyarország térkép, amelyen a Magyarországon lévő, régészetileg kutatott barlangok földrajzi elhelyezkedése figyelhető meg. A térképen látható a Dunántúl lelőhelyei közé sorolt Jankovich-barlang földrajzi elhelyezkedése. A folyóirat 1977. évi különszámába bekerült az összefoglalás angol nyelvű változata. Ebben a tanulmányban is közölve lett a térkép, amelyen Jankovich Cave a barlang neve. Az 1978. évi Karszt és Barlangban lévő, Jánossy Dénes által írt megemlékezés szerint Vértes László az Istállós-kői-barlang ásatásán kifejlesztett komplex vizsgálati módszerekkel végezte pl. a Jankovich-barlang ásatását.
Az 1979-ben kiadott, Komárom megye régészeti topográfiája című könyvben szó van arról, hogy Bajóton, az Öreg-kő csúcsa alatt, 330 m tszf. magasságban van a Jankovich-barlang É-ra tekintő bejárata. A 19. század végén kőbányászással el lett pusztítva a barlang eleje. Jelenleg egy nagy, 27 m hosszú, 5–8 m széles, a kürtős részt leszámítva 5–6 m magas teremből, valamint az ehhez kapcsolódó 15 m hosszú és 3–4 m széles hátsó üregből áll a barlang. A Jankovich-barlang, a Baits-barlang és a Szalay-barlang a 2/16. sz. lelőhely (barlang, paleolitikum, rézkor, középkor). A Jankovich-barlang az egyik legfontosabb paleolitikus lelőhely a Dunántúlon. Hillebrand Jenő több részletben ismertette az 1913–1918 és 1924–1926 között a barlangban általa végzett ásatás eredményeit.

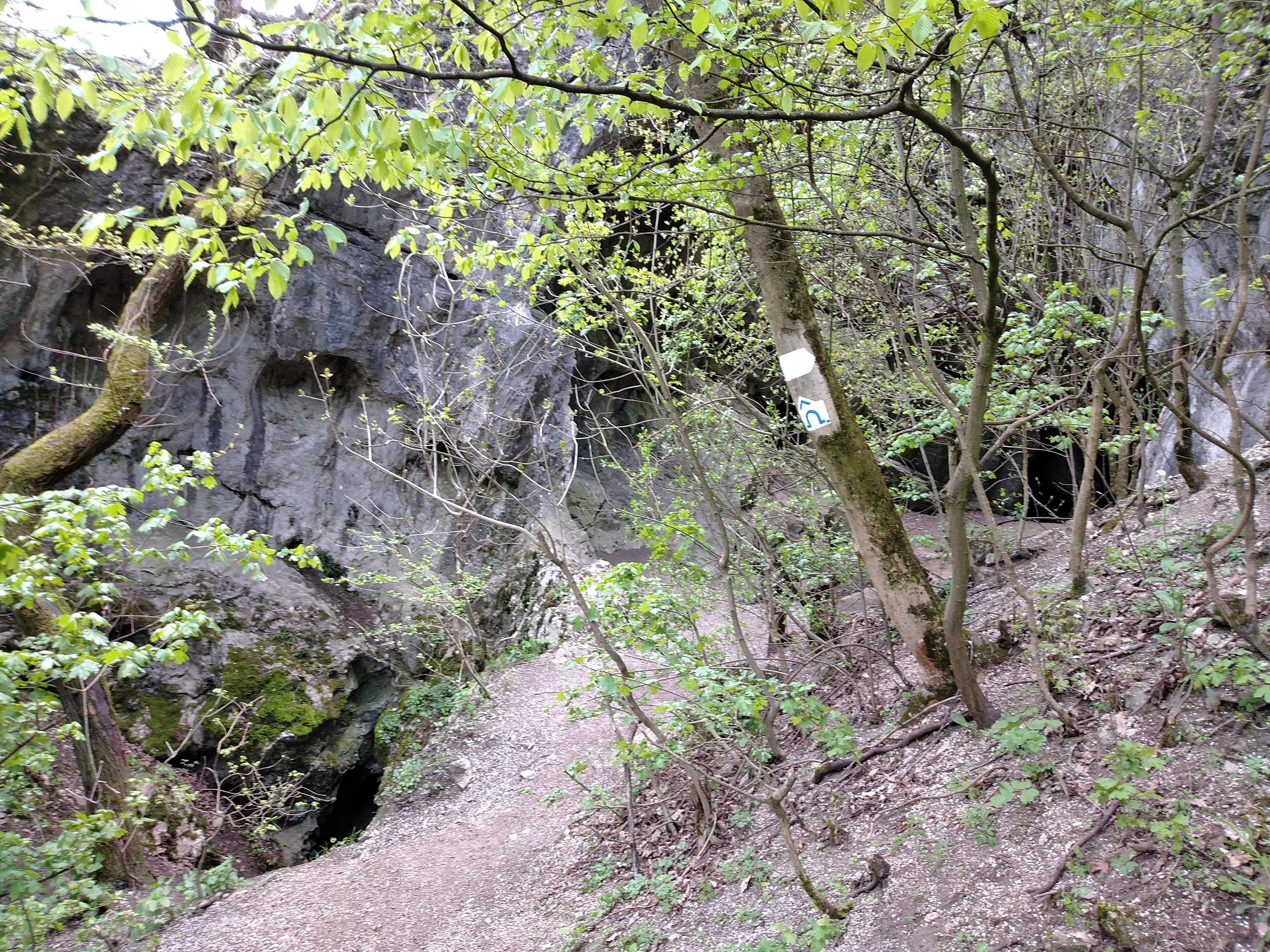
A Jankovich-barlang alsó és felső bejárata

A leletanyag részben a Magyar Nemzeti Múzeumba (MNM 94/915.1–91; 38/916.1–20; 13/917.1–11; 34/918.1–18; 61/926.1–7; MNM Pb 546–573, 873–882, 936–937, 52/66–67; 56.16–17; 56.18.1–2; 56.20.1–5), majd innen 3 tárgy New York-ba 1925-ben, részben pedig a Magyar Állami Földtani Intézetbe került. Baits György 1915-ben azonban az esztergomi bencés gimnázium gyűjteményének adott nyilván az ásatásból származó leleteket: 2 db solutréi (szeletai) dárdahegyet, 3 csontszerszámot, 3 vakarót és egy neolitikus vésőt (az ajándékozott tárgyak elkallódtak). Jánossy Dénes és Vértes László 1956-ban végeztek ásatást a barlangban (MNM Pb 56-22-41). Berencz György 1955-ben egy kőpengét gyűjtött benne (Dorogi Szénmedence Tájmúzeuma 55.89.1). Legutóbb Vértes László foglalta össze a szakirodalomban sokszor szereplő lelőhely kutatási eredményeit.
A barlangban fel lettek tárva két őskőkori kultúra maradványai. A hátsó üregben lévő 6 m vastag, alsó, vöröses rétegben a szeleta-kultúra, a felső, sárga kitöltésben pedig a későpaleolitikus barlangi gravetti (azaz a pilisszántói kultúra) eszközei voltak. A rétegeket nem osztotta szintekre Hillebrand Jenő, 1956-ban pedig már nem volt a barlangban bolygatatlan szeletai réteg, ezért nem tagolhatóak a kultúra leletei. A szeleta-kultúra 116 eszköze között leggyakoribbak az eltérő fejlettségű levélhegyek (1. tábla 1–3) és a kaparók, ezeken kívül levalloisi szilánkok, fogazott és völgyelt eszközök, fúrók, pengék, vakarók és árvésők sorolhatók ide. Hasított alapú lándzsahegyek és Olschewa-hegyek is vannak a 21 csonteszköz között. A régen kosfej alakú idomnak leírt tárgy véletlen forma, kinövésekkel borított csonttöredék Vértes László szerint. Az 1956-ban végzett rétegtisztázó ásatással érintetlen kitöltést találtak a barlang előterében, amelyben két részre lehetett osztani a Hillebrand Jenő szerint egységes sárga réteget.

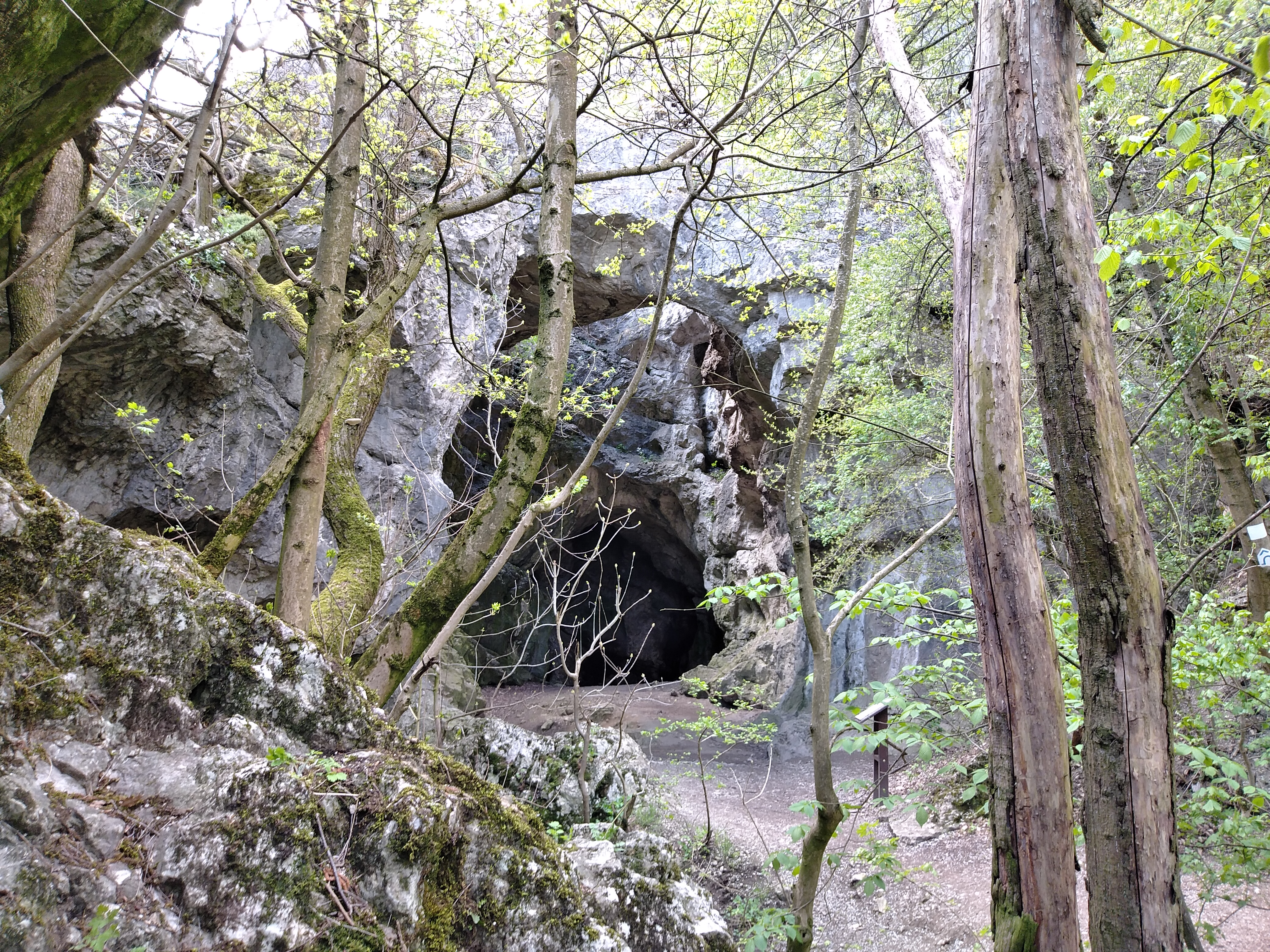
A Jankovich-barlang felső bejárata

A régebbi ásatások eredményeként előkerült gravetti eszközöket összekeverve leltározták a szeletaiakkal, nagyon nehéz szétválasztani azokat, ezért a gravetti kultúrához csak 36 eszköz sorolható. A kőeszközök között jellegzetesebbek a különféle pengék, a kettős árvéső és a nyeles hegy. A csonteszközök közül megemlíthető egy zegzúg vonalakkal díszített csonthegy töredéke, egy nyéllyukas csonttű és egy ékszer, amely mammutagyarból lett faragva. Találtak egy jelzősípot is, amely tarándszarvas ujjpercéből készült. Hiányosak az adataink a Jankovich-barlang későbbi lakottságáról. Az 1913. évi ásatással előkerült sok olyan cserép, amelyek Sinka Ferenc Pál szerint újkőkorszakiak és bronzkoriak. Az MNM-ban azonban csak 3 db olyan merice van, amelyek bádeniek (péceliek) (MNM 94/915.92–94). Banner János említi, hogy a barlangban talált egyik lelet egy kétosztású tál gombja. Az 1956-ban végzett ásatással is napvilágot látott olyan fazék- és táltöredék, amely a bádeni (péceli) kultúrába sorolható (MNM RÖ 57.23.1–4). Az EBM-ba 1928-ban a barlangból középkori cserepek is kerültek (Szám nélkül 1928. március 1.).
A Jankovich-barlang alatt van a Baits-barlang, amelynek kürtője felnyúlik a Jankovich-barlangba. A Jankovich-barlanghoz szintén közel található a Szalay-barlang. A könyvben látható a Jankovich-barlang alaprajz térképe, amely a Herrmann Margit, Kretzoi Miklós és Vértes László által 1957-ben publikált tanulmányban lévő, Jankovich-barlang alaprajz térkép alapján lett rajzolva. (A térképen ábrázolva van a Baits-barlang Jankovich-barlangot elérő kürtője is.) A könyvben lévő 1. táblán a Jankovich-barlangból előkerült 3 olyan eszköz van bemutatva, amelyek a szeleta-kultúrába tartoznak (őskőkor). A kiadványban van egy Bajót térkép, amelyen megfigyelhető a Jankovich-barlang földrajzi elhelyezkedése. A térképen 16-os számmal van jelölve a lelőhely.

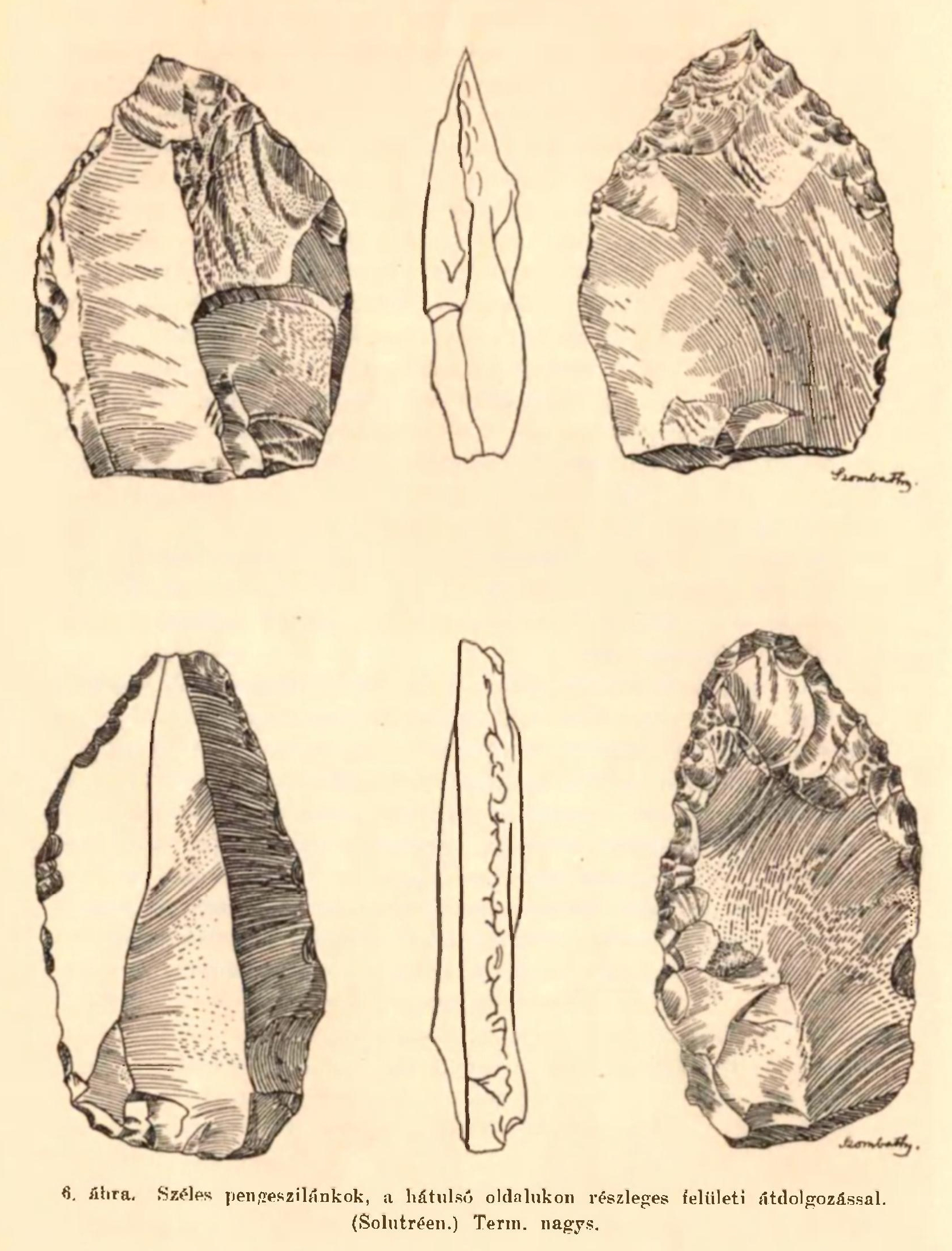
Jankovich-barlang, széles pengeszilánkok (Szombathy Kálmán rajza, 1915)

Az 1980. évi MKBT Beszámolóban napvilágot látott, hogy 1980 júniusában Szlapák Károly a barlang alsó szintjének kitöltéséből néhány nagyemlős csonttöredéket gyűjtött. Az 1980. évi Karszt és Barlang 1. félévi számában publikálva lett, hogy a kiemelt jelentőségű Jankovich-barlang a 4600-as barlangkataszteri területen (Gerecse hegység, Gete) helyezkedik el. A barlangnak 4661/1. a barlangkataszteri száma. Az MKBT Dokumentációs Bizottsága a helyszínen el fogja helyezni, a többi kiemelt jelentőségű barlanghoz hasonlóan, a barlang fémlapba ütött barlangkataszteri számát. A barlangkataszteri szám beütéséhez alapul szolgáló fémlap ugyanolyan lesz mint a többi kiemelt jelentőségű barlang fémlapja.
1982. július 1-től az Országos Környezet- és Természetvédelmi Hivatal elnökének 1/1982. (III. 15.) OKTH számú rendelkezése (1. §. és 3. §., illetve 5. sz. melléklet) értelmében a Gerecse hegységben lévő Jankovics-barlang fokozottan védett barlang. Fokozottan védett barlang régészeti és őslénytani jelentősége, valamint morfológiai és tájképi értékei miatt lett. Az 1982. szeptember–októberi MKBT Műsorfüzetben meg van említve, hogy a Gerecse hegységben található Jankovich-barlang fokozottan védett barlang. A felsorolásban a barlangnevek az MKBT által jóváhagyott és használt helyesírás szerint, javított formában lettek közölve. Az 1984. évi Állattani Közleményekben szó van arról, hogy a nagyon hiányosan ismert palánki szakasz állatvilága főleg a Remete-hegyi-kőfülke és a Jankovich-barlang 8–6. mintáiban látható. A Jankovich-barlang 11–9. mintái mutatják be a pilisszántói szakasz kisemlős faunáját a már ismertetett faunisztikai viszonyok mellett. A Jankovich-barlang Magyarországon az egyetlen olyan lelőhely, ahol a Würm III. glaciálisból a holocénbe egy ponton folyamatos faunafejlődés mutatható ki.
Az 1984-ben kiadott, Magyarország barlangjai című kiadványnak a magyarországi őslénytani és régészeti ásatásokat áttekintő részében szó van arról, hogy Hillebrand Jenő és Kormos Tivadar 1909-től bekapcsolódtak a magyarországi barlangok ásatásába, és néhány év alatt Magyarország majdnem mindegyik nagy barlangi lelőhelyén, pl. a Jankovich-barlangban is ásatást végeztek. A gravetti kultúra jellegzetes kőeszközei közül két típust lehetett elkülöníteni, a kis méretű (mikrogravett) hegyeket, és az apró, tompított hátú pengéket. Ehhez hasonló leletanyag került elő a Kis-kevélyi-barlang, a Szelim-lyuk, a Jankovich-barlang és a Bivak-barlang felső pleisztocén rétegeiből. Hegy- és dombvidéken helyezkednek el ezek a lelőhelyek, és a rénszarvasmaradványok nagy száma jellemző mindenhol. Ezért ezek a barlangok minden bizonnyal rénszarvasra specializálódott vadásznépek alkalmi tanyahelyeiként szolgáltak.

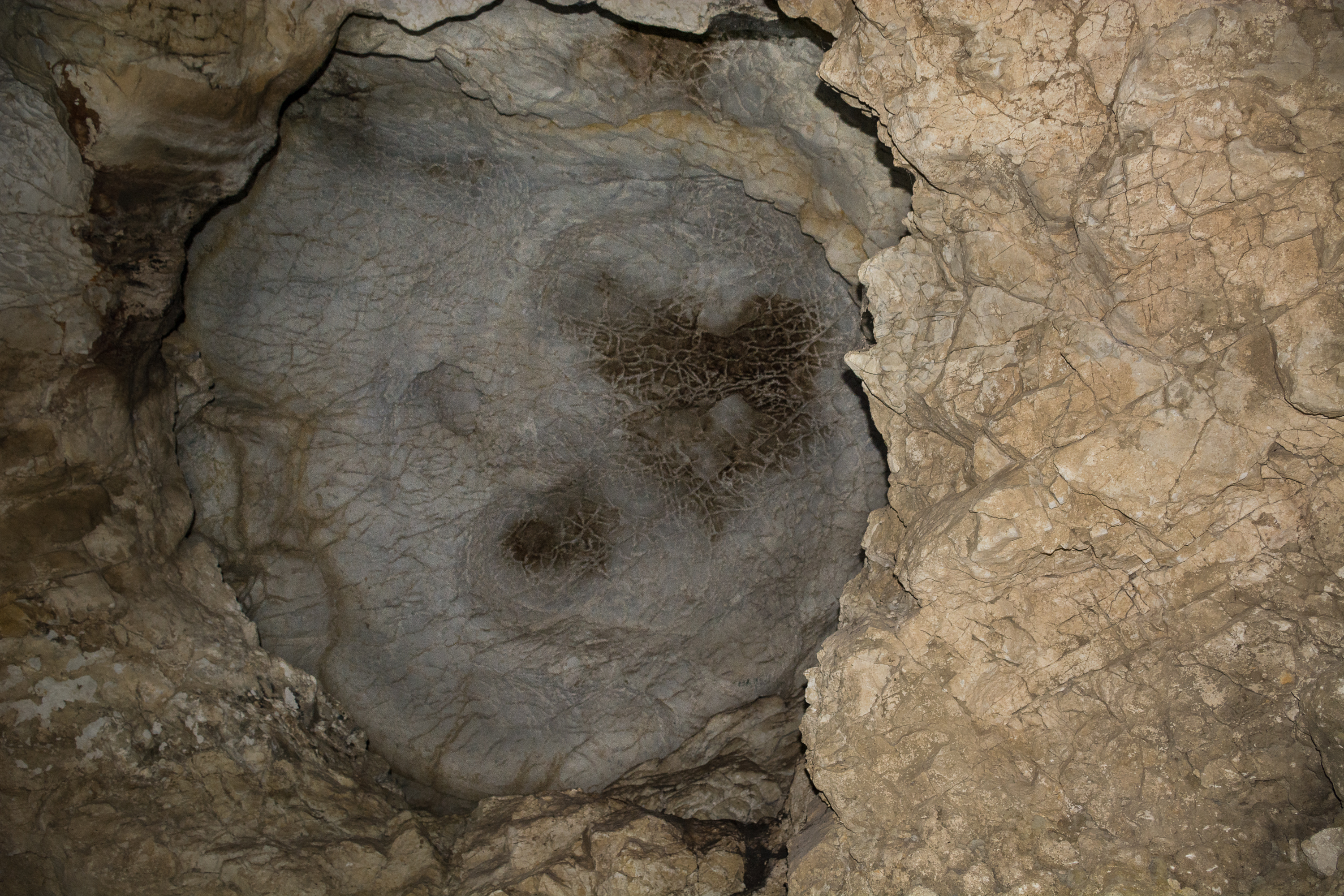
Oldásforma a Jankovich-barlangban

A kiadványban van egy Magyarország térkép, amelyen azoknak a Magyarországon lévő barlangoknak a földrajzi elhelyezkedése figyelhető meg, amelyek őslénytani leleteik miatt a legismertebbek. A térképen látható a Jankovich-barlang földrajzi elhelyezkedése. A kiadványban van egy Magyarország térkép, amelyen a Magyarországon lévő, régészetileg kutatott jelentősebb barlangok földrajzi elhelyezkedése figyelhető meg. A térképen látható a Jankovich-barlang földrajzi elhelyezkedése. A könyv országos barlanglistájában szerepel a Gerecse hegység barlangjai között a barlang Jankovich-barlang néven Bajóti Öregkő-barlang, Bajóti 1. sz. barlang, Öregkő-barlang és Baits-barlang névváltozatokkal. A listához kapcsolódóan látható a Dunazug-hegység barlangjainak földrajzi elhelyezkedését bemutató 1:500 000-es méretarányú térképen a barlang földrajzi elhelyezkedése. A könyvben látható egy olyan, fekete-fehér fénykép, amely szerint ásatások bővítették a Bajóton lévő Jankovich-barlang csarnokát.

### 1986–1997
Az OKTH Barlangtani Intézet 1986. november 10–11-én elkészítette a barlang térképeit. Heitz Ferenc és Juhász Márton 1986-ban felmérték a barlangot, majd Juhász Márton a felmérés adatainak felhasználásával megszerkesztette, megrajzolta a Jankovich-barlang (4661/1.) alaprajz térképét (a barlang alaprajz térképének térképlapjára külön került rá az alsó járat alaprajz térképe), hosszmetszet térképét és 4 keresztmetszet térképét. A térképek 1:100 méretarányban mutatják be a barlangot. Az alaprajz térképen megfigyelhető a 4 keresztmetszet elhelyezkedése a barlangban. Az alaprajz térkép térképlapján jelölve van az É-i irány. A barlang a felmérés szerint 88 m hosszú (főjárat 35 m, mellékjáratok 41 m, alsó járat 12 m), 37 m vízszintes kiterjedésű, 25 m függőleges kiterjedésű, 19,5 m magas és 5,5 m mély. Bejáratok méretei: a főbejárat 9,4 m széles és 8,1 m magas, az alsó bejárat 4,2 m széles és 1,5 m magas, a felszakadás pedig 7,5×7 m-es.
| Ponttól | Pontig | Hossz  | Irány | Lejt   |
| ------- | ------ | ------ | ----- | ------ |
| 0       | 1      | 18,9 m | 201°  | –1°    |
| 1       | 2      | 8,45 m | 185°  | 10°    |
| 1       | 3      | 9,75 m | 156°  | –15°   |
| 3       | 4      | 6,6 m  | 201°  | 5°     |
| 0       | 5      | 6,1 m  | 36°   | –14°   |
| 5       | 6      | 9,5 m  | 186°  | –21,5° |
| 6       | 7      | 4,65 m | 197°  | 32°    |

A 0., 2. és 4. számú felmérési pontok fixen el lettek helyezve.
A barlang Juhász Márton által, 1986. szeptember 15-én írt barlangkataszteri törzslapján az olvasható, hogy a Jankovich-barlang (Bajóti Öregkő-barlang, Bajóti 1. sz. barlang, Öregkő-barlang) barlangkataszteri száma 4661-1. A barlang a Gerecse hegységben, Bajóton (Komárom megye) helyezkedik el. Három természetesen keletkezett bejárata van, de a főbejárat részben mesterséges eredetű. A barlang 88 m hosszú, 37 m vízszintes kiterjedésű, 19,5 m magas és 5,5 m mély. Triász mészkőben jött létre az üregrendszer. A melegvíz miatt létrejött barlang kialakulását előkészítette a tektonika. Elágazó, többszintes, vízszintes barlang. Kürtő, gömbfülke, gömbüst és karr figyelhető meg benne. Szilárd kitöltése: törmelékkőzet, agyag, lösz, cseppkőlefolyás, növény (recens), antropogén (recens). A száraz barlangban, időnként megfigyelhető vízcsepegés. Feldolgozása: őslénytan, régészet (barlangleltári szám: Gerecse/36.). A szabadon látogatható barlang felszerelés nélkül is járható. Kezelője: OKTH Észak-dunántúli Felügyelősége. Barlangjárás és szemetelés veszélyezteti. Védettség: fokozottan védett, tájvédelmi körzet. A főbejárat 9,4 m széles és 8,1 m magas, az alsó bejárat 4,2 m széles és 1,5 m magas, felszakadása pedig 7,5×7 m-es. (A hossz stb. adat a barlang 1986 szeptemberében történt felmérése alapján lett megállapítva.)

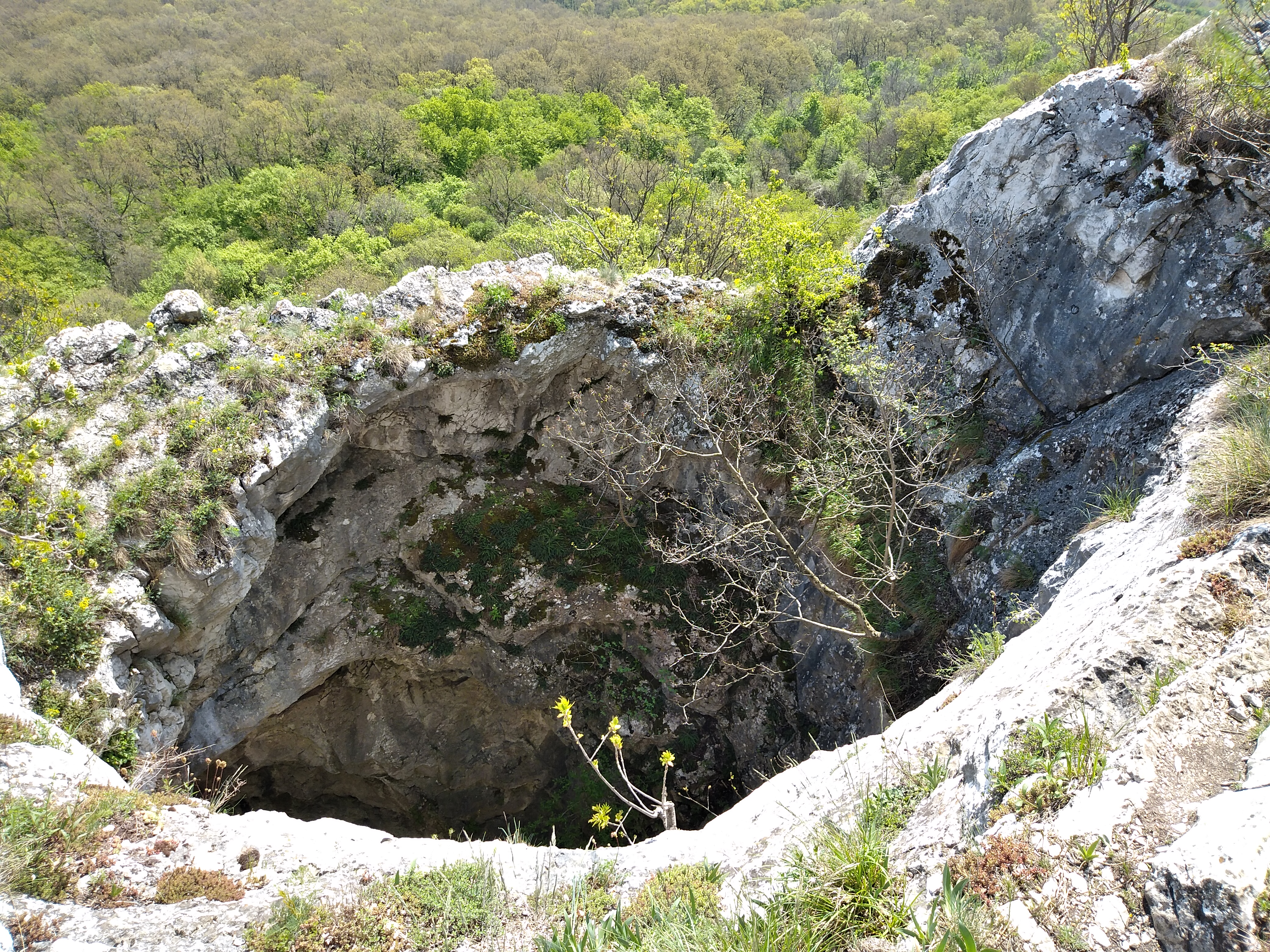
A Jankovich-barlang felszínig felszakadt kürtője

Az 1986. évi Karszt és Barlangban lévő, Fényes Eleknek a Magyarország geográfiai szótárát (Pest, 1851; reprint 1984) ismertető összeállításból megtudható, hogy a szótárban, Bajót bemutatásánál (1. köt. 72. old.) meg van említve az, hogy Bajót Öreg Kőhegye mészkövéről és barlangjáról nevezetes. Az 1989. évi Karszt és Barlangban lévő, Magyarország barlangjai című összeállításban szó van arról, hogy a Gerecse hegységben fekvő, bajóti Öreg-kő melegvizes keletkezésű barlangjai közül kiemelkedő régészeti jelentőségű a Jankovich-barlang. A barlang egy impozáns bejárati csarnokból és egy felszínre nyíló tág kürtőből áll. A Jankovich-barlang közelében van az Öreg-kői 1. sz. zsomboly. A publikációban lévő 1. ábrán (Magyarország térkép) be van mutatva a Jankovich-barlang földrajzi elhelyezkedése. A folyóirat 1989. évi különszámában napvilágot látott ennek az utóbbi tanulmánynak az angol nyelvű változata (The caves of Hungary). Ebben a tanulmányban Jankovich Cave a barlang neve.
Az 1989. évi Karszt és Barlangban publikált, Ringer Árpád által írt tanulmányban van egy térkép, amelyen a régészeti leletek miatt ismert jelentősebb magyarországi barlangok földrajzi elhelyezkedése figyelhető meg. A térképen látszik a Jankovich-barlang földrajzi elhelyezkedése. A folyóirat 1989. évi különszámában napvilágot látott ennek a tanulmánynak az angol nyelvű változata. Ebben a tanulmányban is közölve lett a térkép, amelyen Jankovich Cave a barlang neve. Ebben a különszámban, a 32. és 33. oldalak között van egy olyan, színes fénykép, amely a fényképaláírás (33. oldal) szerint a Jankovich-barlangban (Gerecse hegység) lévő régészeti lelőhelyet mutatja be. A fényképet Borzsák Péter készítette. Az 1991. május–júniusi MKBT Műsorfüzetben megjelent egy felhívás, amely szerint az MKBT Észak-Dunántúli Területi Szervezete kutatótábort tart 1991. július 13–21. között az Öreg-kőn, a Jankovich-barlang alatti turistapihenőben. A tábor célja a terület barlangjainak feltáró kutatása és dokumentálása.

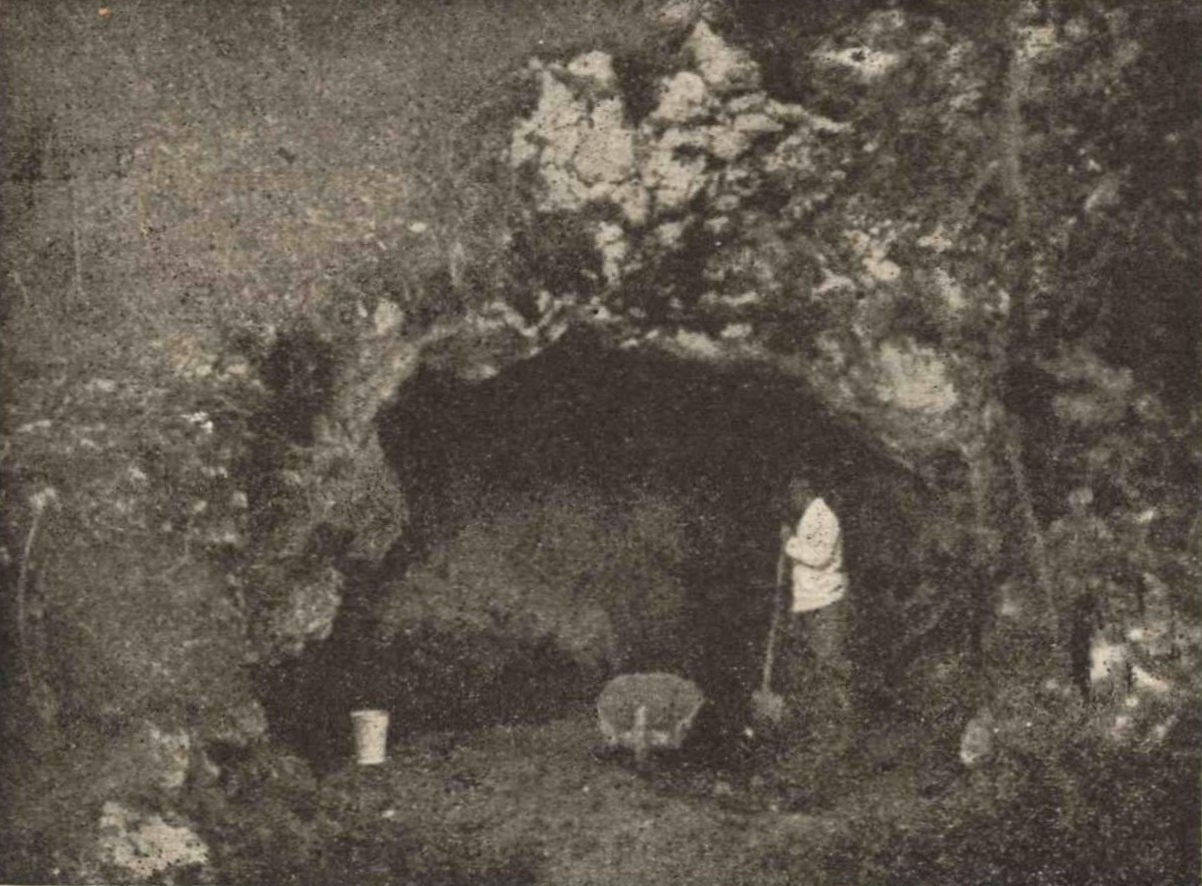
A Jankovich-barlang alsó bejárata (1919)

Az 1994. évi Limesben közölt, Székely Kinga által írt dolgozatban az van írva, hogy sajnos Fényes Elek legismertebb, 1851-ben megjelent művében csak négy barlang található. Ezek közül egyik a Bajót ismertetésénél szereplő Jankovich-barlang. A 4661/1 barlangkataszteri számú Jankovich-barlang további nevei Baits-barlang, Bajóti 1.sz. barlang, Bajóti Öregkő-barlangja és Öregkő-barlang. Bertalan Károly barlangleltárában a 36-os számú cédulán szerepel az üreg. A Barlangtani Intézetben a fokozottan védett barlangnak kataszteri törzslapja, a Barlangtani Intézet által készített térképe, fényképe, kutatási törzslapja és irodalmi törzslapja van. Az 1994. évi Limesben publikált, Kordos László által írt tanulmány szerint a Gerecse hegység barlangjainak ősgerinces kutatása hosszú ideig csak néhány barlangra, a Jankovich-barlangra, a Lengyel-barlangra és a Szelim-lyukra korlátozódott. A Jankovich-barlang pleisztocén végi és holocén üledéksorát jól kiegészíti a Pisznicei-zsomboly kitöltéséből megismert holocén gerinces fauna.
Az 1994. évi Limesben közölt, Takácsné Bolner Katalin által írt tanulmány szerint az Öreg-kő jelentős barlangjainak egy része a kőzet rétegződését követő, több szintes, alapvetően vízszintes jellegű járat. Ilyen barlang a Jankovich-barlang is. Gömbszerű illetve dómszerű üregformával csak az Angyal-forrási-barlang és a Jankovich-barlang jellemezhető, viszonylagos térfogatuk azonban a J. V. Dubljanszkij által megadott, Takácsné Bolner Katalinék számára ismeretlen módszerrel meghatározott határértéket nem éri el. Egyértelműen vadózus jellegű oldásformák a termálkarsztosként tárgyalt barlangokban csak elvétve, utólagos hatásként mutathatók ki a párás barlangi levegő hideg kőzetfelületre történő lecsapódására visszavezethető karros hieroglifák formájában a tág természetes bejáratú Jankovich-barlang és Pisznice-barlang bejáratközeli részein. Lefagyásos eredetű törmelék csak a tág természetes bejáratú barlangokban, például a Jankovich-barlangban mutatható ki.

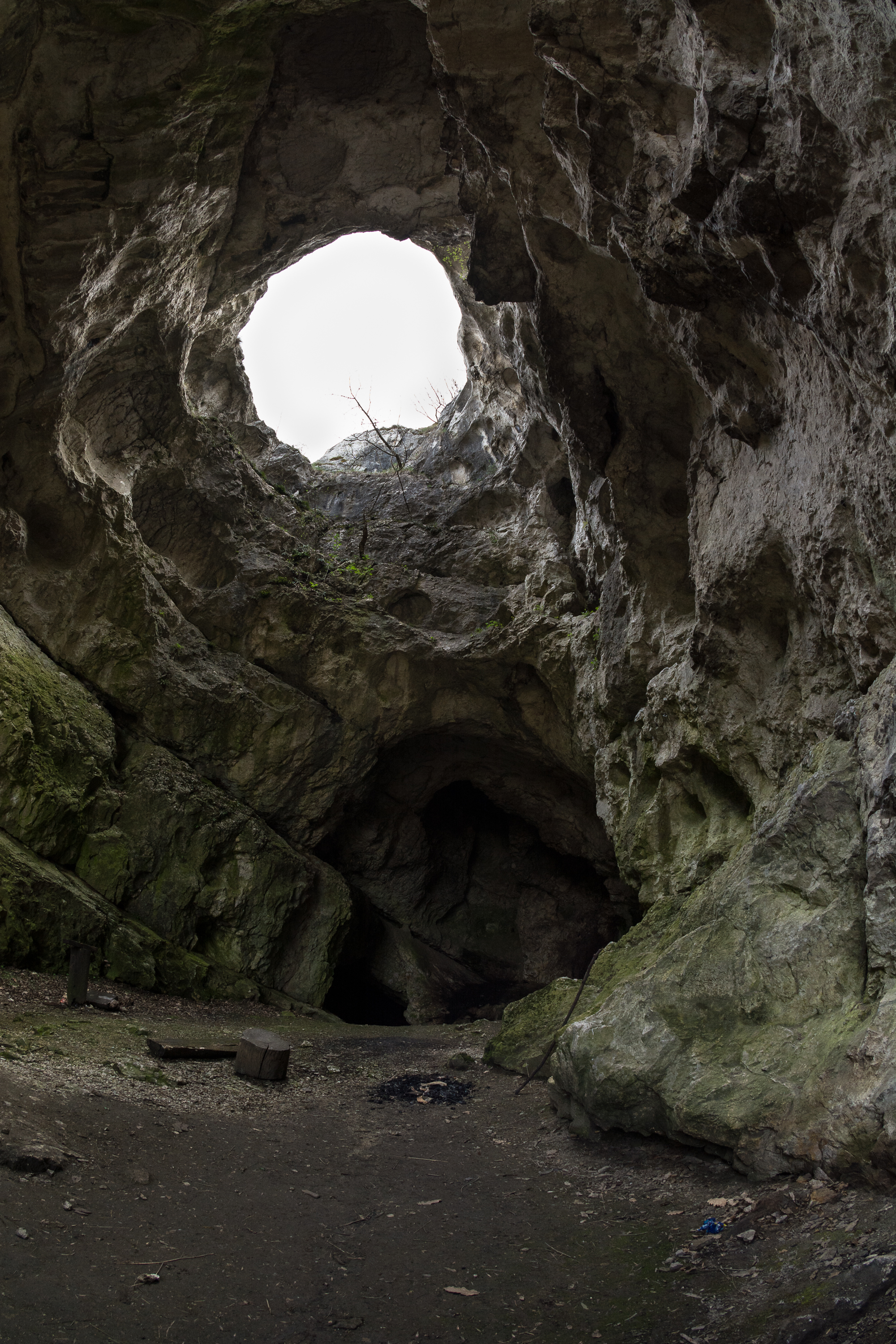
A Jankovich-barlang belseje

Az 1994. évi Limesben kiadott, Juhász Márton által írt összefoglalásban az olvasható, hogy a Jankovich-barlangban, 1986 és 1994 között végzett, 9 téli és 8 nyári denevérellenőrzés közül csak 3 téli volt eredményes. Juhász Mártonék a barlangban, 1990. február 17-én és 1991. február 23-án megfigyeltek egy-egy nagyfülű denevér példányt. Juhász Mártonék a barlang alsó járatában, 1994. január 29-én egy nyugati piszedenevért találtak. Fentiek miatt a barlang téli alkalmi szálláshelynek tekinthető.
T. Dobosi Viola 1997-ben kiadott tanulmánya beszámol arról, hogy a Bajót szélén lévő Jankovich-barlang az egyik legtöbbet kutatott és legnevesebb barlang. A Gerecse hegység meredeken leszakadó É-i peremén, 80 m relatív és 374 m abszolút magasságban van a barlang bejárata. A barlangnak van egy nagy terme. A barlangból jó a kilátás a hegylábtól a Dunáig tartó, és a pleisztocénben valószínűleg vadban gazdag lapályra. A tájképileg meghatározó, karakteres geomorfológiai képletben, az Öreg-kőben néhány barlang van, melyekben néhányszor ásatás volt. A Jankovich-barlang ezek közül a legjelentősebb.
Rendszeres ásatást a barlangban Hillebrand Jenő 1913 és 1925 között, valamint Vértes László és Jánossy Dénes 1956-ban végeztek. Sok kutató foglalkozott a sokáig a Szeleta-kultúra dunántúli változatának meghatározott bifaciális iparával. Az utolsó nagy munka, amely a Jankovich-barlang és a többi dunántúli lelőhely teljes revíziójáról szólt, Gáboriné Csánk Vera akadémiai doktori disszertációja. A Jankovich-barlang utolsó interglaciálistól a jégkor végéig terjedő rétegsorában feltárt bifaciális középsőpaleolit kultúrát, a barlangról elnevezett Jankovichient írja le tanulmányában. Azonos a hasonló korú leletekkel a későpleisztocén kitöltés felsőpaleolit ipara. Az északkelet-dunántúli barlangok is csatlakoznak a Jankovich-barlanghoz.
A Szeleta-kultúrától teljesen független az új ipar, analógiái a Felső-Duna-vidék acheuléen gyökerű micoquien iparaiban mutatható ki. Jól körülhatárolhatók ökológiai igényei és körülményei. Egyelőre Magyarországon nincsenek nyomai a felsőpaleolitikum irányába mutató továbbfejlődésének. A Magyar Nemzeti Múzeum leltárkönyveiben a következő számok alatt van a Jankovich-barlang anyaga: Pb/546-573, Pb/873-882, Pb/936-937, 167/914, 94/915, 38/916, 13/917, 34/918, 61/925, Pb 52/66-67, Pb 55/9, Pb 56/16-20 és Pb 56/22-41. A tanulmányban van egy táblázat, amelyben az látható, hogy a barlang Bajóton helyezkedik el. A barlangi lelőhelyről ásatással kerültek elő leletek (középsőpaleolit Jankovichien, felsőpaleolit). Az őskőkori lelőhely helye jelölve van Komárom-Esztergom megye térképén.

### 1998-tól

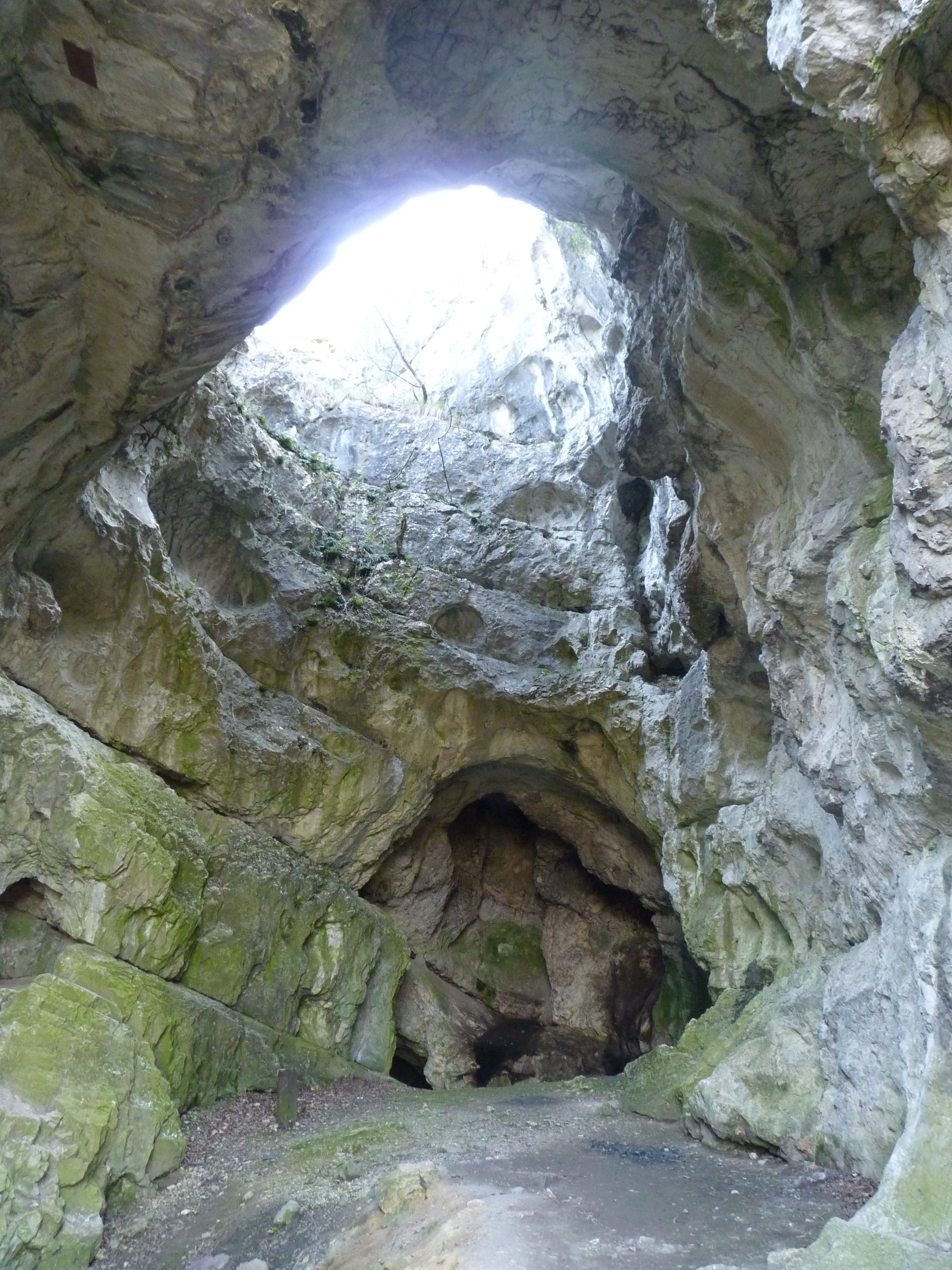
A Jankovich-barlang belseje 2017-ben

A barlang 1998. november 15-én (utolsó adatkorrekció dátuma), kutatócsoport által végzett kataszteri felvétel és BTI kataszteri felvétel alapján készült nyilvántartólapja szerint a 4661-1 barlangkataszteri számú Jankovich-barlang (Bajóti I.sz. barlang, Bajóti Öregkő-barlang, Öregkő-barlang, Baits-barlang) a Gerecsevidéken lévő Keleti-Gerecsében, Bajóton (Komárom-Esztergom megye) található. Hegyoldalban lévő sziklafal tövében, kb. 300 m tszf. magasságban (helyrajzi szám: 0220/8) van a barlang főbejárata. Az Országos Kéktúra útvonalán található turistapihenőtől egy beton lépcsősor vezet fel a barlangbejárathoz. A részletesen felmért barlang 88 m hosszú, 25 m függőleges kiterjedésű, 19,5 m magas, 5,5 m mély és 37 m vízszintes kiterjedésű. A természetes, átalakított, szabálytalan alakú (ívelt), függőleges tengelyirányú főbejárat 9,4 m széles és 8,1 m magas. A természetes, átalakított, szabálytalan alakú (ívelt), függőleges tengelyirányú alsó bejárat 4,2 m széles és 1,5 m magas.
A barlang felső triász mészkőben (Dachsteini Mészkő Formáció) húzódik. A posztgenetikus keletkezésű barlang kialakulását a sztratigráfia, de leginkább a tektonika készítette elő. Az üreg normál karsztvízszint alatti oldódás miatt, a felszálló langyos-meleg karsztvíz hatására jött létre, de jelenleg inaktív. Időnként megjelenik a barlangban leszálló szivárgó víz és csepegő víz. Utóbbi lokálisan erős, egyébként gyér. A többszintes (2 szint), egyszerű térformájú barlang járattalpa vízszintes. A barlang jellemző szelvénytípusa a szabálytalan, oldott. Kürtők (közepesen elterjedve) figyelhetők meg benne (pl. a terem 7,5×7 m-es felszakadása). Gömbfülkék (közepesen elterjedve), gömbüstök (tömegesen, lokálisan, főleg a felszakadás oldalfalain), hieroglifa (alárendelten, lokálisan), kipreparálódott rétegfej, rétegfelület (egyes barlangszakaszokra jellemző), ősmaradványok (alárendelten, néhány Megalodus metszet) és kicsepegéses kutak (lokálisan, kis felületen) vannak a barlangban. Az üregben cseppkőbekérgezés (gyéren, kis felülettel) látszik. Az antropogén mészkiválás jelenléte kizárható.
Szervetlen, helyben keletkezett törmelékkitöltése omladékból (egyes szakaszokon tömeges, csak az aljzaton; az alsó járatban, a barlang főjáratából el lett távolítva, minden bizonnyal az ásatások során), kőzettörmelékből (a kitöltés egyes rétegeiben, helyenként sok) áll. Befoglaló kőzet oldási maradéka: agyag (nyomokban). Szervetlen, behordott törmelékkitöltését agyag, iszap (helyenként sok, a kitöltés rétegsorában, de az ásatások során nagyrészt eltávolították) és lösz (helyenként sok, a kitöltés rétegsorában, de az ásatások során nagyrészt eltávolították) alkotja. Szerves kitöltése: talaj és humusz (csak a bejárati részeken, kis mennyiség), felső pleisztocén (fosszilis) növény (szenesedett növénytörmelék, pollen). Növény (recens): avar, növénytörmelék (csak a bejárati részeken, gyéren), alga (bejárat környékén, több faj), moha (gyéren) és magasabb rendű (bejáratnál, lágyszárúak).
A barlangból előkerült fosszilis állatok: hal, hüllő, kétéltű (nincs bővebb információ), madár (kis egyedszám, 2–5 faj), kisemlős (tömeges, 5-nél több faj), növényevő nagyemlős (tömeges, 2–5 faj), ragadozó nagyemlős (tömeges, 2–5 faj). Domináns kor: felső pleisztocén (glaciális és interglaciális). Recens állatok: pók (kis fajszám, rendszeresen), rovar (kis fajszám, rendszeresen), kétéltű (nincs bővebb információ), madár (fészek, ürülék, bagolyköpet), denevérguanó (nyomokban, lokálisan), téli denevérállomány (1–5 egyed, rendszeresen), nyári denevérállomány (1–2 egyed, alkalmi), cickány, pele stb. (alkalmi, kis egyedszám). Paleolit: szeletai (jankovichien) és pilisszántói (gravetti) kultúrájú kőeszköz és csonteszköz. Cserép: újkőkorszaki (péceli kultúra) és középkori. (A barlangot régen menedéknek, rejtekhelynek használták.) Jelenkori antropogén: tüzelőhely, korom, hulladék és feliratok. Állóvíz: lokális, max. vízfelület 1 m²-nél kisebb.
A barlang átlaghőmérséklete (a barlang jellege miatt) gyakorlatilag megegyezik a külszíni hőmérséklettel. A barlang levegője általában száraz és csak időszakosan nedves. Szén-dioxid nem érzékelhető. Légáramlás: lokálisan érzékelhető, különböző intenzitású. Részlegesen van feldolgozva a barlang ásványtani, üledékföldtani, barlanggenetikai, morfológiai, őslénytani, régészeti, botanikai, kutatástörténeti és irodalmi szempontból. Térképe teljes és részletes. Barlangleltári szám: Gerecse/36. Fénykép-dokumentációja: színes (is), részletes. Ennek tematikája: formakincs és bejárat. Leírása: teljes, általános leírás. Hillebrand Jenő 1913–1918 és 1924–1926 között, Vértes László és Jánossy Dénes pedig 1956-ban ásattak benne. Az engedély nélkül is látogatható barlang bejárata jelzett gyalogösvényen megközelíthető. A teljes barlang könnyen, felszerelés használata nélkül is járható.
Fokozottan védetté nyilvánító határozat száma: 1/1982 (III.15.) OKTH rendelet (és annak 5. számú melléklete). Régészeti-őslénytani védettsége van. Kezelő természetvédelmi hatóság: Duna–Ipoly Nemzeti Park Igazgatóság. A barlang felszíne nem védett, az erdészet kezeli. A barlangbejárat az államé és az erdészeté. Gazdasági jelleg: erdő (domináns), kopár (másodlagos). A barlang legnagyobb részét, egészét veszélyezteti a turizmus és a barlangjárás, illetve a feltáró kutatás (részlegesen, közvetetten, potenciálisan). A barlang legnagyobb része, egésze alapvetően meg van változtatva, mert a régészeti ásatások során el lett távolítva a barlang kitöltésének legnagyobb része. Ásványkiválásai gyakorlatilag érintetlenek (nincsenek ásványkiválásai), aljzata pedig mindenhol taposott. Tájékoztató táblát kell kihelyezni a barlanghoz. A nyilvántartólapon lévő alapadatok Juhász Mártontól (Gerecse Barlangkutató Csoport), 1986. szeptember 5-ből származnak.

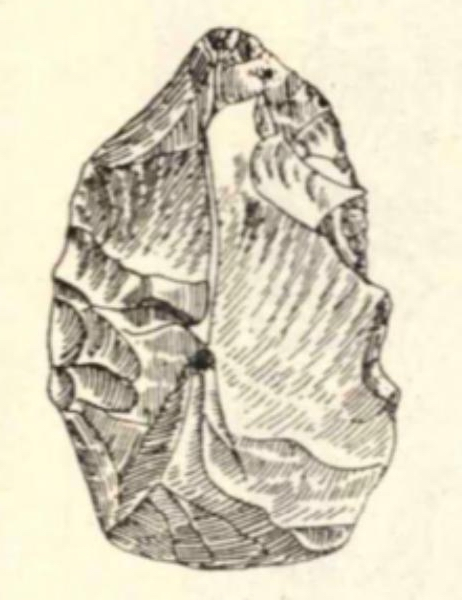
Jankovich-barlang, solutréen kőeszköz (Szombathy Kálmán, 1917)

2001. május 17-től a környezetvédelmi miniszter 13/2001. (V. 9.) KöM rendeletének értelmében a Gerecse hegység területén lévő Jankovich-barlang fokozottan védett barlang. Egyidejűleg a fokozottan védett barlangok körének megállapításáról szóló 1/1982. (III. 15.) OKTH rendelkezés hatályát veszti. Kovács Richárd 2002-ben digitalizálta a barlang 1986-ban szerkesztett térképeit.
A 2003-ban napvilágot látott, Magyarország fokozottan védett barlangjai című könyv szerint a Jankovich-barlang további nevei Baits-barlang, Bajóti I. sz. barlang és Bajóti Öregkő-barlang. A 4661/1 barlangkataszteri számú barlang a Gerecsevidéken lévő Keleti-Gerecsében, a Komárom-Esztergom megyei Bajóton helyezkedik el. 330 m tszf. magasságban nyílik a 88 m hosszú, 25 m függőleges kiterjedésű, 19,5 m magas, 5,5 m mély és 37 m vízszintes kiterjedésű barlang. Bajót mellett, a környezetéből sasbércszerűen kiemelkedő és 374 m magas Öreg-kő meredek, látványos sziklafalakkal tagolt K-i oldalában van a hegység és a Dunántúl egyik legjelentősebb őskőkori régészeti lelőhelye, a Jankovich-barlang. A hegyoldalban haladó országos kéktúra útvonalának turistapihenőjétől kezdődő beton lépcsősor D-i ágán érhető el a függőleges sziklaletörésben nyíló, tág főbejárata. A barlang kialakulásában meghatározó volt a mélyből feláramló meleg karsztvíz üregtágító hatása.
A barlangot magába foglaló (akkor még alacsonyabb helyzetben lévő) kőzetblokkban termálkarsztos oldódással nagy üregek keletkeztek. E folyamat jellegzetes gömbüstös, gömbfülkés oldásformái jelenleg a bejárati csarnok felszínre nyíló kürtőjének oldalán és a belső terem mennyezetén láthatók. Szép oldási nyomok vannak a bejáratok előterében lévő sziklafalon is, amely régen a barlang része volt, de az 1900-as évek elején lebányászták mennyezetét.
A barlang a környéken élők számára valószínűleg már több évszázada ismert volt. Első, az 1800-as évekből származó, szórványos és leginkább csak néhány soros irodalmi említései többnyire turisztikai értékének bemutatásáról szóltak. Régészeti jelentőségére Baits György már 1911-ben felhívta Bekey Imre Gábor figyelmét. Az érdeklődés középpontjába azonban csak kutatásának kezdetén, 1913-ban került. Azóta az egyik legismertebb és legtöbbet hivatkozott barlangként tarthatják számon. Hillebrand Jenő egyosztatúnak írta le az egyes rétegeket. A belső terem kitöltésének kivételével nem bontotta szintekre a rétegeket és tanúfalakat nem hagyott. Valószínűleg keveredett a különböző kultúrrétegek anyaga is. Az e hiányosságokból eredő szakmai problémákat Jánossy Dénes és Vértes László 1956. évi rétegazonosító ásatása próbálta megszüntetni. Ekkor már nem lehetett találni a barlangban bolygatatlan Jankovichien-réteget.

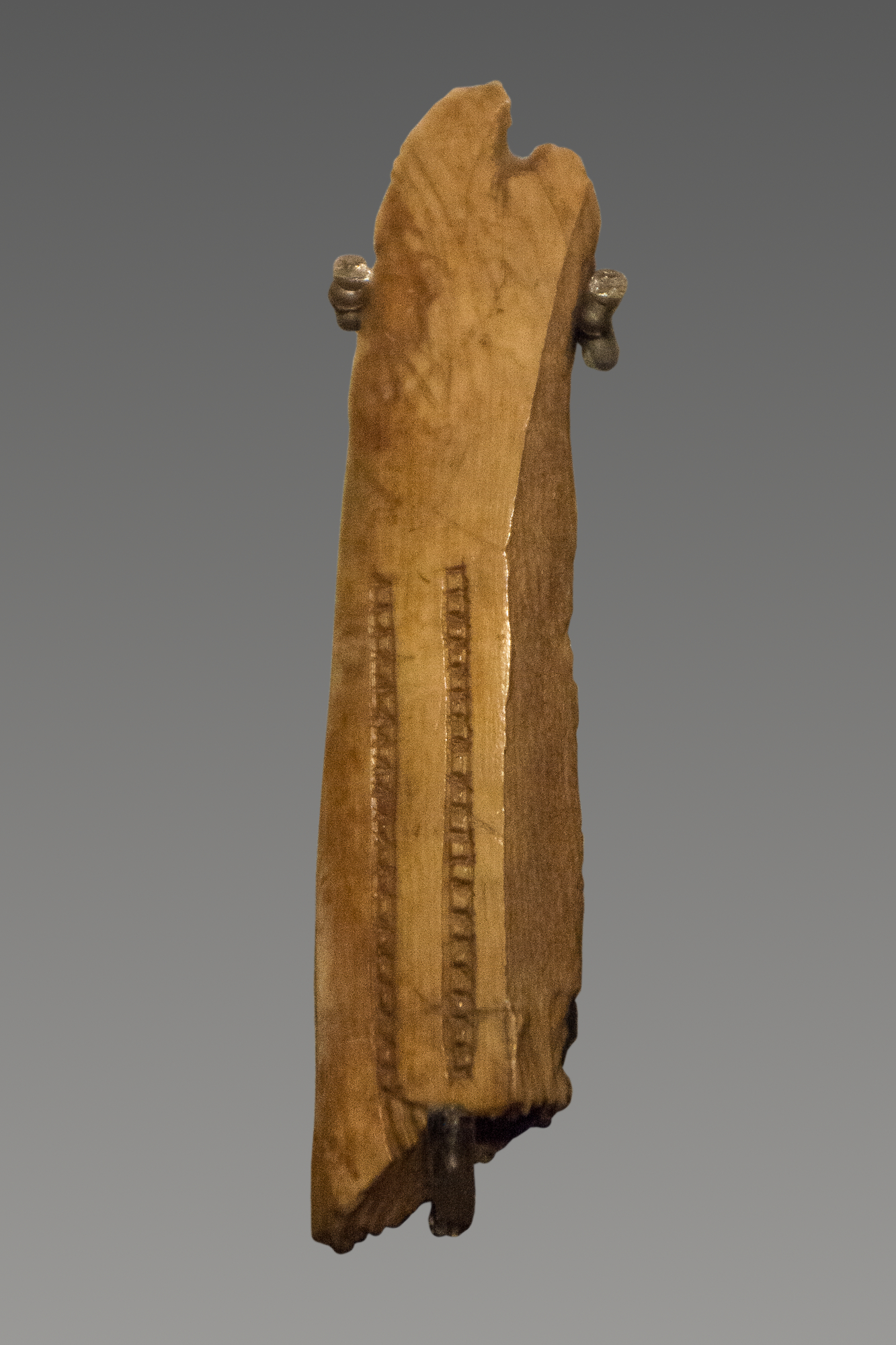
A Jankovich-barlangból előkerült egyik lelet

Azonban sikerült feltárniuk a bejárati csarnok bejáratközeli részén a sárga agyagréteg (pilisszántói kultúra szintje) még érintetlen maradékát. A 12 szintre osztott réteg anyagát Jánossy Dénes és Kretzoi Miklós dolgozták fel, először alkalmazva Magyarországon a rétegenkénti száraz szitálással és iszapolással kombinált gerinces őslénytani finomrétegtani feltárást. Mindezt kiegészítette részletes pollenvizsgálat. A vizsgálatok végeredménye az az európai hírű finom rétegsor, melyből hitelesen ki lett mutatva a felső pleisztocén-holocén üledékek őslénytani és régészeti fejlődésmenete. Régészeti és őslénytani jelentősége, valamint tájképi értéke miatt 1982-től fokozottan védett barlang. Szabadon megtekinthető, de világítóeszköz kell látogatásához. Az ismertetéshez mellékelve lett a barlang 1986-ban rajzolt alaprajz térképének színes változata. A könyvben látható egy olyan, Egri Csaba által készített, színes fénykép, amely a barlang felszínre nyílt csarnokát mutatja be. A barlangról szóló könyvfejezet 12 irodalmi mű alapján lett írva.
A 2003. évi Karsztfejlődésben az olvasható, hogy valószínűleg a víz a középső pliocénben nem a mésztufa alatti exhumált karsztrögből fakadt, hanem az Öreg-kő karsztrögének csúcsrégiójában, É–D irányú törések mentén, és akkor még fedett helyzetben lévő barlangokból, például a Jankovits-barlangból. 2005. szeptember 1-től a környezetvédelmi és vízügyi miniszter 23/2005. (VIII. 31.) KvVM rendelete szerint a Gerecse hegységben lévő Jankovich-barlang fokozottan védett barlang.
A 2005-ben kiadott, Magyar hegyisport és turista enciklopédia című kiadványban önálló szócikke van a barlangnak. A szócikk szerint a Jankovich-barlang a Gerecse hegységben található és régészeti jelentőségű, 1982 óta fokozottan védett természeti érték. A bajóti Öreg-kő sziklás, meredek oldalában, 330 m tszf. magasságban nyílik. A 88 m hosszú rendszer felső triász dachsteini mészkőben jött létre a meleg vizek oldó hatására. A szabadon látogatható barlang bejárata az Országos Kéktúra útvonalán közelíthető meg. A hatalmas bejáratú, 35 m hosszú, 20 m magas, gömbüstökkel díszített bejárati csarnok 7 m átmérőjű ablakkal nyílik a felszínre. Talppontjáról az önálló bejárattal is rendelkező alsó barlangba szűk kúszójárat vezet le. Az 1911-től végzett ásatások leleteinek újraértékelésekor bizonyossá vált, hogy azok a szeleta-kultúrától elkülöníthető, a barlangról elnevezett önálló kultúrát képviselnek. Kitöltéséből először sikerült korrelálni a felső pleisztocén-holocén üledékek őslénytani-régészeti fejlődésmenetét. Az Öreg-kőn lévő mászóiskola egyik érdekességei az érdekes áthajlásokkal tagolt Jankovich-barlang sziklakürtőjének útjai. A barlang bejáratának védelmében több személy számára jó bivakhely van.

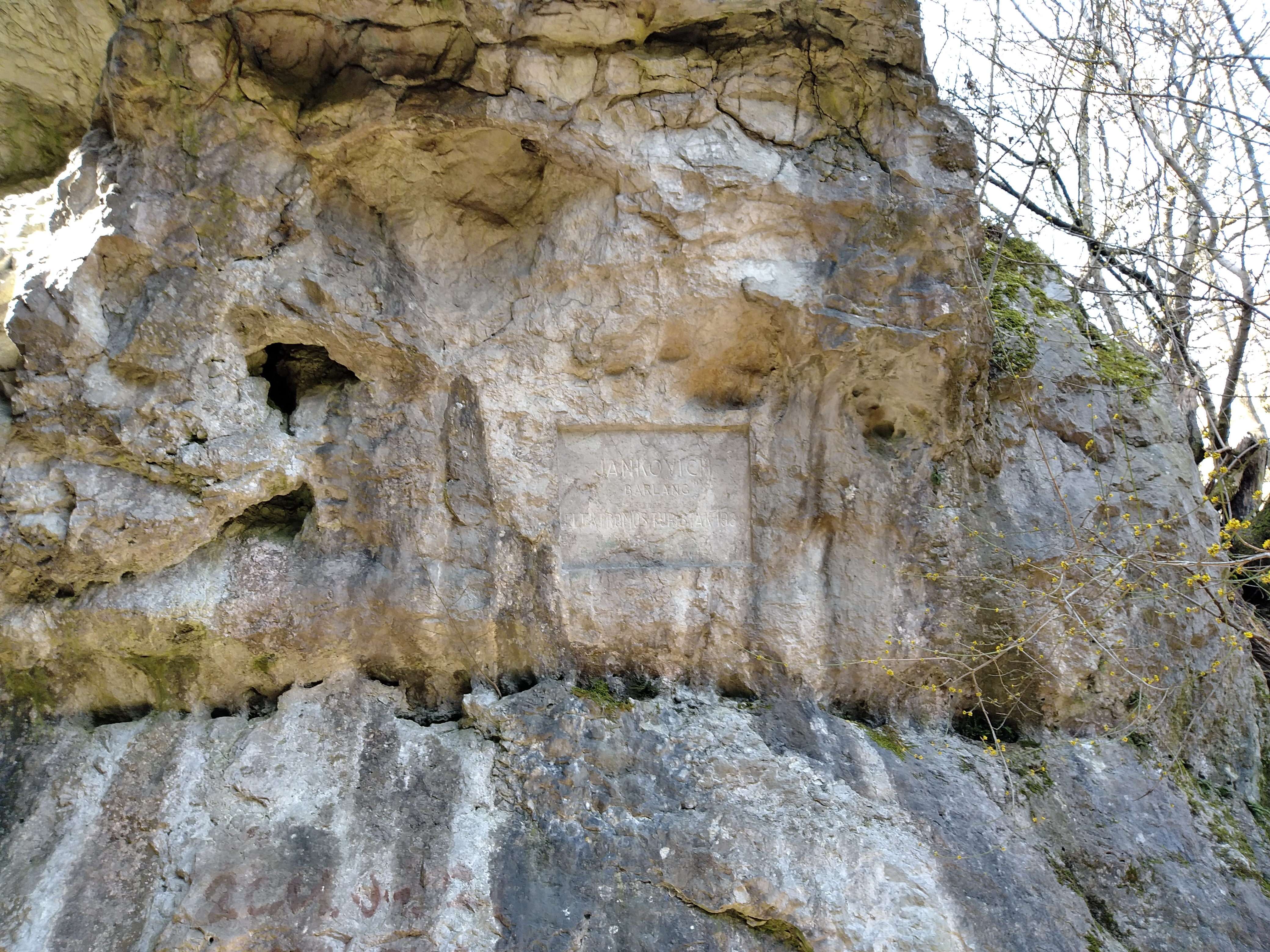
Részlet a Jankovich-barlangból

A Juhász Márton által írt, 2007-ben publikált tanulmányban szó van arról, hogy a Bajóton (Komárom-Esztergom megye), az Öreg-kőn lévő Jankovich-barlang (Bajóti 1.sz. barlang, Bajóti Öregkő-barlangja, Öregkő-barlang) közhiteles barlangnyilvántartási száma 4661-1, UTM-kódja pedig CT18C3. A barlang az Öreg-kő meredek, sziklás, sziklafalakkal tagolt K-i oldalában, a nagy sziklaszirt közelében helyezkedik el. Alsó bejárata 4 m széles és 1,5 m magas. Ezen át be lehet jutni egy 12 m hosszú, 6–10 m széles, 1–2 m magas terembe. A termet a barlang főjáratától egy omladékos eltömődés választja el jelenleg. Az É-ra tekintő, látványos főbejárat 9,5 m széles és 8 m magas. A főbejárat után, közvetlenül van egy 25 m hosszú, 10–12 m széles, befelé fokozatosan (5 m szélességig) keskenyedő csarnok. A csarnok 8–15 m magasan lévő mennyezetének közepén van egy 7,5 m átmérőjű kürtő, amely a külszínig nyúlik. A csarnok hátsó részéből kezdődik két 2–3 m átmérőjű, 12–14 m magas vakkürtő. A csarnokhoz belül kapcsolódik még egy 6–8 m átmérőjű, majdnem 10 m magas terem.
A barlang 88 m hosszú, 25 m függőleges kiterjedésű, 19,5 m magas és 5,5 m mély. Felső triász, vastagpados dachsteini mészkő ÉÉK–DDNy irányú törésvonala mentén, (jellege és formakincse alapján) karsztvízszint alatti oldódás miatt, termálkarsztos hatásra keletkezett. Képződménymentes falain, a felszakadás felső harmadában és a belső teremben megfigyelhetők szép, gömbüstös-gömbfülkés oldásformák. Az 1900-as évek elején, hosszú időn át folytatott ásatás eredményeként a barlang idősebb üledékrétegeiben megtalálták több őskőkori kultúra leleteit, a felső, humuszos rétegekben pedig újkőkorszaki és bronzkori leleteket fedeztek fel. Régészeti és őslénytani jelentősége, illetve morfológiai és tájképi értéke miatt fokozottan védett a barlang.
A Gerecse Barlangkutató és Természetvédő Egyesület a barlangban, 1997 és 2006 között, 21 téli és 22 nyári (összesen 43) denevér-megfigyelést végzett, amelyek közül 9 téli és 3 nyári (összesen 12) volt pozitív. A megfigyelések során 6 denevérfaj; kis patkósdenevér (R. hipposideros), horgasszőrű denevér (M. nattereri), nagyfülű denevér (M. bechsteinii), közönséges denevér (M. myotis), szürke hosszúfülű-denevér (P. austriacus) és nyugati piszedenevér (B. barbastellus) jelenlétét állapították meg a csoporttagok. A barlangban végzett denevér-megfigyelésekkel kapcsolatos irodalom Juhász Márton 10 kéziratából és 1 publikációjából áll. Az engedély nélkül is látogatható barlang közkedvelt kirándulóhelyen helyezkedik el. A barlang bejáratához turistaösvény vezet. Nagyon sokan látogatják, de ez (az alkalmi tűzgyújtások kivételével) gyakorlatilag nem zavaró. Védelmi intézkedés, beavatkozás szükségtelen. A barlang (az észlelési adatok és a néha fellelhető friss ürülék alapján) helyi viszonylatban közepes fajszámú, kis egyedszámú, alkalmi téli és nyári denevérszálláshelynek tekinthető.
| Dátum               | Rhin. hip. | Myo. natt. | Myo. bech. | Myo. myo. | Ple. aus. | Bar. bar. | indet sp. |
| ------------------- | ---------- | ---------- | ---------- | --------- | --------- | --------- | --------- |
| 1990. február 17.   | –          | –          | 1          | –         | –         | –         | –         |
| 1991. február 23.   | –          | –          | 1          | –         | –         | –         | –         |
| 1994. január 29.    | –          | –          | –          | –         | –         | 1         | –         |
| 1995. február 5.    | –          | –          | 1          | –         | –         | –         | 2         |
| 1998. január 24.    | –          | 1          | –          | –         | –         | –         | –         |
| 1999. február 21.   | –          | 1          | –          | –         | 1         | 2         | –         |
| 1999. augusztus 1.  | 1          | –          | –          | 1         | –         | –         | –         |
| 2002. augusztus 15. | –          | –          | –          | 1         | –         | –         | –         |
| 2003. január 26.    | 1          | –          | 1          | –         | –         | –         | –         |
| 2005. február 20.   | –          | –          | –          | –         | –         | 1         | –         |
| 2006. február 12.   | –          | –          | –          | –         | –         | 1         | –         |
| 2006. július 29.    | 1          | –          | –          | –         | –         | –         | –         |

A Budapesti Denevérvédelmi Csoport által, a barlangbejárat előterében végzett hálózásos befogások eredményei:
| Dátum              | Ple. aur. | Myo. natt. | Myo. bech. | Myo. myo. | Ple. aus. | Ept. ser. | Myo. dau. | Myo. bly. |
| ------------------ | --------- | ---------- | ---------- | --------- | --------- | --------- | --------- | --------- |
| 1995. október 7.   | 1         | 1          | 1          | –         | 1         | –         | –         | –         |
| 1996. július 27.   | –         | –          | –          | 14        | –         | 5         | –         | –         |
| 1997. július 27.   | 1         | –          | –          | 4         | 1         | 3         | 1         | 3         |
| 1998. július 27.   | –         | –          | –          | 16        | –         | 1         | 1         | 2         |
| 1999. augusztus 1. | –         | –          | –          | 9         | 3         | 4         | 1         | –         |

2013. augusztus 12-től a belügyminiszter 43/2013. (VIII. 9.) BM rendelete szerint a Komárom-Esztergom megyei, bajóti, 4661-1 barlangkataszteri számú és 1971 lelőhely-azonosítójú Jankovich-barlang régészeti szempontból jelentős barlangnak minősül. A 2013-ban publikált, Varga Gábor által írt tanulmányban van egy olyan színes fénykép, amely a barlang belsejét mutatja be. A fényképet Egri Csaba készítette. 2015. november 3-tól a földművelésügyi miniszter 66/2015. (X. 26.) FM rendelete szerint a Jankovich-barlang (Gerecse hegység) fokozottan védett barlang.

## Denevér-megfigyelések
| \| Dátum \| Rhin. hip. \| Rhin. eur. \| Myo. natt. \| Myo. bech. \| Myo. dau. \| Myo. bly. \| Myo. myo. \| Ple. aus. \| Ple. aur. \| Bar. bar. \| Ept. ser. \| Min. schr. \| indet sp. \| \| ----------------------------------------- \| ---------- \| ---------- \| ---------- \| ---------- \| --------- \| --------- \| --------- \| --------- \| --------- \| --------- \| --------- \| ---------- \| -------------------------------------------------------- \| \| 1986. január 19. \| – \| – \| – \| – \| – \| – \| – \| – \| – \| – \| – \| – \| – \| \| 1989. január 15. \| – \| – \| – \| – \| – \| – \| – \| – \| – \| – \| – \| – \| – \| \| 1989. augusztus 12. \| – \| – \| – \| – \| – \| – \| – \| – \| – \| – \| – \| – \| – \| \| 1990. február 17. \| – \| – \| – \| 1 \| – \| – \| – \| – \| – \| – \| – \| – \| – \| \| 1990. június 28. \| – \| – \| – \| – \| – \| – \| – \| – \| – \| – \| – \| – \| – \| \| 1991. február 23. \| – \| – \| – \| 1 \| – \| – \| – \| – \| – \| – \| – \| – \| – \| \| 1991. július 13. \| – \| – \| – \| – \| – \| – \| – \| – \| – \| – \| – \| – \| – \| \| 1994. január 29. \| – \| – \| – \| – \| – \| – \| – \| – \| – \| 1 \| – \| – \| – \| \| 1994. július 23. \| – \| – \| – \| – \| – \| – \| – \| – \| – \| – \| – \| – \| – \| \| 1995. február 5. \| – \| – \| – \| 1 \| – \| – \| – \| – \| – \| – \| – \| – \| 2 \| \| 1995. október 7. (barlangbejárat előtt) \| – \| – \| 1 \| 1 \| – \| – \| – \| 1 \| 1 \| – \| – \| – \| – \| \| 1996. július 27. (barlangbejárat előtt) \| – \| – \| – \| – \| – \| – \| 14 \| – \| – \| – \| 5 \| – \| – \| \| 1997. január 19. \| – \| – \| – \| – \| – \| – \| – \| – \| – \| – \| – \| – \| – \| \| 1997. július 26. \| – \| – \| – \| – \| – \| – \| – \| – \| – \| – \| – \| – \| – \| \| 1997. július 27. (barlangbejárat előtt) \| – \| – \| – \| – \| 1 \| 3 \| 4 \| 1 \| 1 \| – \| 3 \| – \| – \| \| 1998. január 24. \| – \| – \| 1 \| – \| – \| – \| – \| – \| – \| – \| – \| – \| – \| \| 1998. július 27. \| – \| – \| – \| – \| – \| – \| – \| – \| – \| – \| – \| – \| – \| \| 1998. július 27. (barlangbejárat előtt) \| – \| – \| – \| – \| 1 \| 2 \| 16 \| – \| – \| – \| 1 \| – \| – \| \| 1999. február 21. \| – \| – \| 1 \| – \| – \| – \| – \| 1 \| – \| 2 \| – \| – \| – \| \| 1999. augusztus 1. (barlangbejárat előtt) \| – \| – \| – \| – \| 1 \| – \| 9 \| 3 \| – \| – \| 4 \| – \| – \| \| 1999. augusztus 1. \| 1 \| – \| – \| – \| – \| – \| 1 \| – \| – \| – \| – \| – \| – \| \| 2001. február 10. \| – \| – \| – \| – \| – \| – \| – \| – \| – \| – \| – \| – \| – \| \| 2001. május 13. \| – \| – \| – \| – \| – \| – \| – \| – \| – \| – \| – \| – \| – \| \| 2002. február 17. \| – \| – \| – \| – \| – \| – \| – \| – \| – \| – \| – \| – \| – \| \| 2002. augusztus 15. \| – \| – \| – \| – \| – \| – \| 1 \| – \| – \| – \| – \| – \| – \| \| 2003. január 26. \| 1 \| – \| – \| 1 \| – \| – \| – \| – \| – \| – \| – \| – \| – \| \| 2003. június 28. \| – \| – \| – \| – \| – \| – \| – \| – \| – \| – \| – \| – \| – \| \| 2004. január 24. \| – \| – \| – \| – \| – \| – \| – \| – \| – \| – \| – \| – \| – \| \| 2004. augusztus 21. \| – \| – \| – \| – \| – \| – \| – \| – \| – \| – \| – \| – \| – \| \| 2005. február 20. \| – \| – \| – \| – \| – \| – \| – \| – \| – \| 1 \| – \| – \| – \| \| 2006. február 12. \| – \| – \| – \| – \| – \| – \| – \| – \| – \| 1 \| – \| – \| – \| \| 2006. július 29. \| 2 \| – \| – \| – \| – \| – \| – \| – \| – \| – \| – \| – \| – \| \| 2009. január 30. \| – \| – \| – \| – \| – \| – \| – \| – \| – \| – \| – \| – \| – \| \| 2009. június 23. \| – \| – \| – \| – \| – \| – \| – \| – \| – \| – \| – \| – \| 1 \| \| 2010. február 17. \| – \| – \| – \| – \| – \| – \| – \| – \| – \| – \| – \| – \| – \| \| 2010. július 1. \| – \| – \| – \| – \| – \| – \| – \| – \| – \| – \| – \| – \| közönséges denevér és hegyesorrú denevér együtt kb. 700 \| \| 2010. július 11. \| – \| – \| – \| – \| – \| – \| – \| – \| – \| – \| – \| – \| közönséges denevér és hegyesorrú denevér együtt kb. 1000 \| \| 2010. augusztus 30. \| – \| – \| – \| – \| – \| – \| – \| – \| – \| – \| – \| – \| közönséges denevér és hegyesorrú denevér együtt kb. 300 \| \| 2010. október 1. \| – \| – \| – \| – \| – \| – \| – \| – \| – \| – \| – \| – \| közönséges denevér és hegyesorrú denevér együtt kb. 200 \| \| 2011. május 3. \| – \| – \| – \| – \| – \| – \| – \| – \| – \| – \| – \| – \| közönséges denevér és hegyesorrú denevér együtt kb. 600 \| \| 2011. május 27. \| – \| – \| – \| – \| – \| – \| – \| – \| – \| – \| – \| – \| közönséges denevér és hegyesorrú denevér együtt kb. 1200 \| \| 2011. június 30. \| – \| – \| – \| – \| – \| – \| – \| – \| – \| – \| – \| – \| közönséges denevér és hegyesorrú denevér együtt kb. 1500 \| \| 2011. július 26. \| – \| – \| – \| – \| – \| – \| – \| – \| – \| – \| – \| – \| közönséges denevér és hegyesorrú denevér együtt min. 600 \| \| 2011. augusztus 31. \| – \| – \| – \| – \| – \| – \| 15 \| – \| – \| – \| – \| – \| – \| \| 2011. szeptember 29. \| – \| – \| – \| – \| – \| – \| – \| – \| – \| – \| – \| – \| – \| \| 2011. december 28. \| – \| – \| – \| – \| – \| – \| – \| – \| – \| – \| – \| – \| – \| \| 2012. február 26. \| – \| – \| – \| – \| – \| – \| – \| – \| – \| – \| – \| – \| – \| \| 2012. április 26. \| – \| – \| – \| – \| – \| – \| – \| – \| – \| – \| – \| – \| közönséges denevér és hegyesorrú denevér együtt kb. 150 \| \| 2012. május 31. \| – \| – \| – \| – \| – \| – \| – \| – \| – \| – \| – \| – \| közönséges denevér és hegyesorrú denevér együtt kb. 1000 \| \| 2012. június 29. \| – \| – \| – \| – \| – \| – \| – \| – \| – \| – \| – \| – \| közönséges denevér és hegyesorrú denevér együtt kb. 1500 \| \| 2012. július 26. \| – \| – \| – \| – \| – \| – \| – \| – \| – \| – \| – \| – \| közönséges denevér és hegyesorrú denevér együtt kb. 1800 \| \| 2012. augusztus 30. \| – \| – \| – \| – \| – \| – \| – \| – \| – \| – \| – \| – \| közönséges denevér és hegyesorrú denevér együtt kb. 50 \| \| 2012. október 12. \| – \| – \| – \| – \| – \| – \| – \| – \| – \| – \| – \| – \| – \| \| 2012. december 28. \| – \| – \| – \| – \| – \| – \| – \| – \| – \| – \| – \| – \| – \| \| 2013. január 30. \| – \| – \| – \| – \| – \| – \| – \| – \| – \| – \| – \| – \| – \| \| 2013. március 1. \| – \| – \| – \| – \| – \| – \| – \| – \| – \| – \| – \| – \| – \| \| 2013. március 28. \| – \| – \| – \| – \| – \| – \| – \| – \| – \| – \| – \| – \| – \| \| 2013. április 29. \| – \| – \| – \| – \| – \| – \| – \| – \| – \| – \| – \| – \| közönséges denevér és hegyesorrú denevér együtt kb. 750 \| \| 2013. május 30. \| – \| – \| – \| – \| – \| – \| – \| – \| – \| – \| – \| – \| közönséges denevér és hegyesorrú denevér együtt kb. 900 \| \| 2013. július 2. \| – \| – \| – \| – \| – \| – \| – \| – \| – \| – \| – \| – \| közönséges denevér és hegyesorrú denevér együtt kb. 1500 \| \| 2013. július 26. \| – \| – \| – \| – \| – \| – \| – \| – \| – \| – \| – \| – \| közönséges denevér és hegyesorrú denevér együtt kb. 1850 \| \| 2013. augusztus 30. \| – \| – \| – \| – \| – \| – \| – \| – \| – \| – \| – \| – \| közönséges denevér és hegyesorrú denevér együtt kb. 200 \| \| 2013. szeptember 27. \| 12 \| – \| – \| – \| – \| – \| 6 \| – \| – \| 1 \| – \| – \| – \| \| 2013. szeptember 28. \| 12 \| – \| – \| – \| – \| – \| 1 \| – \| – \| – \| – \| – \| – \| \| 2013. október 30. \| – \| – \| – \| – \| – \| – \| – \| – \| – \| – \| – \| – \| – \| \| 2013. december 15. \| – \| – \| – \| – \| – \| – \| – \| – \| – \| – \| – \| – \| – \| \| 2013. december 29. \| – \| – \| – \| – \| 1 \| – \| – \| – \| – \| 1 \| – \| – \| – \| \| 2014. február 1. \| – \| – \| – \| – \| – \| – \| 10 \| – \| – \| 1 \| 2 \| – \| 1 \| \| 2014. március 1. \| – \| – \| – \| – \| – \| – \| – \| – \| – \| – \| – \| – \| – \| \| 2014. március 31. \| – \| – \| – \| – \| – \| – \| – \| – \| – \| – \| – \| – \| közönséges denevér és hegyesorrú denevér együtt kb. 700 \| \| 2014. április 28. \| – \| – \| – \| – \| – \| – \| – \| – \| – \| – \| – \| – \| közönséges denevér és hegyesorrú denevér együtt kb. 800 \| \| 2014. május 30. \| – \| – \| – \| – \| – \| – \| – \| – \| – \| – \| – \| – \| közönséges denevér és hegyesorrú denevér együtt kb. 800 \| \| 2014. június 27. \| – \| – \| – \| – \| – \| – \| – \| – \| – \| – \| – \| – \| közönséges denevér és hegyesorrú denevér együtt kb. 1400 \| \| 2014. július 30. \| 3 \| 35 \| – \| – \| – \| – \| – \| – \| – \| – \| – \| – \| közönséges denevér és hegyesorrú denevér együtt kb. 1200 \| \| 2014. augusztus 28. \| – \| – \| – \| – \| – \| – \| – \| – \| – \| – \| – \| – \| közönséges denevér és hegyesorrú denevér együtt kb. 800 \| \| 2014. szeptember 28. \| 3 \| – \| – \| – \| – \| – \| – \| – \| – \| – \| – \| – \| közönséges denevér és hegyesorrú denevér együtt kb. 250 \| \| 2014. október 31. \| 3 \| – \| – \| – \| – \| – \| 11 \| – \| – \| – \| – \| 1 \| – \| \| 2014. november 29. \| – \| – \| – \| – \| – \| – \| – \| – \| – \| – \| – \| – \| – \| \| 2014. december 30. \| – \| – \| – \| – \| – \| – \| – \| – \| – \| 2 \| – \| 1 \| – \| |            |            |            |            |           |           |           |           |           |           |           |            |                                                          |
| Dátum | Rhin. hip. | Rhin. eur. | Myo. natt. | Myo. bech. | Myo. dau. | Myo. bly. | Myo. myo. | Ple. aus. | Ple. aur. | Bar. bar. | Ept. ser. | Min. schr. | indet sp.                                                |
| 1986. január 19. | –          | –          | –          | –          | –         | –         | –         | –         | –         | –         | –         | –          | –                                                        |
| 1989. január 15. | –          | –          | –          | –          | –         | –         | –         | –         | –         | –         | –         | –          | –                                                        |
| 1989. augusztus 12. | –          | –          | –          | –          | –         | –         | –         | –         | –         | –         | –         | –          | –                                                        |
| 1990. február 17. | –          | –          | –          | 1          | –         | –         | –         | –         | –         | –         | –         | –          | –                                                        |
| 1990. június 28. | –          | –          | –          | –          | –         | –         | –         | –         | –         | –         | –         | –          | –                                                        |
| 1991. február 23. | –          | –          | –          | 1          | –         | –         | –         | –         | –         | –         | –         | –          | –                                                        |
| 1991. július 13. | –          | –          | –          | –          | –         | –         | –         | –         | –         | –         | –         | –          | –                                                        |
| 1994. január 29. | –          | –          | –          | –          | –         | –         | –         | –         | –         | 1         | –         | –          | –                                                        |
| 1994. július 23. | –          | –          | –          | –          | –         | –         | –         | –         | –         | –         | –         | –          | –                                                        |
| 1995. február 5. | –          | –          | –          | 1          | –         | –         | –         | –         | –         | –         | –         | –          | 2                                                        |
| 1995. október 7. (barlangbejárat előtt) | –          | –          | 1          | 1          | –         | –         | –         | 1         | 1         | –         | –         | –          | –                                                        |
| 1996. július 27. (barlangbejárat előtt) | –          | –          | –          | –          | –         | –         | 14        | –         | –         | –         | 5         | –          | –                                                        |
| 1997. január 19. | –          | –          | –          | –          | –         | –         | –         | –         | –         | –         | –         | –          | –                                                        |
| 1997. július 26. | –          | –          | –          | –          | –         | –         | –         | –         | –         | –         | –         | –          | –                                                        |
| 1997. július 27. (barlangbejárat előtt) | –          | –          | –          | –          | 1         | 3         | 4         | 1         | 1         | –         | 3         | –          | –                                                        |
| 1998. január 24. | –          | –          | 1          | –          | –         | –         | –         | –         | –         | –         | –         | –          | –                                                        |
| 1998. július 27. | –          | –          | –          | –          | –         | –         | –         | –         | –         | –         | –         | –          | –                                                        |
| 1998. július 27. (barlangbejárat előtt) | –          | –          | –          | –          | 1         | 2         | 16        | –         | –         | –         | 1         | –          | –                                                        |
| 1999. február 21. | –          | –          | 1          | –          | –         | –         | –         | 1         | –         | 2         | –         | –          | –                                                        |
| 1999. augusztus 1. (barlangbejárat előtt) | –          | –          | –          | –          | 1         | –         | 9         | 3         | –         | –         | 4         | –          | –                                                        |
| 1999. augusztus 1. | 1          | –          | –          | –          | –         | –         | 1         | –         | –         | –         | –         | –          | –                                                        |
| 2001. február 10. | –          | –          | –          | –          | –         | –         | –         | –         | –         | –         | –         | –          | –                                                        |
| 2001. május 13. | –          | –          | –          | –          | –         | –         | –         | –         | –         | –         | –         | –          | –                                                        |
| 2002. február 17. | –          | –          | –          | –          | –         | –         | –         | –         | –         | –         | –         | –          | –                                                        |
| 2002. augusztus 15. | –          | –          | –          | –          | –         | –         | 1         | –         | –         | –         | –         | –          | –                                                        |
| 2003. január 26. | 1          | –          | –          | 1          | –         | –         | –         | –         | –         | –         | –         | –          | –                                                        |
| 2003. június 28. | –          | –          | –          | –          | –         | –         | –         | –         | –         | –         | –         | –          | –                                                        |
| 2004. január 24. | –          | –          | –          | –          | –         | –         | –         | –         | –         | –         | –         | –          | –                                                        |
| 2004. augusztus 21. | –          | –          | –          | –          | –         | –         | –         | –         | –         | –         | –         | –          | –                                                        |
| 2005. február 20. | –          | –          | –          | –          | –         | –         | –         | –         | –         | 1         | –         | –          | –                                                        |
| 2006. február 12. | –          | –          | –          | –          | –         | –         | –         | –         | –         | 1         | –         | –          | –                                                        |
| 2006. július 29. | 2          | –          | –          | –          | –         | –         | –         | –         | –         | –         | –         | –          | –                                                        |
| 2009. január 30. | –          | –          | –          | –          | –         | –         | –         | –         | –         | –         | –         | –          | –                                                        |
| 2009. június 23. | –          | –          | –          | –          | –         | –         | –         | –         | –         | –         | –         | –          | 1                                                        |
| 2010. február 17. | –          | –          | –          | –          | –         | –         | –         | –         | –         | –         | –         | –          | –                                                        |
| 2010. július 1. | –          | –          | –          | –          | –         | –         | –         | –         | –         | –         | –         | –          | közönséges denevér és hegyesorrú denevér együtt kb. 700  |
| 2010. július 11. | –          | –          | –          | –          | –         | –         | –         | –         | –         | –         | –         | –          | közönséges denevér és hegyesorrú denevér együtt kb. 1000 |
| 2010. augusztus 30. | –          | –          | –          | –          | –         | –         | –         | –         | –         | –         | –         | –          | közönséges denevér és hegyesorrú denevér együtt kb. 300  |
| 2010. október 1. | –          | –          | –          | –          | –         | –         | –         | –         | –         | –         | –         | –          | közönséges denevér és hegyesorrú denevér együtt kb. 200  |
| 2011. május 3. | –          | –          | –          | –          | –         | –         | –         | –         | –         | –         | –         | –          | közönséges denevér és hegyesorrú denevér együtt kb. 600  |
| 2011. május 27. | –          | –          | –          | –          | –         | –         | –         | –         | –         | –         | –         | –          | közönséges denevér és hegyesorrú denevér együtt kb. 1200 |
| 2011. június 30. | –          | –          | –          | –          | –         | –         | –         | –         | –         | –         | –         | –          | közönséges denevér és hegyesorrú denevér együtt kb. 1500 |
| 2011. július 26. | –          | –          | –          | –          | –         | –         | –         | –         | –         | –         | –         | –          | közönséges denevér és hegyesorrú denevér együtt min. 600 |
| 2011. augusztus 31. | –          | –          | –          | –          | –         | –         | 15        | –         | –         | –         | –         | –          | –                                                        |
| 2011. szeptember 29. | –          | –          | –          | –          | –         | –         | –         | –         | –         | –         | –         | –          | –                                                        |
| 2011. december 28. | –          | –          | –          | –          | –         | –         | –         | –         | –         | –         | –         | –          | –                                                        |
| 2012. február 26. | –          | –          | –          | –          | –         | –         | –         | –         | –         | –         | –         | –          | –                                                        |
| 2012. április 26. | –          | –          | –          | –          | –         | –         | –         | –         | –         | –         | –         | –          | közönséges denevér és hegyesorrú denevér együtt kb. 150  |
| 2012. május 31. | –          | –          | –          | –          | –         | –         | –         | –         | –         | –         | –         | –          | közönséges denevér és hegyesorrú denevér együtt kb. 1000 |
| 2012. június 29. | –          | –          | –          | –          | –         | –         | –         | –         | –         | –         | –         | –          | közönséges denevér és hegyesorrú denevér együtt kb. 1500 |
| 2012. július 26. | –          | –          | –          | –          | –         | –         | –         | –         | –         | –         | –         | –          | közönséges denevér és hegyesorrú denevér együtt kb. 1800 |
| 2012. augusztus 30. | –          | –          | –          | –          | –         | –         | –         | –         | –         | –         | –         | –          | közönséges denevér és hegyesorrú denevér együtt kb. 50   |
| 2012. október 12. | –          | –          | –          | –          | –         | –         | –         | –         | –         | –         | –         | –          | –                                                        |
| 2012. december 28. | –          | –          | –          | –          | –         | –         | –         | –         | –         | –         | –         | –          | –                                                        |
| 2013. január 30. | –          | –          | –          | –          | –         | –         | –         | –         | –         | –         | –         | –          | –                                                        |
| 2013. március 1. | –          | –          | –          | –          | –         | –         | –         | –         | –         | –         | –         | –          | –                                                        |
| 2013. március 28. | –          | –          | –          | –          | –         | –         | –         | –         | –         | –         | –         | –          | –                                                        |
| 2013. április 29. | –          | –          | –          | –          | –         | –         | –         | –         | –         | –         | –         | –          | közönséges denevér és hegyesorrú denevér együtt kb. 750  |
| 2013. május 30. | –          | –          | –          | –          | –         | –         | –         | –         | –         | –         | –         | –          | közönséges denevér és hegyesorrú denevér együtt kb. 900  |
| 2013. július 2. | –          | –          | –          | –          | –         | –         | –         | –         | –         | –         | –         | –          | közönséges denevér és hegyesorrú denevér együtt kb. 1500 |
| 2013. július 26. | –          | –          | –          | –          | –         | –         | –         | –         | –         | –         | –         | –          | közönséges denevér és hegyesorrú denevér együtt kb. 1850 |
| 2013. augusztus 30. | –          | –          | –          | –          | –         | –         | –         | –         | –         | –         | –         | –          | közönséges denevér és hegyesorrú denevér együtt kb. 200  |
| 2013. szeptember 27. | 12         | –          | –          | –          | –         | –         | 6         | –         | –         | 1         | –         | –          | –                                                        |
| 2013. szeptember 28. | 12         | –          | –          | –          | –         | –         | 1         | –         | –         | –         | –         | –          | –                                                        |
| 2013. október 30. | –          | –          | –          | –          | –         | –         | –         | –         | –         | –         | –         | –          | –                                                        |
| 2013. december 15. | –          | –          | –          | –          | –         | –         | –         | –         | –         | –         | –         | –          | –                                                        |
| 2013. december 29. | –          | –          | –          | –          | 1         | –         | –         | –         | –         | 1         | –         | –          | –                                                        |
| 2014. február 1. | –          | –          | –          | –          | –         | –         | 10        | –         | –         | 1         | 2         | –          | 1                                                        |
| 2014. március 1. | –          | –          | –          | –          | –         | –         | –         | –         | –         | –         | –         | –          | –                                                        |
| 2014. március 31. | –          | –          | –          | –          | –         | –         | –         | –         | –         | –         | –         | –          | közönséges denevér és hegyesorrú denevér együtt kb. 700  |
| 2014. április 28. | –          | –          | –          | –          | –         | –         | –         | –         | –         | –         | –         | –          | közönséges denevér és hegyesorrú denevér együtt kb. 800  |
| 2014. május 30. | –          | –          | –          | –          | –         | –         | –         | –         | –         | –         | –         | –          | közönséges denevér és hegyesorrú denevér együtt kb. 800  |
| 2014. június 27. | –          | –          | –          | –          | –         | –         | –         | –         | –         | –         | –         | –          | közönséges denevér és hegyesorrú denevér együtt kb. 1400 |
| 2014. július 30. | 3          | 35         | –          | –          | –         | –         | –         | –         | –         | –         | –         | –          | közönséges denevér és hegyesorrú denevér együtt kb. 1200 |
| 2014. augusztus 28. | –          | –          | –          | –          | –         | –         | –         | –         | –         | –         | –         | –          | közönséges denevér és hegyesorrú denevér együtt kb. 800  |
| 2014. szeptember 28. | 3          | –          | –          | –          | –         | –         | –         | –         | –         | –         | –         | –          | közönséges denevér és hegyesorrú denevér együtt kb. 250  |
| 2014. október 31. | 3          | –          | –          | –          | –         | –         | 11        | –         | –         | –         | –         | 1          | –                                                        |
| 2014. november 29. | –          | –          | –          | –          | –         | –         | –         | –         | –         | –         | –         | –          | –                                                        |
| 2014. december 30. | –          | –          | –          | –          | –         | –         | –         | –         | –         | 2         | –         | 1          | –                                                        |

## További irodalom
- Banner János: Őskori hangszerek a Kárpát-medencében. Magyar Múzeum, 1947. 1. old.
- Benda László: Magyarország történeti geologiája. Szombathely, 1932. 141., 178–187. old.
- Benda László: Ősidők, ősemberek. Képek a magyarföldi ősemberek életéből. Budapest, 1934.
- Cramer, Helmuth – Kolb, H[einrich] – Vigh [Gyula] J.: Weitere Beiträge zur Geologie ungarischer Karstgebiete. Beobachtungen im Gerecse-Gebirge. Mitteilungen über Höhlen- und Karstforschung, 1931. Berlin. (1. füz.) 1–9., 33–40. old.
- Foltiny, Stephen: The Hungarian Archeological Collection of the American Museum of Natural History in New York. Bloomington, 1969. 5–6. oldalak és a 3. tábla
- Gáboriné Csánk Vera: A Remete Felső-barlang és a „dunántúli szeletien”. Budapest Régiségei, 1984. 26. sz. 5–32. old.
- Gáboriné Csánk Vera: Az őskőkori jankovichien kultúra Nyugat-Magyarországon. Doktori értekezés, Budapest, 1986.
- Hillebrand Jenő: Der Stand der Erforschung der älteren Steinzeit in Ungarn. Bericht der Römisch-Germanischen Kommission (1934–1935). 23. old. (5. és 6. kép)
- Hillebrand Jenő: Magyarország őskőkora. Archaeologica Hungarica, 1935. (17. köt.) 17–19., 27. old. (7., 8. kép, valamint az 5. és 6. tábla)
- Hollendonner Ferenc: A magyarországi praehistorikus fák és faszenek mikroszkópos vizsgálata. (2. közlemény) Matematikai és Természettudományi Értesítő, 1926. (42. köt.) 204–207. old.
- Kadić Ottokár: A jégkor embere Magyarországon. Az összes magyarországi leletek összefoglaló ismertetése. Der Mensch zur Eiszeit in Ungarn. Zusammenfassende darstellung sämtlicher funde des eiszeitlichen menschen in Ungarn. (Német nyelven.) A Magyar Királyi Földtani Intézet Évkönyve, 1934. (30. köt.) 1. füz. 12., 19., 20., 22. old.
- Kadić Ottokár – Kormos Tivadar: Eiszeit und eiszeitliche Kulturen im heutigen Ungarn. Report of the XVI. International Geological Congress, U.S.A. 1933. Vol. 2. 1203–1208. old. Washington, 1936. Különlenyomata: 1935. 1–6. old.
- Kadić Ottokár: Hogyan kutatjuk a barlangokat? Búvár, 1940. (6. évf.) 347–352. old.
- Kadić Ottokár: A Mussolini-barlang ásatásának eredményei (Endresultate der Ausgrabungen in der Mussolinihöhle). A Szent István Akadémia Mennyiségtan-, Természettudományi Osztályának Értekezései 3. köt. (1940.) 6. sz. 1–20. old. (Német nyelven 21–40. old.)
- Kondor György: Magyarország őskori művelődései. Ifjúság és Élet, 1939/40. (16. évf.) (Budapest, 1940.) 26–27., 28. old.
- Kormos Tivadar: Az őskőkor vadjai és vadászai Magyarországon. Vadászati Útmutató, 1941. (15. köt.) 347–362. old.
- Lambrecht Kálmán: Ősvilágok élete. Az ősember. Budapest, Dante, 1931. (3. kiadás)
- Lambrecht Kálmán: Herman Ottó élete. Budapest, 1933. 262 old. (Könyvbarátok kis könyve.)
- Lándori György: Őszi vándorút a Bakonyból a Pilis hegységig. Magyar Turista Élet, 1933. december 7. (1. évf.) 6–8. old.
- Mallász József: A solutréen első biztos megállapítása Erdélyben. Dolgozatok a Ferenc József Tudományegyetem Régiségtudományi Intézetéből, 1934. (9–10. köt.) 1–2. füz. 3–11. old.
- Mottl Mária: Faunen, Flora und Kultur des ungarischen Solutréen. Quartär, 1938. (1. köt.) Berlin. 36–54. old.
- Mottl Mária: Az interglaciálisok és interstadiálisok a magyarországi emlősfauna tükrében. (Hozzászólásokkal.) Beszámoló a Magyar Királyi Földtani Intézet vitaüléseinek munkálatairól, 1941. (3. évf.) 1. füz. 3–42. old.
- Sárkány Sándor: A magyarországi ősemberkutatás a növénytan tükrében. Országos Evangélikus Tanáregyesület Évkönyve, 1938. (37/38. köt.)
- –: BETE Barlangnapló. 1. köt. 1931–1938. 2. köt. 1939–1942. Kézirat.